# Liste der Biografien/Wagn
Liste der Biografien |
Portal Biografien |
Personensuche
# |
A |
B |
C |
D |
E |
F |
G |
H |
I |
J |
K |
L |
M |
N |
O |
P |
Q |
R |
S |
T |
U |
V |
W |
X |
Y |
Z |
?
 
Wa |
Wc |
Wd |
We |
Wh |
Wi |
Wj |
Wl |
Wn |
Wo |
Wr |
Ws |
Wt |
Wu |
Ww |
Wy |
Wz
 
Waa |
Wab |
Wac |
Wad |
Wae |
Waf |
Wag |
Wah |
Wai |
Waj |
Wak |
Wal |
Wam |
Wan |
Wao |
Wap |
Waq |
War |
Was |
Wat |
Wau |
Wav |
Waw |
Wax |
Way |
Waz
 
Waga |
Wagb |
Wagd |
Wage |
Wagg |
Wagh |
Wagi |
Wagl |
Wagm |
Wagn |
Wago |
Wags |
Wagt |
Wagu
Die Liste der Biografien führt alle Personen auf, die in der deutschsprachigen Wikipedia einen Artikel haben. Dieses ist eine Teilliste mit 1053 Einträgen von Personen, deren Namen mit den Buchstaben „Wagn“ beginnt.

## Wagn

### Wagne

#### Wagner

##### Wagner D
- Wagner da Silva, Antônio (* 1944), brasilianischer Ordensgeistlicher und römisch-katholischer Bischof von Guarapuava

##### Wagner K
- Wagner K, Matthias (* 1961), deutscher Kurator, Ausstellungsmacher und Autor

##### Wagner T
- Wagner Tizón, Allan (* 1942), peruanischer Diplomat und Politiker

##### Wagner U
- Wagner und Wagenhoff, Siegfried Rudolph von († 1798), preußischer Landrat

##### Wagner V
- Wagner von der Mühl, Adolf (1884–1962), österreichischer Bildhauer
- Wagner von Inngau, Karl (1819–1893), österreichischer Jurist, Präsident des Handelsgerichts Wien

##### Wagner, A – Wagner, Z

###### Wagner, A
- Wagner, Achim (* 1967), deutscher Schriftsteller
- Wagner, Adam († 1594), deutscher Bildhauer
- Wagner, Adam (1894–1938), russlanddeutscher römisch-katholischer Geistlicher und Märtyrer
- Wagner, Adelin (* 1934), deutsche Schauspielerin
- Wagner, Adolf (1844–1918), österreichischer Architekt und Maler
- Wagner, Adolf (1869–1940), österreichischer Botaniker, Naturphilosoph und Hochschullehrer
- Wagner, Adolf (1877–1936), deutscher Sektfabrikant
- Wagner, Adolf (1890–1944), deutscher Politiker (NSDAP), MdR, Gauleiter, bayrischer Minister und SA-ObergruppenführerAdolf Wagner (1890–1944)

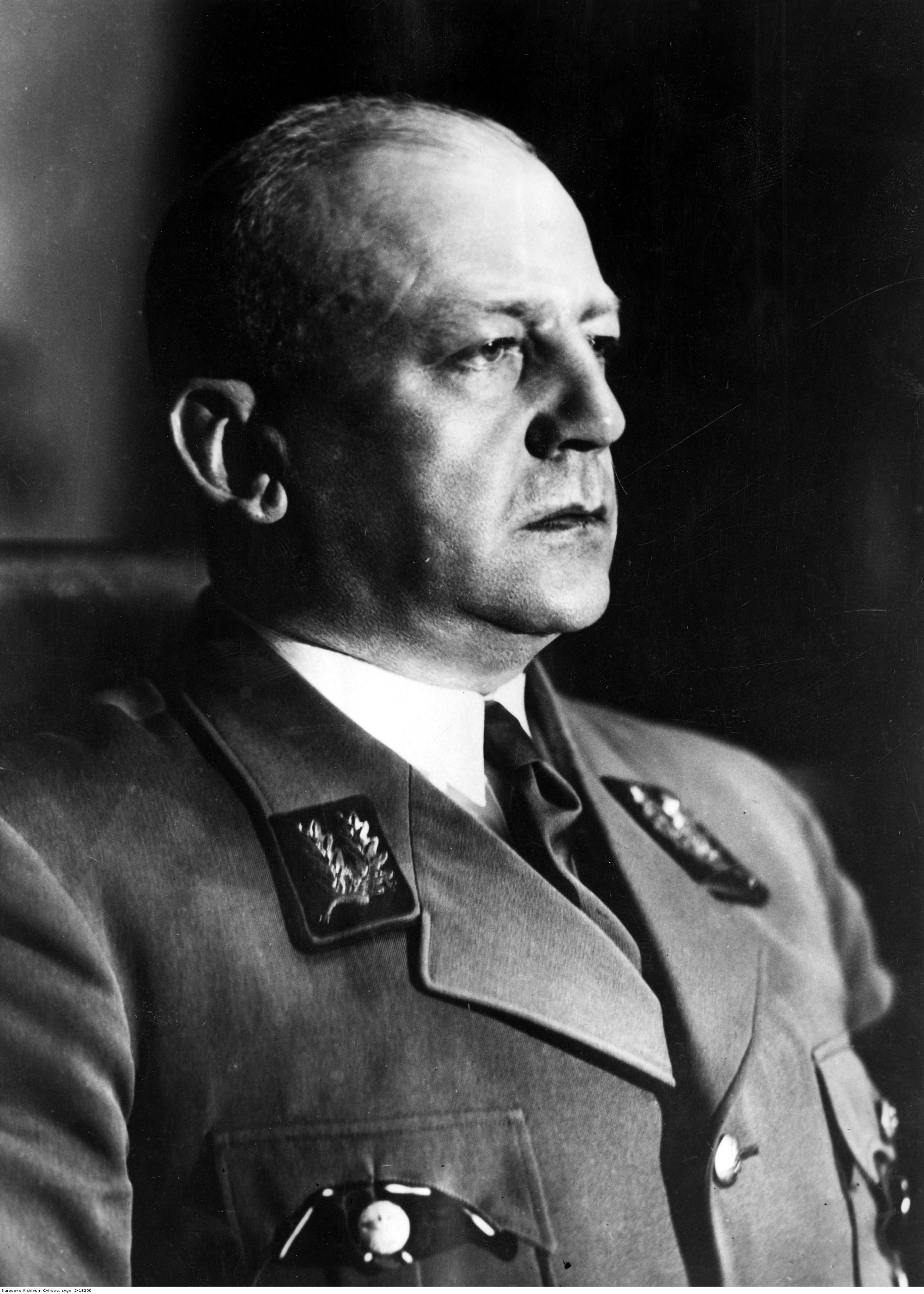
Adolf Wagner (1890–1944)

- Wagner, Adolf (1911–1984), deutscher Gewichtheber
- Wagner, Adolf (* 1939), deutscher Wirtschaftswissenschaftler
- Wagner, Adolf von (1935–2023), deutscher Diplomat
- Wagner, Adolph (1774–1835), deutscher Literaturhistoriker, Bühnenautor, Übersetzer und Schriftsteller
- Wagner, Adolph (1835–1917), deutscher Nationalökonom und StatistikerAdolph Wagner (1835–1917)

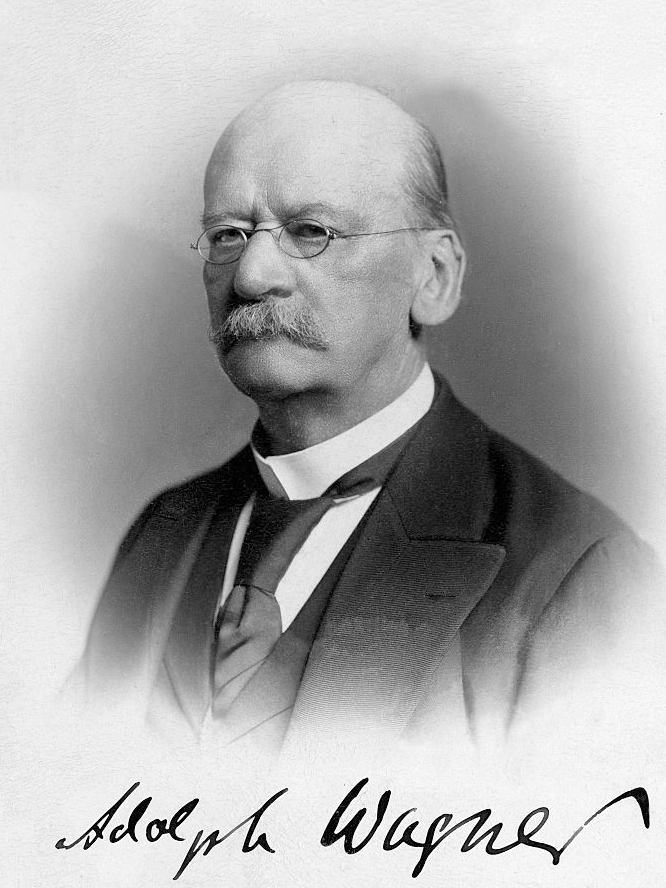
Adolph Wagner (1835–1917)

- Wagner, Adrian (* 1978), deutscher Handballspieler und -trainer
- Wagner, Agnieszka (* 1970), polnische Schauspielerin
- Wagner, Aiko (* 1982), deutscher Politikwissenschaftler
- Wagner, Albert (1885–1974), deutscher Verwaltungsbeamter und Politiker (SPD), MdL, hessischer Staatsminister
- Wagner, Albert Malte (1886–1962), britischer Germanist und Literaturhistoriker deutsch-jüdischer Herkunft
- Wagner, Albrecht (1827–1871), deutscher Chirurg, Sanitätsoffizier und Hochschullehrer
- Wagner, Albrecht (1850–1909), deutscher Anglist; Literaturwissenschaftler des Elisabethanischen Zeitalters
- Wagner, Albrecht (* 1941), deutscher Physiker (Hochenergiephysik)
- Wagner, Alexander (1926–2019), deutscher Komponist, Chorpädagoge und Chordirigent sowie Lehrbuchautor
- Wagner, Alexander (* 1978), deutscher bildender Künstler
- Wagner, Alexander Maria (* 1995), deutscher Komponist und Pianist
- Wagner, Alfons (1890–1978), deutscher Metallurg
- Wagner, Alfred (1852–1931), preußischer Landrat
- Wagner, Allison (* 1977), US-amerikanische Schwimmerin
- Wagner, Almut, deutsche Sprechtheater-Dramaturgin
- Wagner, Alois (1875–1944), deutscher römisch-katholischer Geistlicher und Klinikdirektor
- Wagner, Alois (1886–1957), deutscher Verwaltungsjurist
- Wagner, Alois (1924–2002), österreichischer römisch-katholischer Geistlicher und Kurienerzbischof
- Wagner, Aloisia (1907–1973), deutschamerikanische Schaustellerin
- Wagner, Aloys (1771–1837), deutscher römisch-katholischer Geistlicher
- Wagner, Alwin (* 1950), deutscher LeichtathletAlwin Wagner (* 1950)

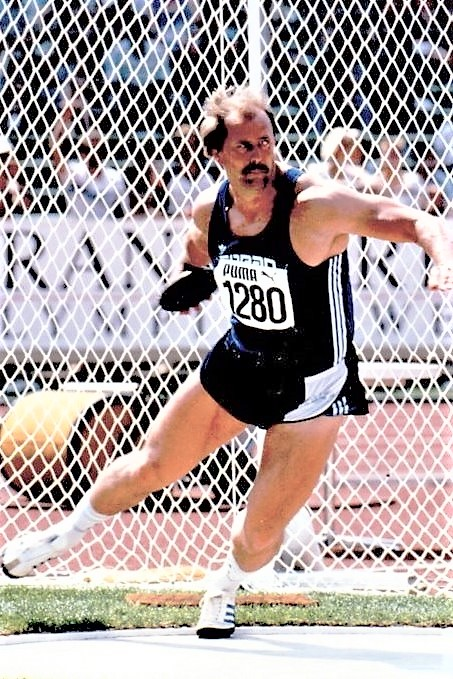
Alwin Wagner (* 1950)

- Wagner, Aly (* 1980), US-amerikanische Fußballspielerin
- Wagner, Anastasia (* 1990), deutsche Tennisspielerin
- Wagner, André (* 1980), deutscher Fotograf und bildender Künstler
- Wagner, Andrea, österreichische Filmeditorin
- Wagner, Andrea (1944–2015), deutsche Dialogregisseurin, Dialogbuchautorin und Fernsehautorin
- Wagner, Andrea (* 1975), österreichische Politikerin (ÖVP), Mitglied des Bundesrates
- Wagner, Andrea (* 1984), österreichisches Model
- Wagner, Andreas (* 1957), deutscher Fußballspieler
- Wagner, Andreas (* 1960), deutscher Politiker (WASG, NPD)
- Wagner, Andreas (* 1962), deutscher Jurist und Richter am Oberlandesgericht
- Wagner, Andreas (* 1963), deutscher evangelischer Theologe
- Wagner, Andreas (* 1964), deutscher Historiker
- Wagner, Andreas (* 1968), deutscher Kaufmann und Politiker (CDU)
- Wagner, Andreas (* 1972), deutscher Politiker (WASG, Die Linke, SPD), MdB
- Wagner, Andreas (* 1974), deutscher Autor
- Wagner, Andreas (* 1976), deutscher Basketballtrainer
- Wagner, Andreas von (1727–1805), deutscher Jurist
- Wagner, Angelika C. (1944–2023), deutsche Psychologin und Hochschullehrerin
- Wagner, Anika Eva (* 1976), deutsche Ernährungswissenschaftlerin
- Wagner, Anita (* 1960), österreichische SängerinAnita Wagner (* 1960)

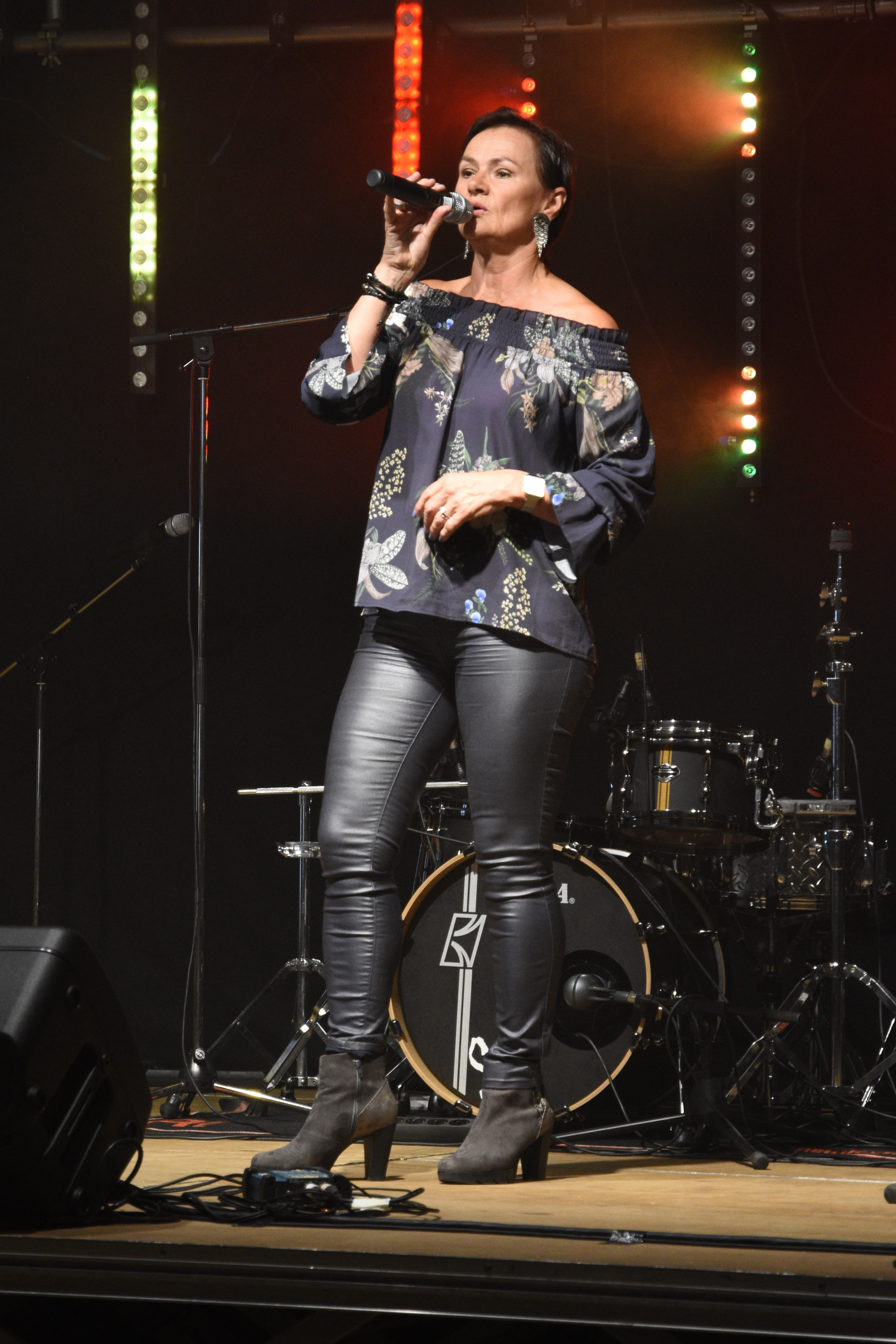
Anita Wagner (* 1960)

- Wagner, Anita (* 1994), bosnische Tennisspielerin
- Wagner, Anja (* 1971), deutsche Autorin
- Wagner, Anja Daniela (* 1969), deutsche Opernsängerin (Mezzosopran)
- Wagner, Ann (* 1962), US-amerikanische Politikerin
- Wagner, Anna (* 1914), österreichische Supercentenarian
- Wagner, Anna-Maria (* 1996), deutsche JudokaAnna-Maria Wagner (* 1996)

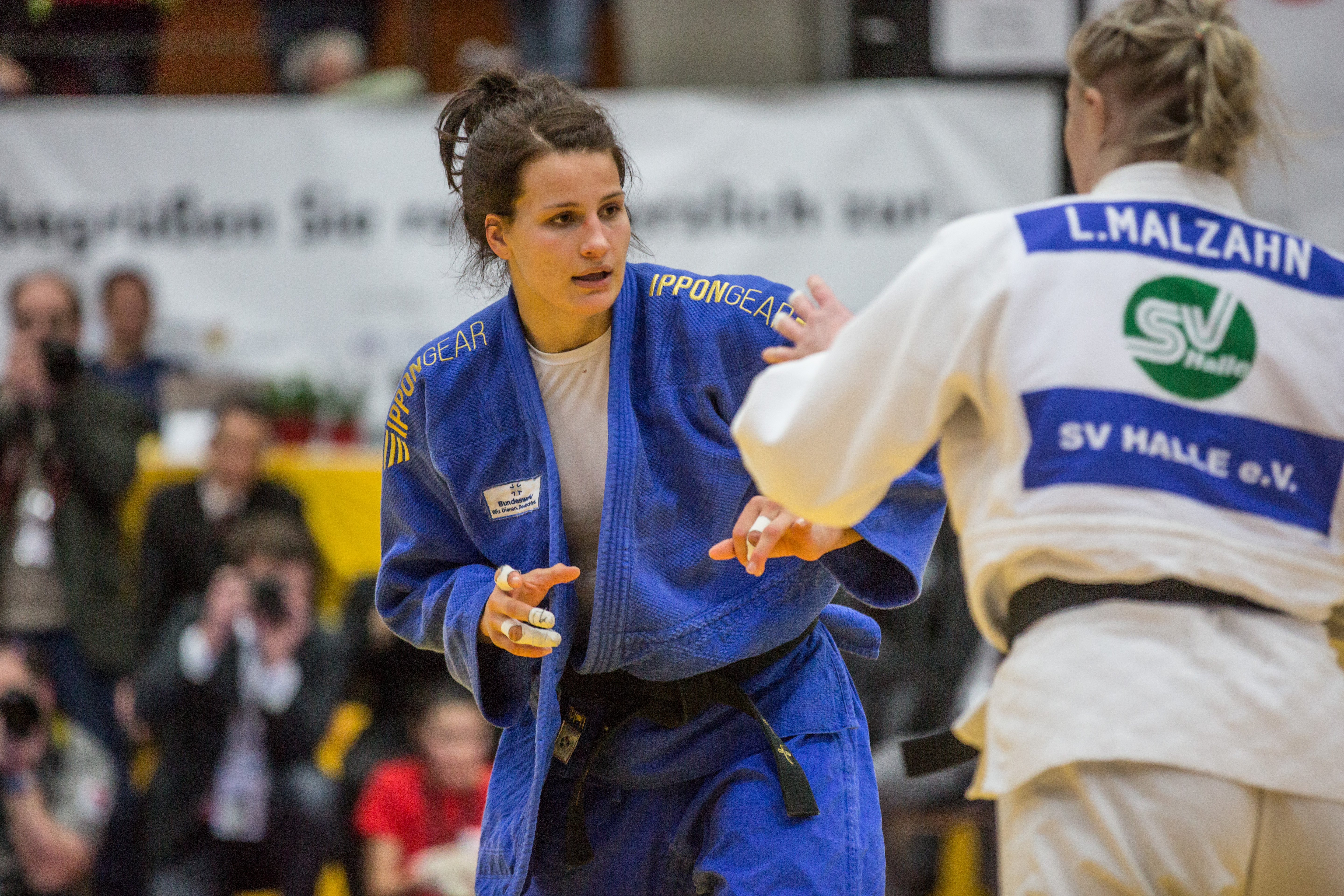
Anna-Maria Wagner (* 1996)

- Wagner, Annalise (1903–1986), deutsche Heimatforscherin
- Wagner, Anneliese (1929–2013), US-amerikanische Lyrikerin und Übersetzerin
- Wagner, Annette (* 1970), deutsche Leichtathletin
- Wagner, Antje (* 1974), deutsche Schriftstellerin
- Wagner, Anton Ludwig von (1725–1805), deutscher Jurist und Kammerpräsident in Königsberg und Gumbinnen
- Wagner, Anton Paul (1834–1895), österreichischer Bildhauer
- Wagner, Arfst (* 1954), deutscher Lehrer, Verleger, MdB und Politiker (Bündnis 90/Die Grünen)
- Wagner, Armin (* 1968), deutscher Offizier und Historiker
- Wagner, Arnold (1890–1980), Schweizer Politiker (KVP)
- Wagner, Ashley (* 1991), US-amerikanische Eiskunstläuferin
- Wagner, Astrid (* 1963), österreichische Rechtsanwältin, Strafverteidigerin und Autorin
- Wagner, August (1816–1896), deutscher Organist und Chorleiter
- Wagner, August (1903–1963), deutscher Zeichner und Politiker (KPD)
- Wagner, Augustin (1898–1945), deutscher römisch-katholischer Geistlicher und Märtyrer
- Wagner, Austin (* 1997), kanadischer Eishockeyspieler
- Wagner, Axel (* 1965), deutscher Jurist und Präsident des Landessozialgerichts
- Wagner, Axel (* 1969), deutscher Wissenschaftsjournalist und Biologe

###### Wagner, B
- Wagner, Babe († 1949), US-amerikanischer Jazz-Musiker
- Wagner, Baldur (* 1939), deutscher Politiker
- Wagner, Barbara (* 1938), kanadische Eiskunstläuferin
- Wagner, Bárbara (* 1980), brasilianische Fotografin und Videokünstlerin
- Wagner, Bartholomäus († 1571), deutscher Mathematiker und Mediziner
- Wagner, Beate (* 1970), deutsche Medizinjournalistin und Sachbuchautorin
- Wagner, Beatrice (* 1982), österreichische Autorin
- Wagner, Bella, österreichische Sängerin und Songschreiberin
- Wagner, Benedikt (* 1990), deutscher Säbelfechter
- Wagner, Benjamin (* 1990), deutscher Autor für schwule Belletristik
- Wagner, Bernd (* 1948), deutscher Schriftsteller
- Wagner, Bernd (* 1955), deutscher Kriminalist und Autor
- Wagner, Bernhard (1929–2015), deutscher Medienmanager, Verleger und Herausgeber
- Wagner, Bernhard († 1999), deutscher Ingenieur
- Wagner, Berni (* 1991), österreichischer KabarettistBerni Wagner (* 1991)

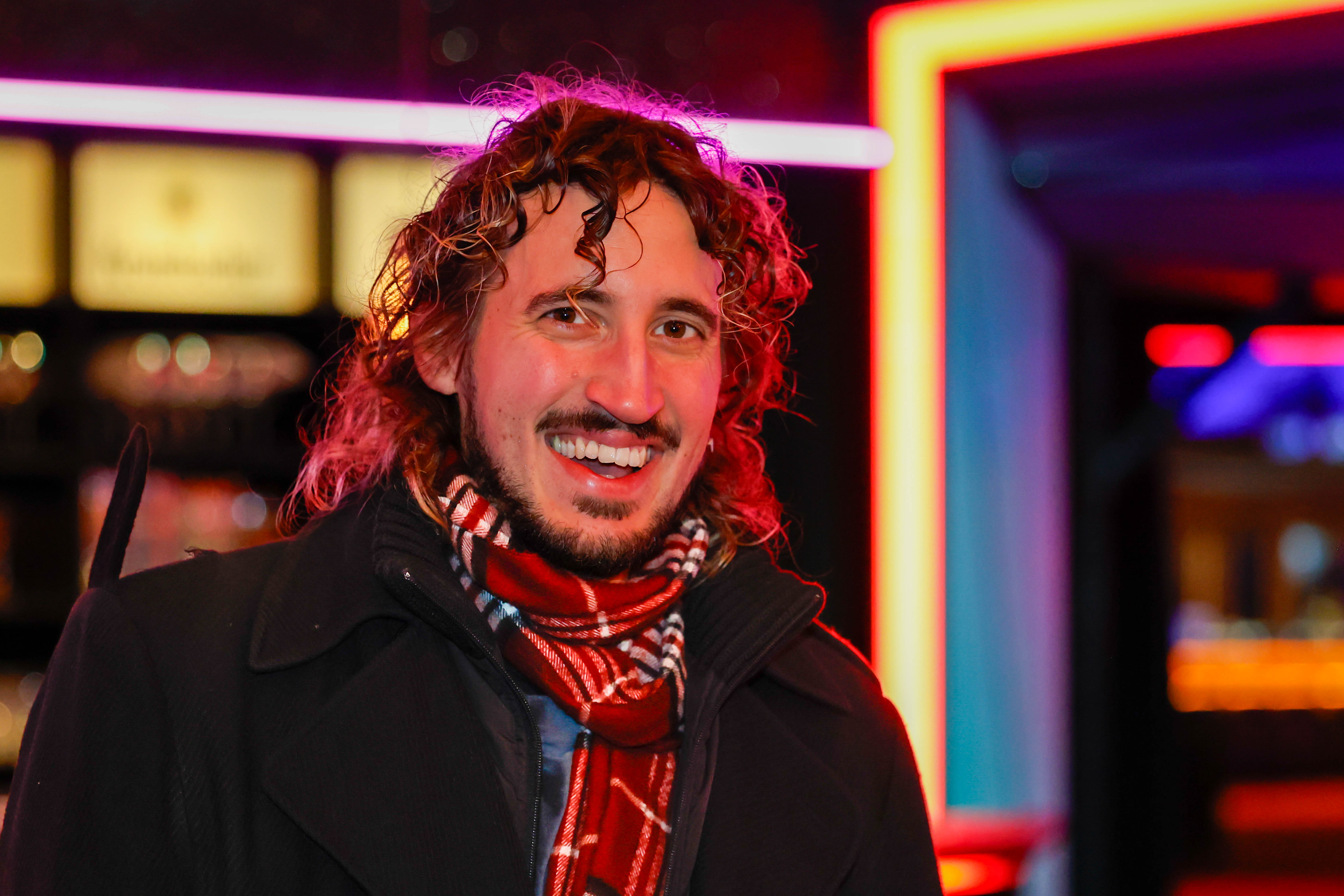
Berni Wagner (* 1991)

- Wagner, Bettina (* 1964), deutsche Germanistin, Mittellateinerin und Bibliothekarin
- Wagner, Birgit (* 1967), deutsche Psychologin und Hochschullehrerin
- Wagner, Bobby (* 1990), US-amerikanischer American-Football-Spieler
- Wagner, Brandon (* 1987), US-amerikanischer Automobilrennfahrer
- Wagner, Brigitte (* 1983), deutsche Ringerin

###### Wagner, C
- Wagner, C. Peter (1930–2016), evangelischer Missionar, Missiologe und Autor
- Wagner, Camillo (1813–1896), österreichischer Jurist und Politiker
- Wagner, Carina (* 2003), deutsche Fußballspielerin
- Wagner, Carl (1796–1867), deutscher Maler und Vertreter der romantischen Landschaftsmalerei
- Wagner, Carl (1901–1977), deutscher Physikochemiker
- Wagner, Carl Friedrich (1891–1981), deutscher Reformpädagoge
- Wagner, Carl Robert (1859–1931), deutscher Schlosser, Unternehmer und Konstrukteur
- Wagner, Carl Theodor (1826–1907), deutscher Uhrmachermeister und Unternehmer
- Wagner, Carl von (1843–1907), deutscher Bauingenieur in den USA und Mexiko
- Wagner, Carl-Ludwig (1930–2012), deutscher Politiker (CDU), MdL, MdBCarl-Ludwig Wagner (1930–2012)

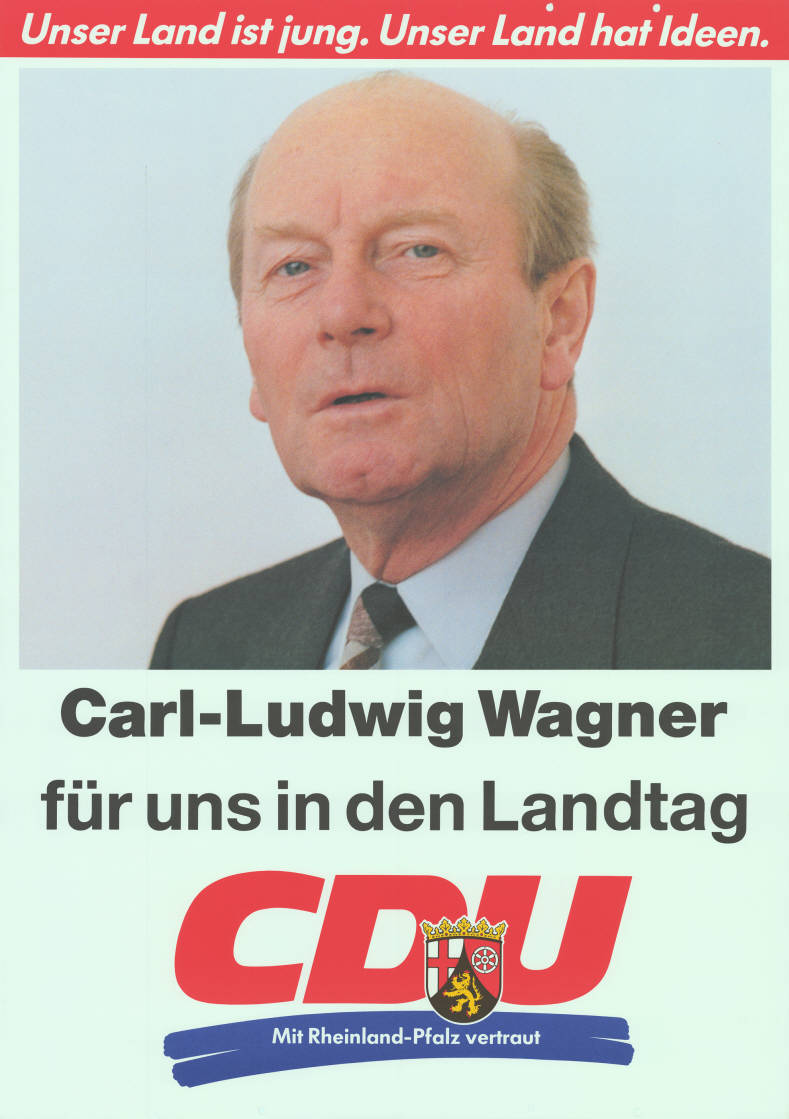
Carl-Ludwig Wagner (1930–2012)

- Wagner, Carola (1902–1982), deutsche Schauspielerin und Schauspiellehrerin
- Wagner, Carola (* 1966), deutsche Chemikerin und Richterin am Bundespatentgericht
- Wagner, Carolin (* 1982), deutsche Politikerin (SPD), MdB
- Wagner, Carsten A (* 1970), deutscher Physiologe
- Wagner, Catherine (* 1953), US-amerikanische Fotografin und Konzeptkünstlerin
- Wagner, Charles (1852–1918), französischer reformierter Pfarrer und Theologe
- Wagner, Charles Philip (1876–1964), US-amerikanischer Romanist und Hispanist
- Wagner, Charly (1941–2020), deutscher Radio-Journalist und -Moderator
- Wagner, Chris (* 1991), US-amerikanischer Eishockeyspieler
- Wagner, Christean (1943–2025), deutscher Politiker (CDU), MdL, LandesministerChristean Wagner (1943–2025)

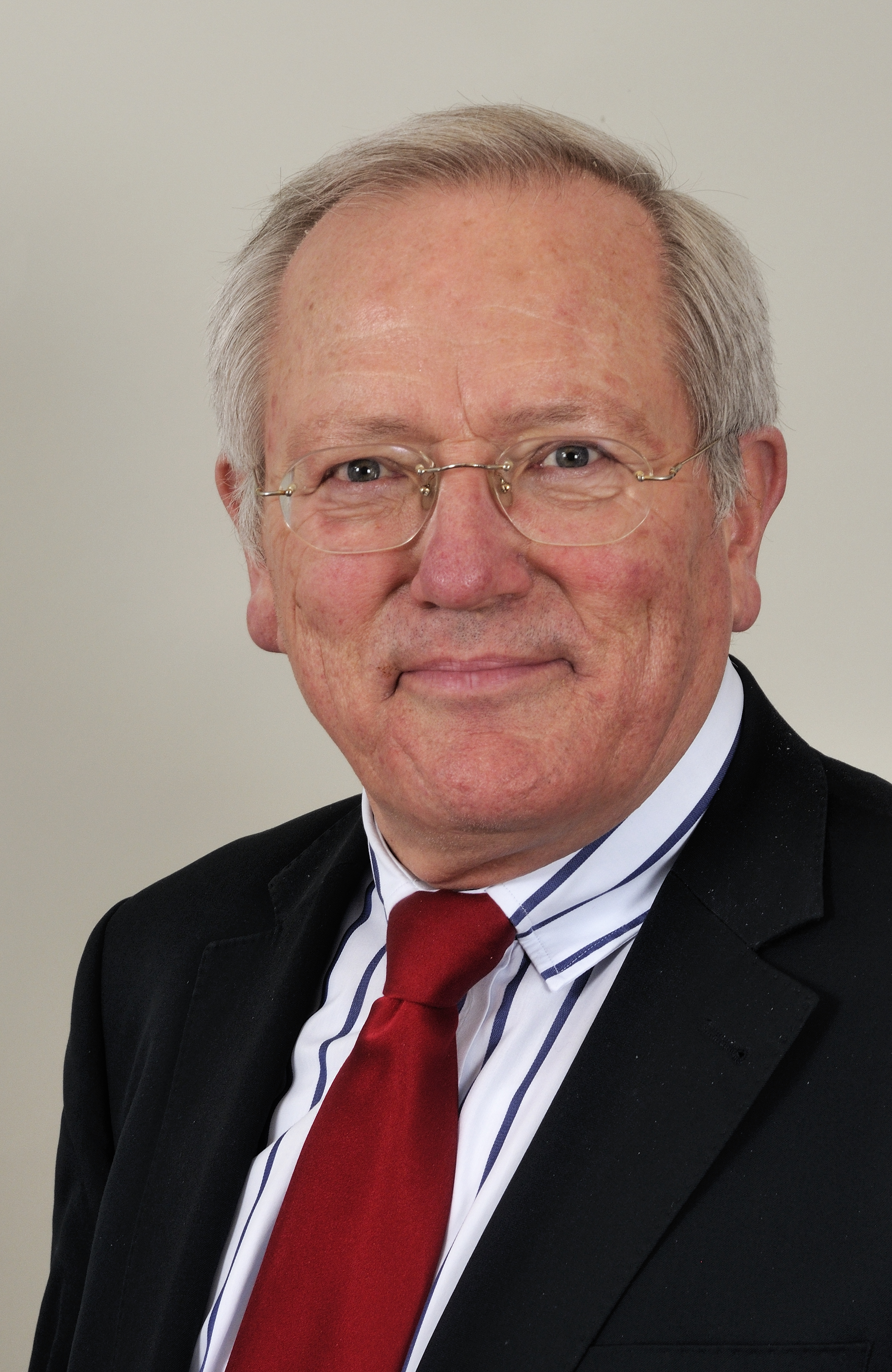
Christean Wagner (1943–2025)

- Wagner, Christhard (* 1955), deutscher Theologe und Oberkirchenrat
- Wagner, Christian (1835–1918), deutscher Schriftsteller und Kleinbauer
- Wagner, Christian, französischer Jazzmusiker
- Wagner, Christian (* 1959), deutscher Filmregisseur
- Wagner, Christian (* 1971), deutscher Kommunalbeamter (CDU) und hauptamtlicher Bürgermeister
- Wagner, Christian, US-amerikanischer Filmeditor
- Wagner, Christian Adolph (1801–1874), deutscher Unternehmer und Bürgermeister
- Wagner, Christian Ehrenfried Wilhelm (1771–1829), deutscher evangelischer Theologe, Schulrat, Autor und Waisenhausdirektor
- Wagner, Christian Georg (1762–1851), deutscher Jurist
- Wagner, Christine (* 1979), deutsche Fußballspielerin
- Wagner, Christof (1869–1936), deutscher Forstwissenschaftler und Hochschullehrer
- Wagner, Christoph (1931–2013), deutscher Mediziner und Musiker
- Wagner, Christoph (1954–2010), österreichischer Journalist, Publizist, Kabarettautor, Theaterautor, Theaterkritiker, Kochbuchautor, Krimiautor, Gastrosoph und Gastrokritiker
- Wagner, Christoph (* 1956), deutscher Musikjournalist, Musikhistoriker, Rundfunk- und Buchautor
- Wagner, Christoph (* 1964), deutscher Kunsthistoriker mit Schwerpunkten im Bereich der Bildwissenschaft
- Wagner, Christoph Maria (* 1966), deutscher Komponist, Dirigent und Pianist
- Wagner, Chriz (* 1972), deutscher Schriftsteller
- Wagner, Chuck (* 1958), US-amerikanischer Schauspieler
- Wagner, Clara (1839–1873), deutsche Landschaftsmalerin
- Wagner, Claudia, deutsche Klassische Archäologin
- Wagner, Claus (1947–2016), deutscher Sportfunktionär
- Wagner, Claus (* 1965), deutscher Schlagzeuger
- Wagner, Claus von (* 1977), deutscher Kabarettist und Autor
- Wagner, Constanze (1943–2021), südafrikanisch-deutsche Künstlerin
- Wagner, Constanze (* 1963), deutsche Ultramarathonläuferin
- Wagner, Cornelius (1870–1956), deutscher Landschafts- und Marinemaler
- Wagner, Cosima (1837–1930), deutsche Komponistengattin, Festspielleiterin, TagebuchschreiberinCosima Wagner (1837–1930)

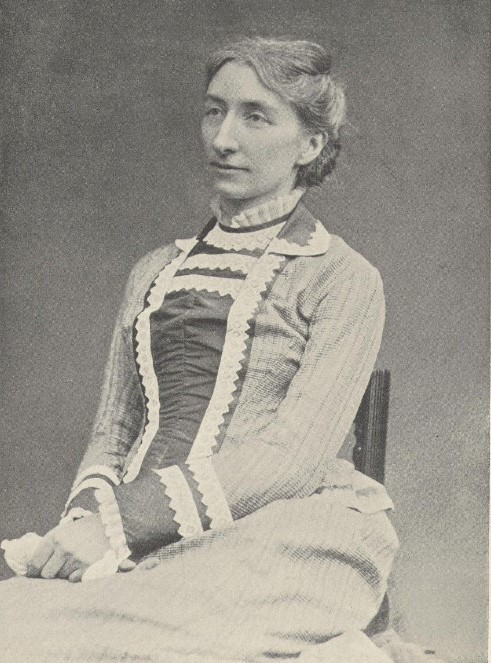
Cosima Wagner (1837–1930)

###### Wagner, D
- Wagner, Dajuan (* 1983), US-amerikanischer Basketballspieler
- Wagner, Dana (* 1983), deutsche Triathletin
- Wagner, Daniel (* 1980), kasachisch-deutscher Film- und Theaterschauspieler
- Wagner, Daniel (* 1983), deutscher Arzt
- Wagner, Daniel (* 1984), deutscher Slam-Poet, Kabarettist, Autor und Politiker (Die PARTEI)
- Wagner, Daniel (* 1987), deutscher Fußballspieler
- Wagner, Daniel Ernst (* 1739), deutscher Jurist, Lehrer und Autor
- Wagner, Daniela (* 1957), deutsche Politikerin (Bündnis 90/Die Grünen), MdB
- Wagner, Daphne (* 1946), deutsche Schauspielerin
- Wagner, David (* 1971), deutscher Schriftsteller
- Wagner, David (* 1971), deutsch-US-amerikanischer Fußballspieler und -trainerDavid Wagner (* 1971)

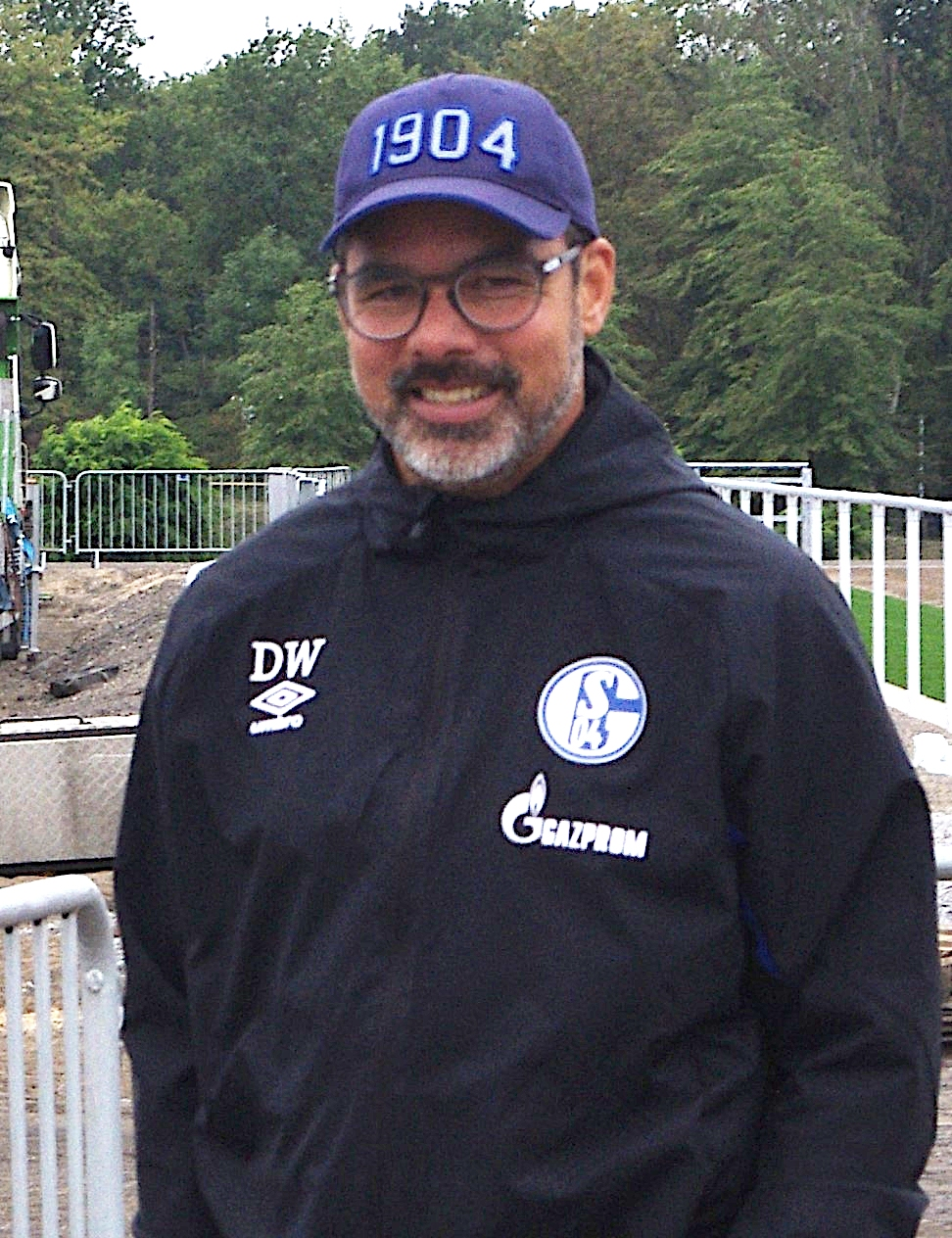
David Wagner (* 1971)

- Wagner, David (* 1974), US-amerikanischer Informatiker und Kryptologe
- Wagner, David (* 1974), US-amerikanischer Rollstuhltennisspieler
- Wagner, David (* 1982), österreichischer Filmregisseur und Drehbuchautor
- Wagner, Dennis (* 1997), deutscher Schachspieler, Großmeister
- Wagner, Dick (1942–2014), US-amerikanischer Gitarrist und Songwriter
- Wagner, Dieter (* 1934), deutscher Schauspieler und Bühnenregisseur
- Wagner, Dieter (1941–2004), deutscher Drucker, Buchgestalter und Verleger
- Wagner, Dieter (* 1943), deutscher Kunstmaler und Konzeptkünstler
- Wagner, Dieter (* 1947), deutscher Wirtschaftswissenschaftler
- Wagner, Dietrich (1609–1668), braunschweig-lüneburgischer Amtmann und Rittergutsbesitzer
- Wagner, Dietrich (1944–2023), deutscher Demonstrant gegen das Projekt Stuttgart 21, erblindete nach Wasserwerferbeschuss
- Wagner, Dinara (* 1999), deutsche Schachspielerin kalmückischer HerkunftDinara Wagner (* 1999)

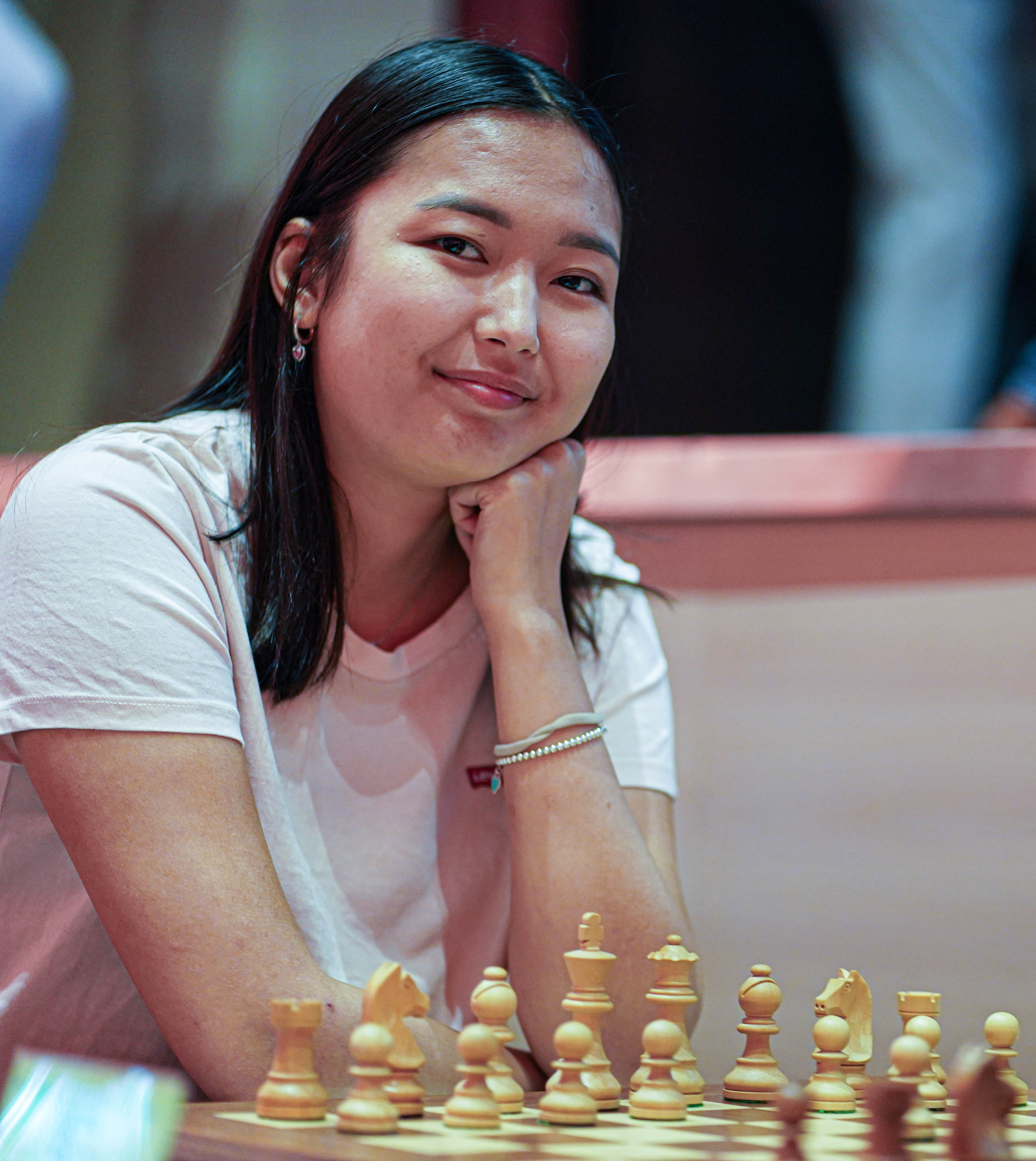
Dinara Wagner (* 1999)

- Wagner, Dirk (* 1971), deutscher Tischtennis Trainer
- Wagner, Dominik (* 1985), deutscher Kabarettist, Autor und Regisseur
- Wagner, Dominik (* 1986), deutscher Trompeter, Dirigent und Komponist (Jazz, Blasmusik)
- Wagner, Dorian (* 1983), deutscher Triathlet
- Wagner, Doris (* 1963), deutsche Übersetzerin und Politikerin (Bündnis 90/Die Grünen), MdB
- Wagner, Dorothea (* 1957), deutsche Informatikerin und Hochschullehrerin

###### Wagner, E
- Wagner, Earl T. (1908–1990), US-amerikanischer Politiker (Demokratische Partei)
- Wagner, Eberhard (* 1938), deutscher Mundartforscher, Mundartlyriker und Bühnenautor
- Wagner, Eberhard (* 1961), österreichischer Schriftsteller
- Wagner, Edgar (* 1950), deutscher Jurist, Datenschutzbeauftragter des Landes Rheinland-Pfalz
- Wagner, Edmund (1830–1859), deutscher Tiermaler
- Wagner, Eduard (1811–1885), deutscher Kartograph
- Wagner, Eduard (1868–1943), deutscher Jurist und Politiker (DNVP), MdR
- Wagner, Eduard (1870–1913), österreichischer Bergsteiger und Maschineningenieur
- Wagner, Eduard (1894–1944), deutscher General und GeneralquartiermeisterEduard Wagner (1894–1944)

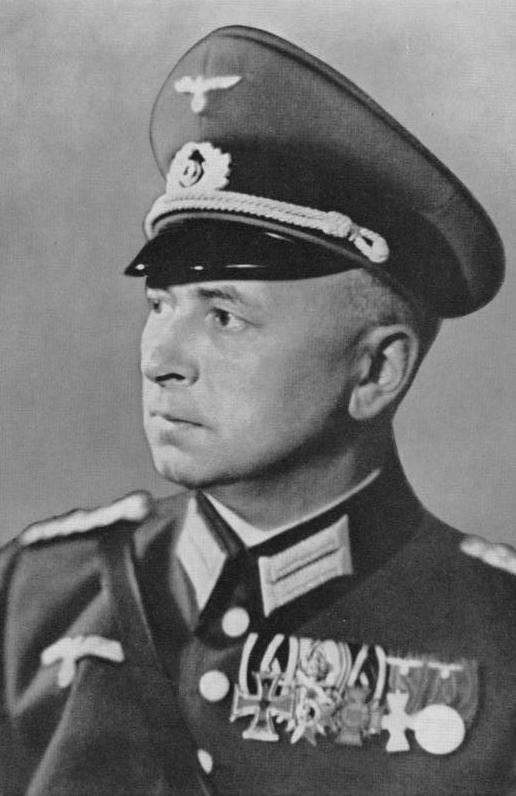
Eduard Wagner (1894–1944)

- Wagner, Eduard (1896–1978), deutscher Entomologe
- Wägner, Elin (1882–1949), schwedische Autorin, Journalistin und Feministin
- Wagner, Elisabeth (* 1954), deutsche Bildhauerin und Hochschullehrerin
- Wagner, Elsa (1881–1975), deutsche Film- und Theater-Schauspielerin
- Wagner, Emil (1807–1848), deutscher Theologe und Mitglied der Bayerischen Ständeversammlung
- Wagner, Emil (1820–1888), deutscher Jurist und Politiker
- Wagner, Emil (* 1921), deutscher Offizier im Ministerium für Staatssicherheit (MfS) der DDR
- Wagner, Emil Richard (1871–1950), deutscher Komponist
- Wagner, Emily, US-amerikanische Schauspielerin
- Wagner, Enno (* 1973), deutscher IngenieurwissenschaftlerEnno Wagner (* 1973)

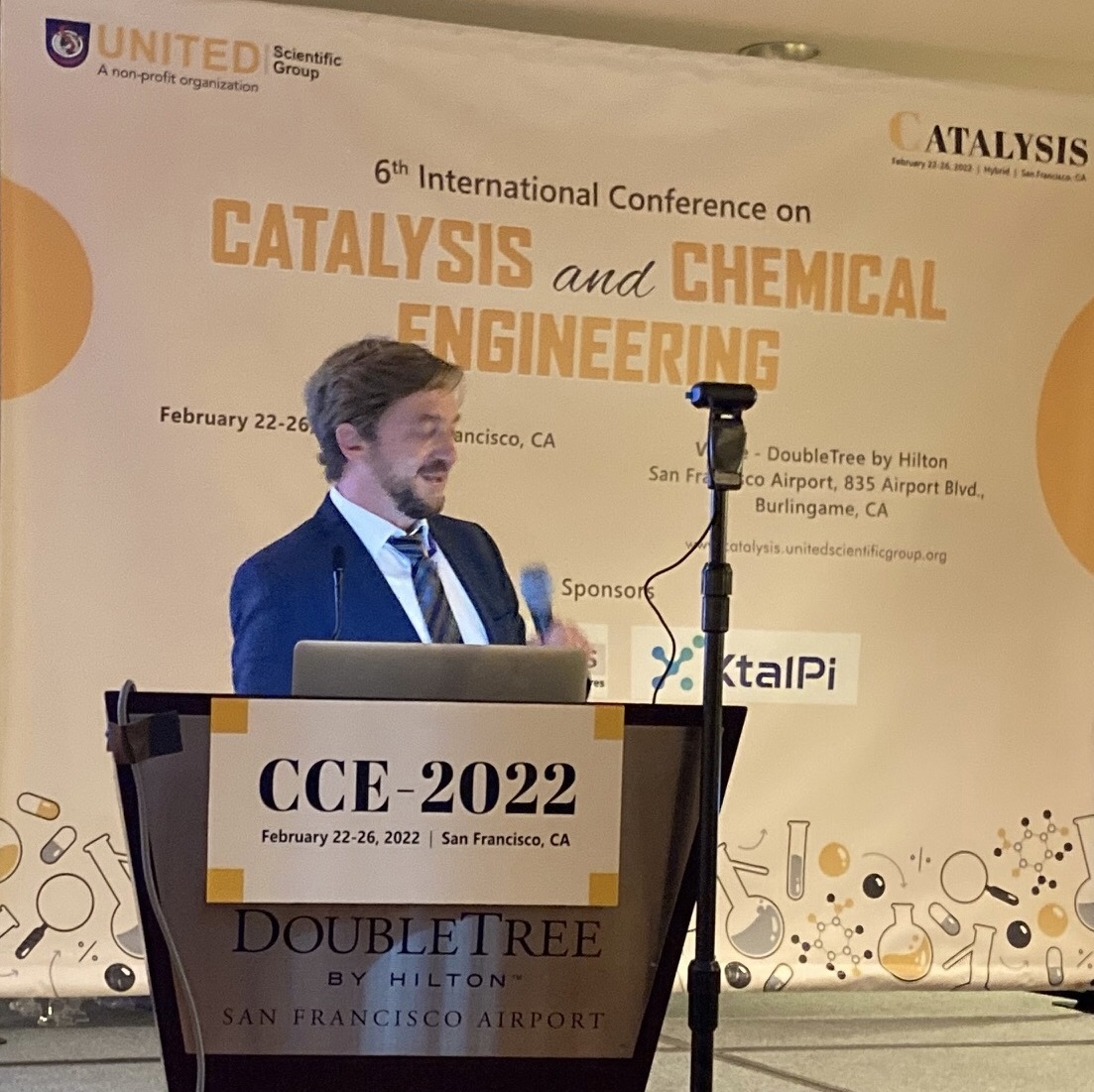
Enno Wagner (* 1973)

- Wagner, Eric (1959–2021), US-amerikanischer Sänger
- Wagner, Erica (* 1967), US-amerikanische Literaturkritikerin
- Wagner, Erich (1876–1957), deutscher Maler
- Wagner, Erich (1912–1959), deutsch-österreichischer Lagerarzt im KZ Buchenwald
- Wagner, Erika (1933–2011), deutsche Politikerin (SPD), MdL
- Wagner, Erna (1903–1982), deutsche Politikerin (SPD) und Gewerkschafterin, MdHB
- Wagner, Ernst (1832–1920), deutscher Lehrer und Archäologe
- Wagner, Ernst (1836–1902), deutscher Unternehmer in der Glasindustrie und Kommunalpolitiker
- Wagner, Ernst (1860–1917), deutscher Verwaltungsjurist, Landrat und Abgeordneter
- Wagner, Ernst (1876–1928), deutscher Physiker und Hochschullehrer
- Wagner, Ernst (1877–1951), österreichischer Maler
- Wagner, Ernst (1878–1966), deutscher evangelischer Geistlicher und Theologe
- Wagner, Ernst (1907–1961), österreichischer Chemiker
- Wagner, Ernst (1921–1996), deutscher Agrarwissenschaftler und Landeskundler
- Wagner, Ernst (1929–1999), deutscher Unternehmer
- Wagner, Ernst August (1874–1938), deutscher Lehrer, Mörder und Dichter
- Wagner, Ernst Bernhard (1760–1828), württembergischer Landtagsabgeordneter
- Wagner, Ernst David (1806–1883), deutscher Komponist, Musikdirektor, Organist und Musikpädagoge
- Wagner, Ernst L. (1829–1888), deutscher Pathologe
- Wagner, Ernst Wilhelm (* 1857), deutscher Gymnasiallehrer- und direktor
- Wagner, Ernst-Ludwig (* 1950), deutscher Politiker (SPD), MdL
- Wagner, Erwin (1878–1970), württembergischer Verwaltungsbeamter
- Wagner, Erwin F. (* 1950), österreichischer Biochemiker und Genetiker
- Wagner, Eugen (1865–1939), Ministerialbeamter und Kreisrat in Hessen
- Wagner, Eugen (1870–1942), deutscher Bildhauer
- Wagner, Eugen (1942–2025), deutscher Politiker (SPD), MdHBEugen Wagner (1942–2025)

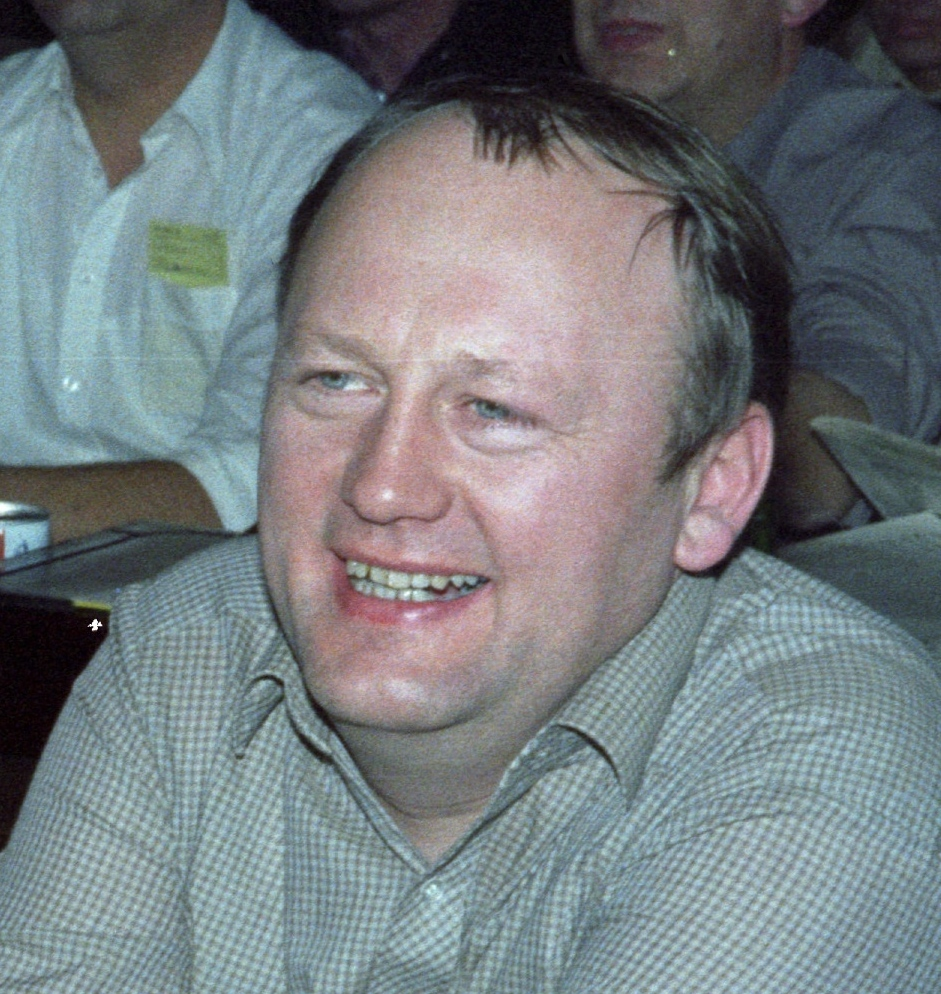
Eugen Wagner (1942–2025)

- Wagner, Eva Ellen (* 1984), deutsche Rechtswissenschaftlerin und Hochschullehrerin
- Wagner, Ewald (* 1927), deutscher Orientalist
- Wagner, Ewald (* 1941), österreichischer Politiker (SPÖ), Landesrat in Niederösterreich

###### Wagner, F
- Wagner, Fabian (* 1978), deutscher Kameramann
- Wagner, Fabian A. (* 1981), deutscher Architekt
- Wagner, Fabio (* 1995), deutscher Eishockeyspieler
- Wagner, Falk (1939–1998), österreichischer evangelischer Theologe
- Wagner, Falk-Constantin (* 1989), deutscher Politiker (SPD), MdBBFalk-Constantin Wagner (* 1989)

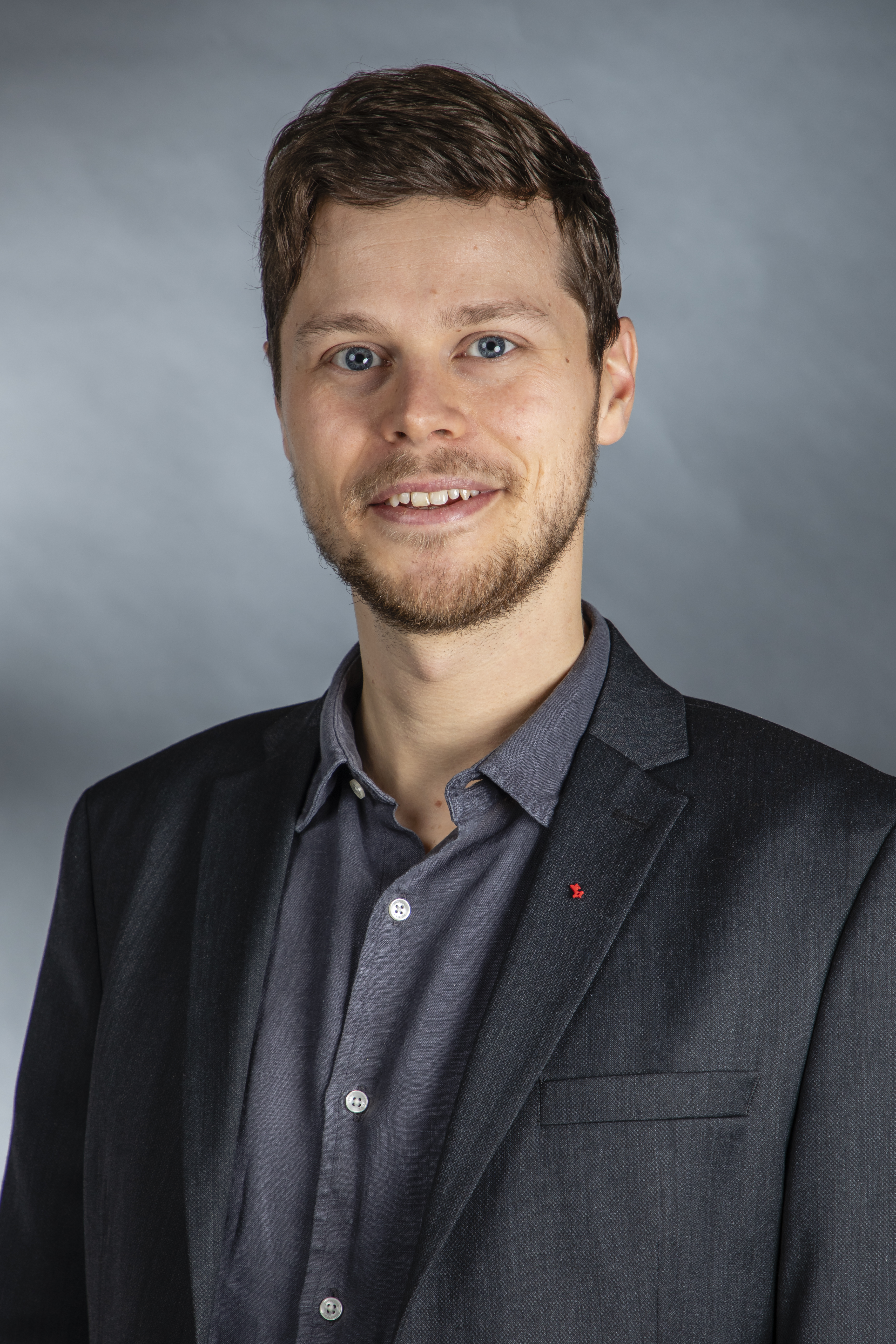
Falk-Constantin Wagner (* 1989)

- Wagner, Felix (* 2000), deutscher Fußballschiedsrichter
- Wagner, Ferdinand (1819–1881), deutscher Maler (Nazarener)
- Wagner, Ferdinand (1847–1927), deutscher Maler
- Wagner, Ferdinand (1898–1926), deutscher Dirigent und Opernkapellmeister
- Wagner, Fidel (1912–1945), deutscher Skilangläufer und Nordischer Kombinierer
- Wagner, Florian (* 1976), deutscher Schauspieler und Fernsehmoderator
- Wagner, Florian (* 1990), deutscher Musiker und Kabarettist
- Wagner, Frank (1929–1997), deutscher Buchhändler, Verleger und Autor
- Wagner, Frank (* 1977), deutscher Politiker (CDU)
- Wagner, Frank Christian (* 1983), deutscher Regisseur, Drehbuchautor und Produzent
- Wagner, Franz, deutscher Fußballspieler
- Wagner, Franz (1810–1883), deutscher Maler und Lithograf
- Wagner, Franz (1849–1931), österreichischer Politiker (CSP), Abgeordneter zum Nationalrat
- Wagner, Franz (1860–1929), österreichischer Politiker (DnP), Abgeordneter zum Nationalrat
- Wagner, Franz (1872–1958), österreichischer Politiker
- Wagner, Franz (1894–1975), deutscher Kapellmeister und Pianist
- Wagner, Franz (1911–1974), deutscher und österreichischer Fußballspieler
- Wagner, Franz (* 1948), deutscher Handballspieler
- Wagner, Franz (* 2001), deutscher BasketballspielerFranz Wagner (* 2001)

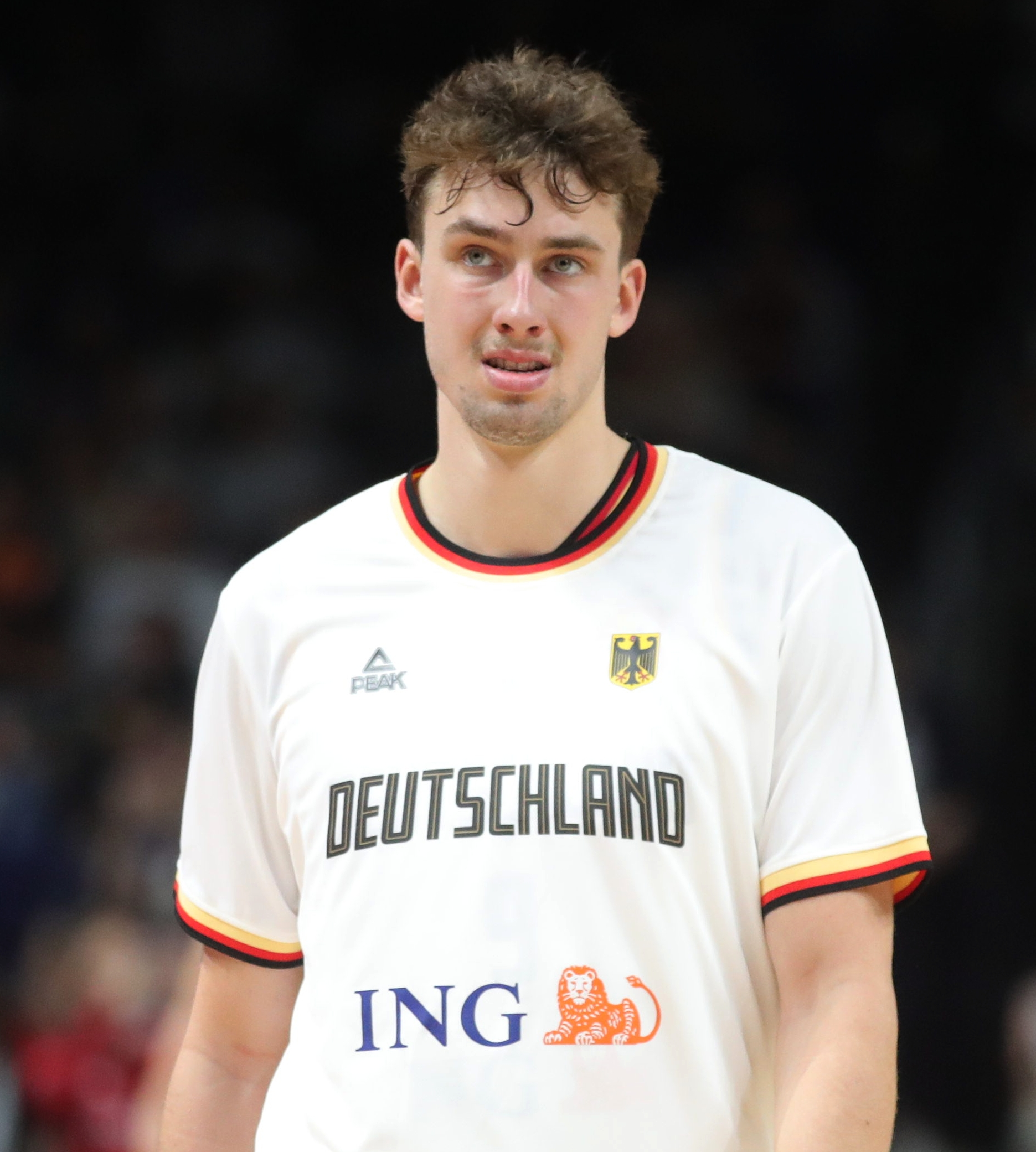
Franz Wagner (* 2001)

- Wagner, Franz Adam (1869–1956), Landtagsabgeordneter Volksstaat Hessen
- Wagner, Franz Alfred (* 1957), deutscher Gesundheits- und Krankenpfleger
- Wagner, Franz Josef (* 1943), deutscher Boulevardjournalist
- Wagner, Franz Joseph (1886–1972), deutscher Landschaftsmaler und Grafiker
- Wagner, Franz Michael von (1768–1851), deutscher Montanist
- Wagner, Franz Reinhard (1824–1900), Verleger und Stadtrat in Leipzig
- Wagner, Franz Robert (* 1944), österreichischer Schauspieler und Sprecher
- Wagner, Franz W. (* 1944), deutscher Wirtschaftswissenschaftler
- Wagner, Franz Xaver (1805–1879), Schweizer Politiker
- Wagner, Franz Xaver (1837–1907), deutsch-amerikanischer Konstrukteur und Erfinder
- Wagner, Franz Xaver (1939–2011), deutscher Satiriker
- Wagner, Franz-Josef (1885–1972), deutscher Pädagoge und Kirchenkomponist
- Wagner, Franz-Josef (* 1955), deutscher Psychiatrieerfahrener
- Wagner, Frederike (* 1980), deutsche Harfenistin
- Wagner, Fridolin (* 1997), deutscher FußballspielerFridolin Wagner (* 1997)

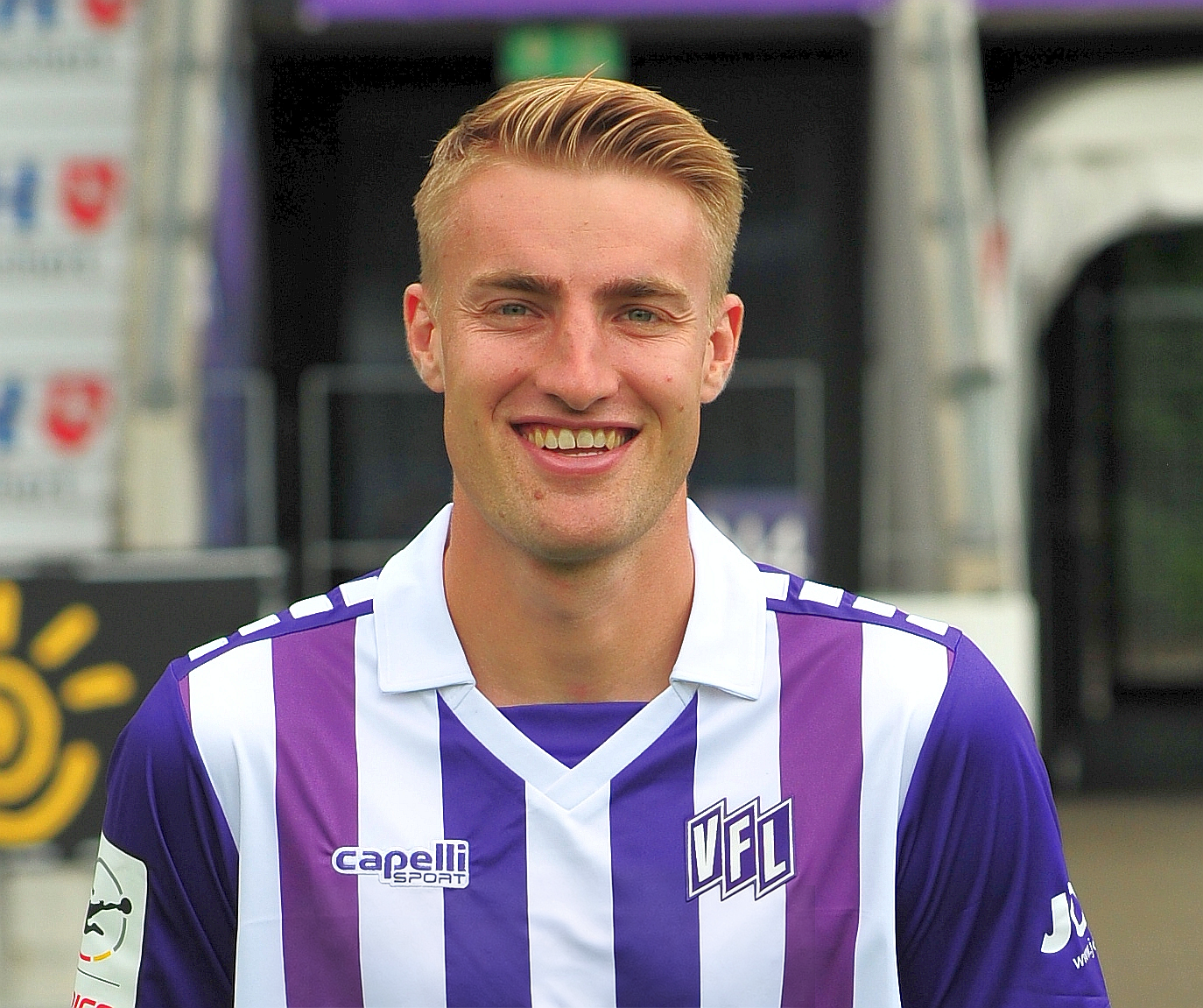
Fridolin Wagner (* 1997)

- Wagner, Friedelind (1918–1991), deutsche Schriftstellerin und Opernregisseurin
- Wagner, Frieder (* 1942), deutscher Filmemacher
- Wagner, Friederike (* 1962), deutsche Schauspielerin
- Wagner, Friedrich (1586–1620), deutscher Historiker und Geschichtsprofessor in Königsberg
- Wagner, Friedrich (1693–1760), deutscher Theologe
- Wagner, Friedrich (1792–1862), Freiburger Bürgermeister
- Wagner, Friedrich (1803–1876), deutscher Kupferstecher, Stahlstecher und Schriftsteller
- Wagner, Friedrich (1816–1894), deutscher Lehrer, Schulleiter und Stenograf
- Wagner, Friedrich (1845–1903), deutscher Lehrer und Historiker
- Wagner, Friedrich (1867–1943), deutscher katholischer Theologe
- Wagner, Friedrich (1887–1963), deutscher Archäologe
- Wagner, Friedrich (1895–1977), deutscher Reichsgerichtsrat
- Wagner, Friedrich (1910–1999), preußischer und deutscher Landrat
- Wagner, Friedrich (* 1943), deutscher Physiker mit Schwerpunkt Plasmaphysik, Hochschullehrer
- Wagner, Friedrich (1958–2002), deutscher Fußballspieler
- Wagner, Friedrich August (1775–1856), deutscher Arzt und Archäologe
- Wagner, Friedrich Erhard (1759–1813), deutscher Maler
- Wagner, Friedrich Ernst (1796–1872), russischer Generalleutnant
- Wagner, Friedrich Heinrich (1810–1890), deutscher Apotheker und Kommunalpolitiker
- Wagner, Friedrich Heinrich Wilhelm von (1748–1819), deutscher Jurist und Kammerpräsident in Białystok
- Wagner, Friedrich Ludwig (1764–1835), deutscher Theologe, Pädagoge und Bibliothekar
- Wagner, Friedrich Wilhelm (1814–1857), deutscher klassischer Philologe
- Wagner, Friedrich Wilhelm (1892–1931), deutscher Schriftsteller
- Wagner, Friedrich Wilhelm (1894–1971), deutscher Jurist und Politiker (SPD), MdR, MdL, MdB
- Wagner, Fritz, deutscher Fluchthelfer
- Wagner, Fritz (1862–1936), deutscher Beamter und Politiker (DtVP, DP), MdR
- Wagner, Fritz (1895–1962), deutscher Parteifunktionär und Landrat (SPD/SED)
- Wagner, Fritz (1896–1939), deutscher Genremaler
- Wagner, Fritz (1908–2003), deutscher Historiker
- Wagner, Fritz (1913–1987), Schweizer Fussballspieler
- Wagner, Fritz (1915–1982), deutscher Schauspieler und HörspielsprecherFritz Wagner (1915–1982)

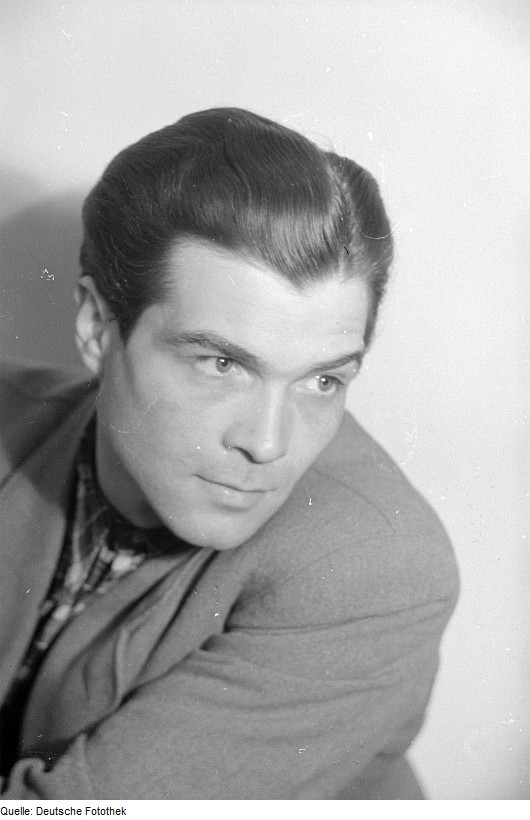
Fritz Wagner (1915–1982)

- Wagner, Fritz (1928–2016), deutscher Diplom-Agraringenieur
- Wagner, Fritz (1934–2011), deutscher Mittellateiner und Altphilologe
- Wagner, Fritz Arno (1889–1958), deutscher Kameramann

###### Wagner, G
- Wagner, Gabi (* 1958), deutsche Grafikerin
- Wagner, Gabriel, deutscher Mathematiker und Naturwissenschaftler
- Wagner, Gabriel (* 1940), österreichischer Politiker (ÖVP, FPÖ), Landtagsabgeordneter im Burgenland
- Wagner, Georg († 1635), hessischer Orgelbauer
- Wagner, Georg (1799–1859), Mitglied des Nassauischen Landtags
- Wagner, Georg (1844–1921), deutscher Pädagoge
- Wagner, Georg (* 1864), deutscher Zeitungsverleger in Posen
- Wagner, Georg (1867–1935), deutscher Arzt, Landrat und Politiker (SPD/USPD/KPD)
- Wagner, Georg (1876–1955), deutscher Lehrer und Heimatforscher
- Wagner, Georg (1885–1972), deutscher Geologe und Hochschullehrer
- Wagner, Georg (1915–1991), deutscher katholischer Priester, Theologe und Volkskundler
- Wagner, Georg (1916–1985), österreichischer Historiker und Publizist
- Wagner, Georg (* 1954), deutscher Unternehmer
- Wagner, Georg August (1873–1947), deutscher Gynäkologe und Geburtshelfer
- Wagner, Georg Carl Andreas (1794–1854), Königlich Hannoverscher Hofschauspieler und Theaterinspizient
- Wagner, Georg Friedrich (1818–1880), deutscher Orgelbauer
- Wagner, Georg Gottfried (1698–1756), deutscher Geiger, Kantor und Komponist
- Wagner, Georg Henrich († 1686), deutscher Orgelbauer
- Wagner, Georg von (1810–1888), sächsischer Generalmajor
- Wagner, Georg von (1852–1905), sächsischer Generalmajor
- Wagner, Georg Wilhelm Justin (1793–1874), hessischer Geometer und Historiker
- Wagner, Georg-Michael (1924–2008), deutscher Schauspieler
- Wagner, Gerald (* 1962), deutscher Fußballspieler
- Wagner, Gerard (1906–1999), deutscher anthroposophischer Maler und Pädagoge
- Wagner, Gerd (1942–1997), deutscher Diplomat
- Wagner, Gerd-Christian (* 1964), deutscher Politiker (SPD)
- Wagner, Gerhard (1888–1939), deutscher Politiker (NSDAP), MdR, ReichsärzteführerGerhard Wagner (1888–1939)

Gerhard Wagner (1888–1939)

- Wagner, Gerhard (1898–1987), deutscher Marineoffizier
- Wagner, Gerhard (* 1922), deutscher Berufsschuldirektor und Politiker (LDPD), MdV
- Wagner, Gerhard (* 1944), deutscher Fußballspieler
- Wagner, Gerhard (* 1946), deutscher Ingenieur
- Wagner, Gerhard (1950–2011), deutscher Schriftsteller
- Wagner, Gerhard (* 1954), deutscher Sachbuchautor
- Wagner, Gerhard (* 1954), österreichischer römisch-katholischer Priester
- Wagner, Gerhard (* 1958), deutscher Soziologe
- Wagner, Gerhard (* 1962), deutscher Rechtswissenschaftler
- Wagner, Gerhard Friedrich (1769–1846), Tuchhändler und Senator
- Wagner, Germain (* 1956), luxemburgischer Schauspieler mit deutsch-luxemburgisch-französischer Karriere
- Wagner, Gernot (* 1980), österreichisch-amerikanischer Ökonom und Autor
- Wagner, Gert Georg (1953–2024), deutscher Wirtschafts- und Sozialwissenschaftler
- Wagner, Gertrud (1907–1992), österreichische Soziologin und Wirtschaftswissenschaftlerin
- Wagner, Gertrude (1925–2009), österreichische Schachschiedsrichterin, Internationaler Schachschiedsrichter
- Wagner, Gottfried (* 1947), deutscher Opernregisseur, Multimediaregisseur und PublizistGottfried Wagner (* 1947)

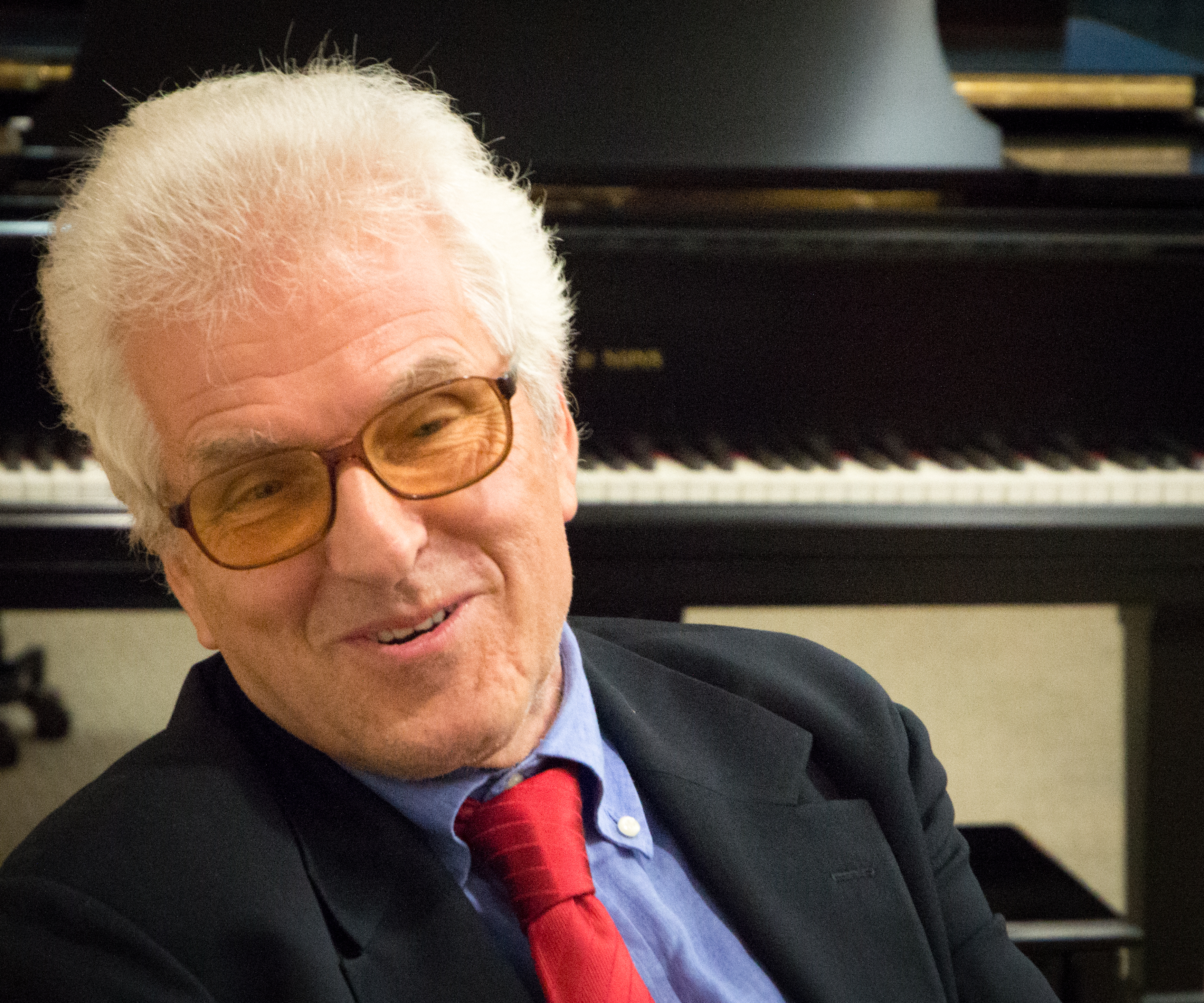
Gottfried Wagner (* 1947)

- Wagner, Gottlieb (1794–1878), deutscher Weinbergarbeiter und Gastwirt im Saaletal
- Wagner, Gottlieb (* 1838), deutscher Landwirt und Politiker (DP)
- Wagner, Gottlieb (1858–1940), evangelisch-lutherischer Pfarrer und Heimatforscher
- Wagner, Gottlieb Friedrich (1774–1839), deutscher Lehrer, Politiker und schwäbischer Mundartschriftsteller
- Wagner, Gudrun (1944–2007), deutsche Mitorganisatorin der Richard-Wagner-Festspiele in Bayreuth
- Wagner, Günter (1908–1952), deutscher Anthropologe und Afrikanist
- Wagner, Günter (1925–1997), deutscher Kinder- und Jugendbuchautor, Volks- und Hauptschullehrer sowie Dozent und Kriminalautor
- Wagner, Günter (* 1955), deutscher Bildhauer
- Wagner, Günter (* 1956), deutscher Autor
- Wagner, Günter (* 1982), österreichischer Politiker (FPÖ), Landtagsabgeordneter
- Wagner, Günther (1842–1930), deutscher Chemiker und Unternehmer
- Wagner, Günther (1925–2004), deutscher Agrarwissenschaftler, Biologe, Agronom und Hochschullehrer
- Wagner, Günther (1925–1999), deutscher Pharmazeut
- Wagner, Günther (1944–2021), deutscher Wrestler und Schauspieler
- Wagner, Gustav (1901–1972), luxemburgischer Bobfahrer
- Wagner, Gustav (1911–1980), österreichischer Kriegsverbrecher
- Wagner, Gustav (1918–2006), deutscher Medizininformatiker und Statistiker
- Wagner, Gustav Heinrich (1820–1878), deutscher Gymnasiallehrer, Direktor in Ratibor und Königsberg
- Wagner, Gustav Richard (1809–1881), deutscher Jurist und Politiker (NLP), MdR

###### Wagner, H
- Wagner, Hannes (* 1986), deutscher Skirennläufer
- Wagner, Hannes (* 1995), deutscher Ringer
- Wagner, Hannes H. (1922–2010), deutscher Maler und Grafiker
- Wagner, Hanns (1522–1590), Schweizer Dramatiker und Regisseur
- Wagner, Hanns-Martin (* 1962), Schweizer kinetischer Künstler
- Wagner, Hans, preußischer Hoftischler, tätig in Königsberg
- Wagner, Hans (1852–1940), deutscher Philatelist, Vater der Philatelistentage
- Wagner, Hans (1882–1952), deutscher Landrat
- Wagner, Hans (1884–1949), österreichischer Entomologe
- Wagner, Hans (1896–1967), deutscher Generalleutnant im Zweiten Weltkrieg
- Wagner, Hans (1902–1980), deutscher Maler
- Wagner, Hans (1905–1989), Schweizer Augenarzt und Entdecker der Wagnerschen Krankheit
- Wagner, Hans (1905–1982), deutscher Bildhauer und Maler
- Wagner, Hans (1909–1981), deutscher Fotograf
- Wagner, Hans (1915–1996), deutscher Politiker (CDU)
- Wagner, Hans (1917–2000), deutscher PhilosophHans Wagner (1917–2000)

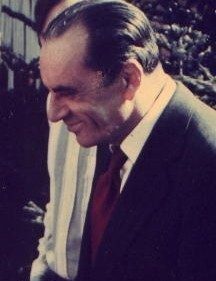
Hans Wagner (1917–2000)

- Wagner, Hans (1921–1990), österreichischer Historiker
- Wagner, Hans (* 1924), deutscher Radsportler
- Wagner, Hans (1934–1993), deutscher Politiker (CDU), MdL
- Wagner, Hans (* 1935), deutscher Politiker (CSU), MdL, Landrat
- Wagner, Hans (* 1937), deutscher Kommunikationswissenschaftler
- Wagner, Hans (* 1949), deutscher Bobsportler
- Wagner, Hans (* 1957), deutscher Kommunalpolitiker
- Wagner, Hans (* 1980), österreichischer Komponist, Sänger, Tonmeister und Musiker
- Wagner, Hans Anthon (* 1945), deutscher Zeichner und Lithograph
- Wagner, Hans Volkmar (1889–1952), deutscher Sanitätsoffizier, zuletzt Generalstabsarzt der Wehrmacht
- Wagner, Hans-Christoph (* 1963), niederländischer Politiker (PvdA)
- Wagner, Hans-Dieter (* 1956), deutscher Polizist und Polizeipräsident in Reutlingen (2014–2016)
- Wagner, Hans-Georg (1938–2025), deutscher Politiker (SPD), MdL, MdB
- Wagner, Hans-Georg (* 1962), deutscher Bildhauer
- Wagner, Hans-Joachim (1924–2014), deutscher Rechtsmediziner und Hochschullehrer
- Wagner, Hans-Joachim (* 1955), deutscher Fußballspieler
- Wagner, Hans-Jochen (* 1968), deutscher Schauspieler
- Wagner, Hans-Jürgen (* 1941), deutscher Politiker (CDU)
- Wagner, Hans-Peter (* 1949), deutscher Anglist und Hochschullehrer
- Wagner, Hans-Ulrich (* 1962), deutscher Medienwissenschaftler
- Wagner, Hans-Werner (1952–1998), deutscher Jurist und Staatssekretär in Sachsen
- Wagner, Hansjörg (1930–2013), deutscher Bildhauer, Maler und Zeichner
- Wagner, Harald (1944–2016), deutscher katholischer Theologe
- Wagner, Harald (* 1950), deutscher Soziologe, evangelischer Theologe, Bürgerrechtler und Leichtathlet
- Wagner, Hardy (* 1932), deutscher Wirtschafts- und Sozialwissenschaftler, Hochschullehrer
- Wagner, Hartmut (* 1950), deutscher Architekt und Manager
- Wagner, Hauke (* 1982), deutscher Politiker (SPD), MdHBHauke Wagner (* 1982)

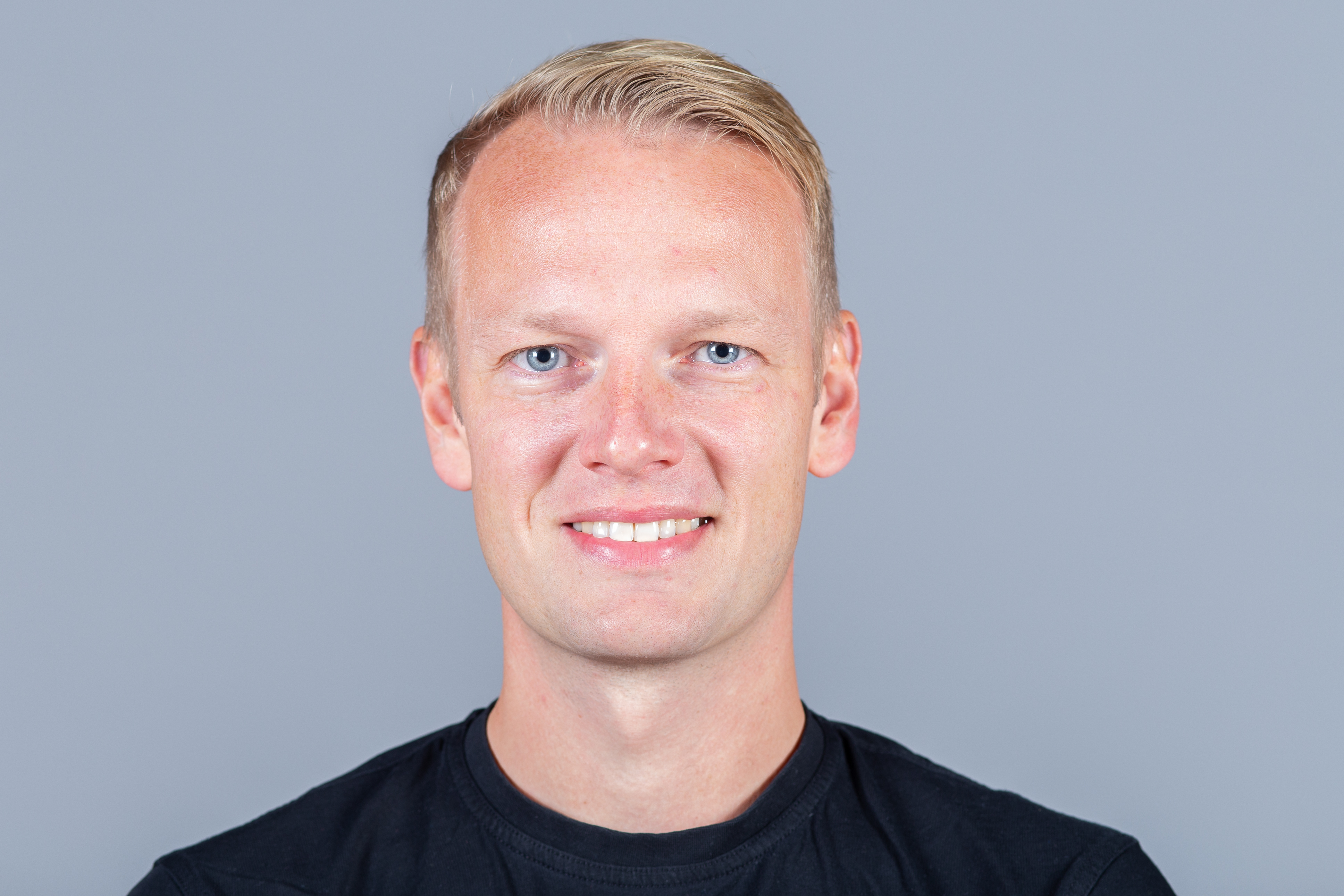
Hauke Wagner (* 1982)

- Wagner, Hauke (* 1987), deutscher Volleyballspieler
- Wagner, Hedda (1876–1950), österreichische Komponistin, Dichterin, Frauenrechtlerin
- Wagner, Hedwig (* 1969), deutsche Medienwissenschaftlerin
- Wagner, Heike (* 1967), deutsche Juristin und Hochschullehrerin
- Wagner, Heinrich (1834–1897), deutscher Architekt und Architekturhistoriker
- Wagner, Heinrich (1846–1921), deutscher Kartograf
- Wagner, Heinrich (1886–1945), deutscher Politiker (KPD), Abgeordneter des Oldenburger Landtags
- Wagner, Heinrich (1886–1950), deutscher Konteradmiral der Kriegsmarine
- Wagner, Heinrich (1888–1959), deutscher Schachspieler
- Wagner, Heinrich (1899–1953), deutscher Manager, Vorstandsvorsitzender der Daimler-Benz AG
- Wagner, Heinrich (1923–1988), Schweizer Linguist und Keltologe
- Wagner, Heinrich (1945–2024), deutscher Lehrer, Regionalhistoriker und Diplomatiker
- Wagner, Heinrich Joseph (1794–1858), deutscher Jurist und Abgeordneter
- Wagner, Heinrich Leopold (1747–1779), deutscher Schriftsteller des „Sturm und Drang“
- Wagner, Heinrich von (1857–1925), Oberbürgermeister von Ulm (1891–1919)
- Wagner, Heinz (1892–1950), deutscher Kommunalbeamter und Kommunalpolitiker
- Wagner, Heinz (1912–1994), deutscher evangelischer Theologe
- Wagner, Heinz (1921–1993), deutscher Fußballspieler
- Wagner, Heinz (1925–2003), deutscher Maler
- Wagner, Heinz (1926–2023), deutscher Rechtswissenschaftler und Hochschullehrer
- Wagner, Heinz (1929–2001), deutscher Orthopäde und Hochschullehrer
- Wagner, Heinz (* 1937), deutscher Jurist und Hochschullehrer
- Wagner, Heinz (1939–2018), deutscher Politiker (CDU), MdVK und MdB
- Wagner, Heinz Georg (1928–2020), deutscher Chemiker
- Wagner, Heinz Georg (* 1951), deutscher Brigadegeneral der Bundeswehr
- Wagner, Heinz-Theo (* 1959), deutscher Wirtschaftsinformatiker und Hochschullehrer
- Wagner, Helen (1918–2010), US-amerikanische Schauspielerin
- Wagner, Helene (1878–1956), deutsche Malerin und Grafikerin
- Wagner, Helga (* 1956), deutsche Schwimmerin und Olympiateilnehmerin
- Wagner, Helmut (1911–1944), deutscher kommunistischer Widerstandskämpfer gegen den Nationalsozialismus und NS-Opfer
- Wagner, Helmut (1925–2021), schweizerisch-deutscher Unternehmer
- Wagner, Helmut (1929–2023), deutscher Politikwissenschaftler
- Wagner, Helmut (1936–2009), deutscher Bühnenbildner, Maler und Hochschullehrer
- Wagner, Helmut (* 1939), österreichischer Extrembergsteiger und Bergführer
- Wagner, Helmut (* 1951), deutscher Wirtschaftswissenschaftler
- Wagner, Helmut (* 1959), deutscher Fußballspieler
- Wagner, Helmut Josef (* 1954), deutscher Fußballfunktionär, Präsident des Fußballvereins SG 01 Hoechst
- Wagner, Helmut R. (1904–1989), US-amerikanischer Soziologe
- Wagner, Helmuth O. (1897–1977), deutscher Zoologe, Direktor des Überseemuseums Bremen
- Wagner, Hendrik (* 1997), deutscher HandballspielerHendrik Wagner (* 1997)

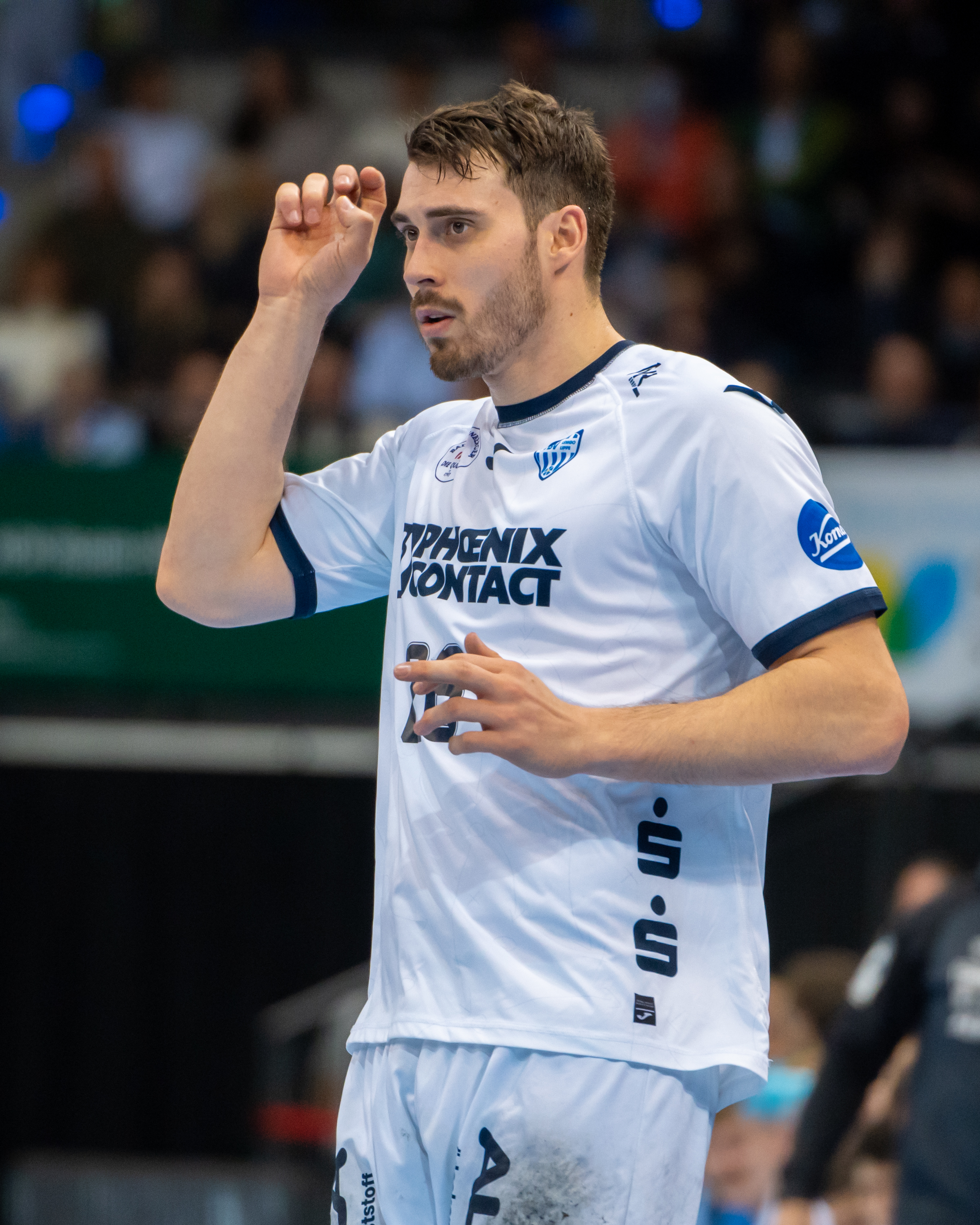
Hendrik Wagner (* 1997)

- Wagner, Henriette (1883–1943), deutsche kommunistische Widerstandskämpferin
- Wagner, Herbert (1900–1982), österreichischer Luftfahrtpionier
- Wagner, Herbert (1930–2015), deutscher Präparator und Freizeitgeologe
- Wagner, Herbert (1931–2021), österreichischer Maler und Kunsterzieher
- Wagner, Herbert (* 1935), deutscher Physiker
- Wagner, Herbert (* 1948), deutscher Bildungsforscher, Geograf und Historiker
- Wagner, Herbert (* 1948), deutscher Politiker (CDU), Oberbürgermeister von DresdenHerbert Wagner (* 1948)

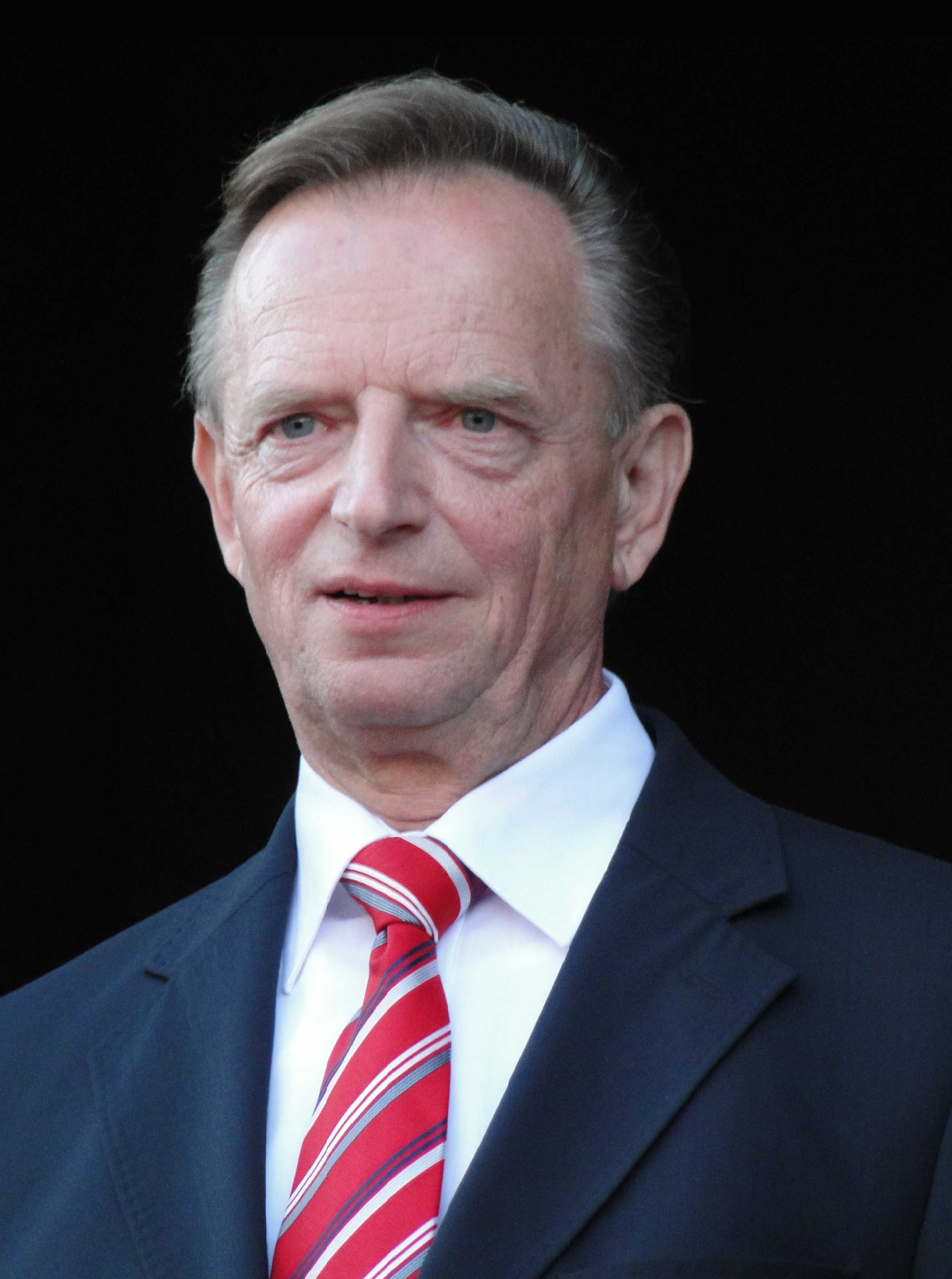
Herbert Wagner (* 1948)

- Wagner, Hermann (1840–1929), deutscher Geograph
- Wagner, Hermann (1855–1941), deutscher Unternehmer und Politiker (VP, DtVP), MdR
- Wagner, Hermann (1880–1927), deutscher Schriftsteller
- Wagner, Hermann (1895–1976), deutscher Fotograf
- Wagner, Hermann (1907–2003), deutscher römisch-katholischer Priester und geistlicher Schriftsteller
- Wagner, Hermann (1913–1999), deutscher Schauspieler und Synchronsprecher
- Wagner, Hermann (* 1941), deutscher Mediziner (Immunologe) und Hochschullehrer
- Wagner, Hermann (* 1942), deutscher Gastroenterologe, Endokrinologe und Diabetologe und Professor für Innere Medizin an der Westfälischen Wilhelms-Universität in Münster
- Wagner, Hermann (* 1953), deutscher Biologe und Professor an der RTHW Aachen
- Wagner, Hermann-Josef (1950–2021), deutscher Elektrotechniker und Hochschullehrer
- Wagner, Herwig (* 1927), deutscher Religionswissenschaftler
- Wagner, Hilbert (* 1955), deutscher Kegelsportler
- Wagner, Hildebert (1929–2021), deutscher pharmazeutischer Biologe
- Wagner, Honoré (1921–1965), luxemburgischer Pilot und Autorennfahrer
- Wagner, Honus (1874–1955), US-amerikanischer Baseballspieler und -trainer
- Wagner, Horst (1906–1977), deutscher Diplomat im Dritten ReichHorst Wagner (1906–1977)

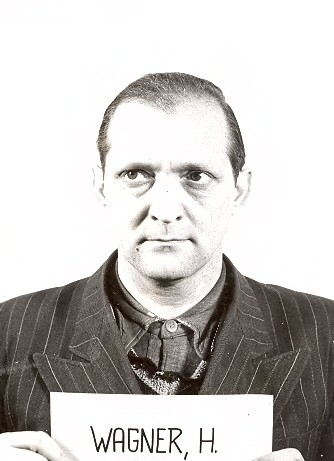
Horst Wagner (1906–1977)

- Wagner, Horst (1929–1995), deutscher Skilanglauftrainer
- Wagner, Horst (1931–2011), deutscher Gewerkschafter und Politiker (SPD), MdA
- Wagner, Horst (* 1939), österreichischer Bergbauingenieur, Montanwissenschaftler und Hochschullehrer
- Wagner, Horst (* 1947), deutscher Radsportler und zweifacher DDR-Meister
- Wagner, Horst-Günter (* 1935), deutscher Geograph
- Wagner, Hubert (1900–1994), deutscher Politiker (SPD), MdL
- Wagner, Hugo (1873–1944), deutscher Architekt

###### Wagner, I
- Wagner, Ina (* 1946), österreichische Physikerin, Informatikerin und Soziologin
- Wagner, Ingo (* 1925), deutscher Rechtswissenschaftler
- Wagner, Ingo (* 1982), deutscher Didaktiker, Sportwissenschaftler und Hochschullehrer
- Wagner, Iris (1942–2014), deutsche Künstlerin und Übersetzerin
- Wagner, Iris (* 1951), deutsche Mittelstreckenläuferin
- Wagner, Irmhild (* 1942), deutsche Theaterleiterin und Schauspielerin
- Wagner, Iwan Wiktorowitsch (* 1985), russischer Ingenieur und Kosmonaut

###### Wagner, J
- Wagner, J. Christopher (1923–2000), südafrikanischer Mediziner
- Wagner, Jack (1891–1963), US-amerikanischer Autor, Drehbuchautor, Kameramann und Filmschaffender
- Wagner, Jack (* 1959), US-amerikanischer Schauspieler und Sänger
- Wagner, Jacquelyn, US-amerikanische Opernsängerin (Sopran)
- Wagner, Jakob (1861–1915), Schweizer Landschaftsmaler
- Wagner, Jakob (1868–1954), rumänischer Politiker der deutschen Minderheit
- Wagner, Jan (* 1971), deutscher Lyriker, Schriftsteller und Übersetzer
- Wagner, Jan (* 1985), deutscher Politiker (Die Linke), MdL
- Wagner, Jan (* 1989), deutscher Produzent, Komponist und Musiker
- Wagner, Jan Costin (* 1972), deutscher Schriftsteller
- Wagner, Jana Michailowna (* 1973), russische Schriftstellerin
- Wagner, Jane (* 1935), US-amerikanische Autorin, Drehbuchautorin, Filmregisseurin und Filmproduzentin
- Wagner, Jaques (* 1951), brasilianischer Politiker
- Wagner, Jasmin (* 1980), deutsch-kroatische Popsängerin, Schauspielerin und ModeratorinJasmin Wagner (* 1980)

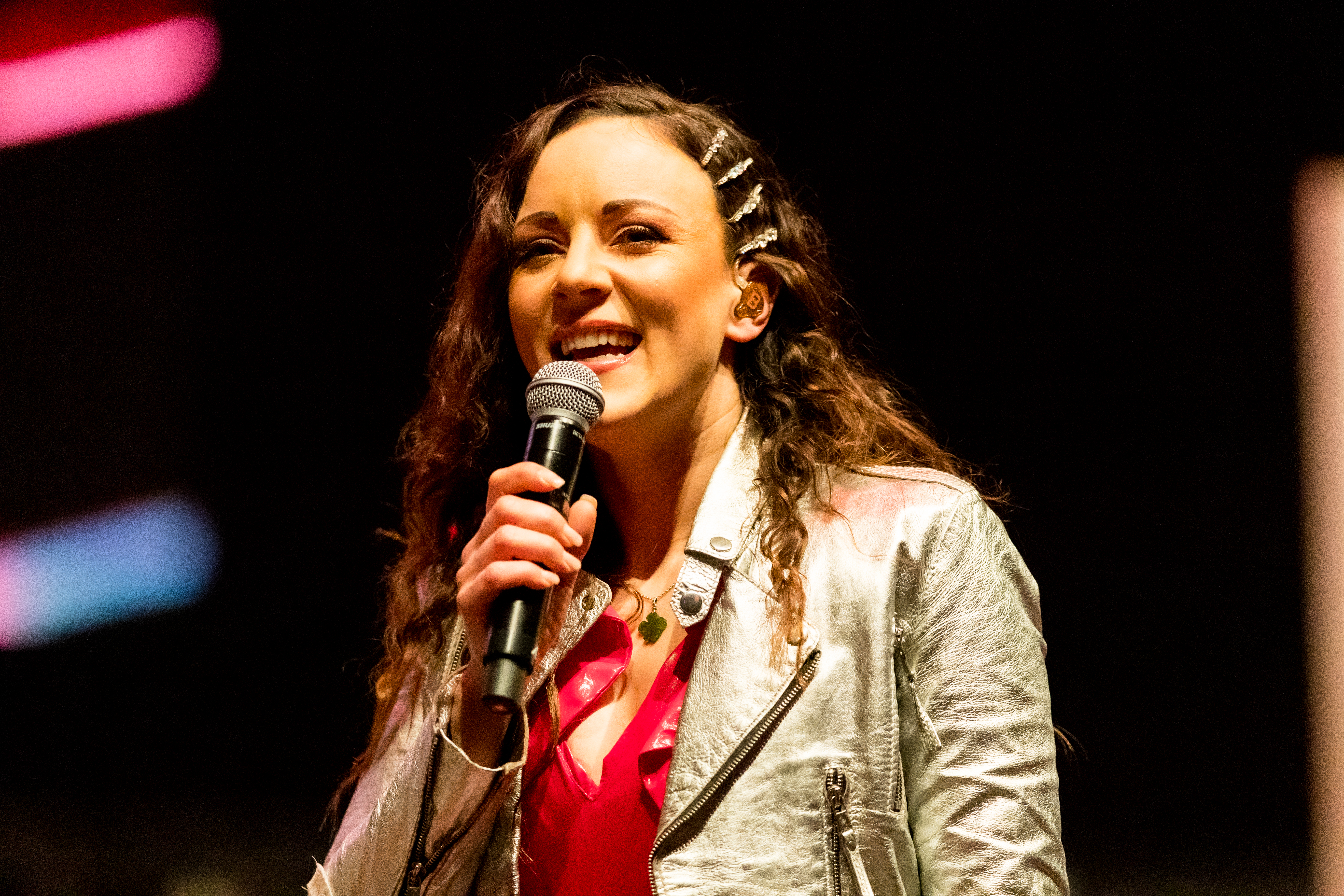
Jasmin Wagner (* 1980)

- Wagner, Jean (* 1969), luxemburgischer Fußballspieler
- Wagner, Jeanette (* 1968), deutsche Filmregisseurin und Drehbuchautorin
- Wagner, Jeannie, deutsche Content-Creatorin und Fernsehmoderatorin
- Wagner, Jegor Jegorowitsch (1849–1903), russischer Chemiker
- Wagner, Jenny, deutsche pädagogische Psychologin
- Wagner, Jenny (* 1984), deutsche Physikerin
- Wagner, Jens-Christian (* 1966), deutscher Historiker und Leiter der Stiftung Niedersächsische Gedenkstätten
- Wagner, Jill (* 1979), US-amerikanische Schauspielerin und ModelJill Wagner (* 1979)

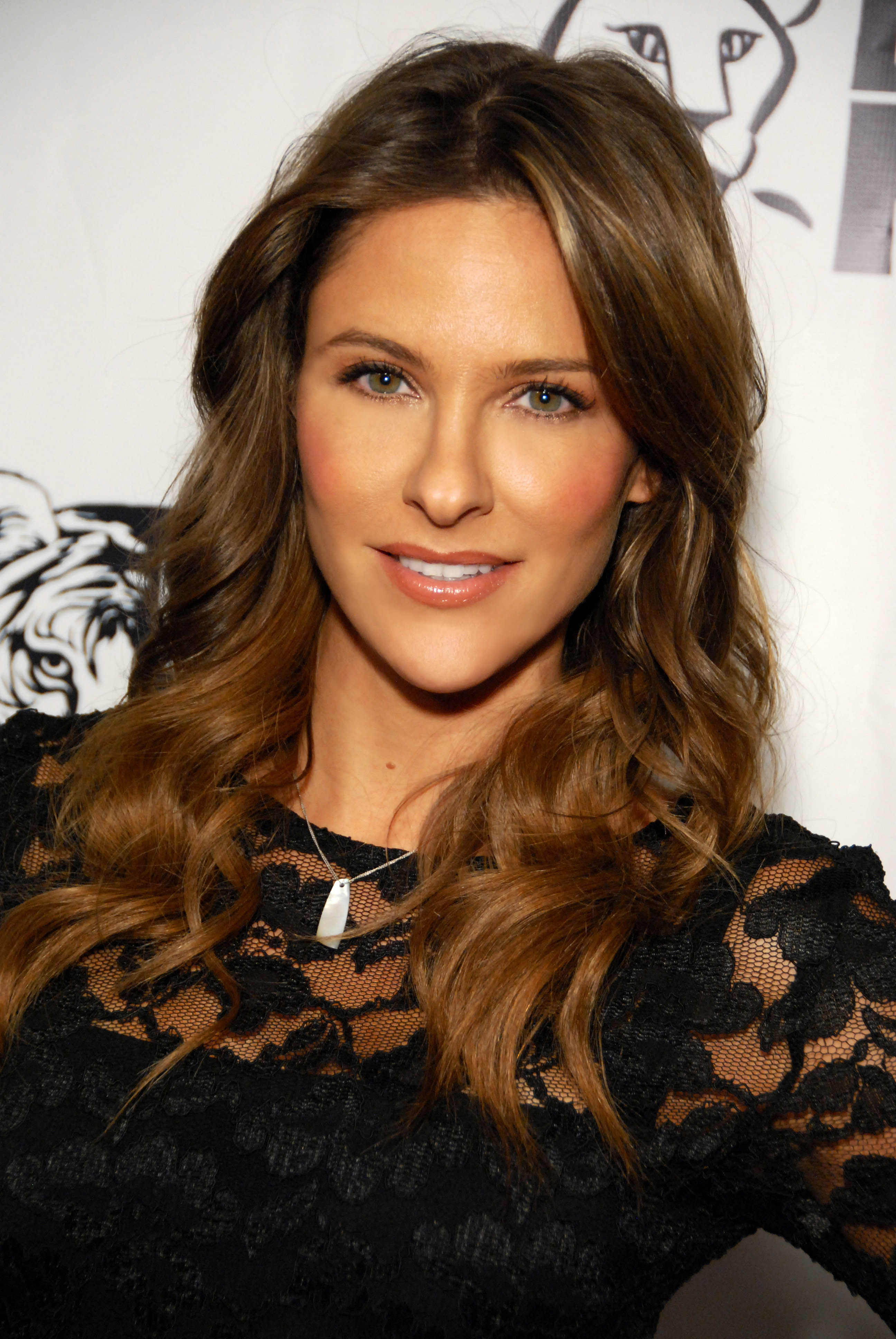
Jill Wagner (* 1979)

- Wagner, Joachim (1690–1749), deutscher Orgelbauer
- Wagner, Joachim (* 1943), deutscher Fernsehjournalist
- Wagner, Joachim (* 1954), deutscher Wirtschaftswissenschaftler und Hochschullehrer
- Wagner, Joachim (* 1955), deutscher Politiker (CDU), MdL
- Wagner, Jobst (* 1959), Schweizer Unternehmer und Mäzen
- Wagner, Johann (* 1805), deutscher Drechsler, Politiker und Bürgermeister
- Wagner, Johann (1893–1984), tschechoslowakisch-österreichischer Politiker (BdL, ÖVP)
- Wagner, Johann (1897–1979), österreichischer Politiker (CSP, VF, ÖVP), Landtagsabgeordneter, Abgeordneter zum Nationalrat
- Wagner, Johann (1916–1976), amerikanisch-österreichischer Politiker (ÖVP), Landtagsabgeordneter, Mitglied des Bundesrates
- Wagner, Johann Andreas (1797–1861), deutscher Zoologe
- Wagner, Johann Augustin (1734–1807), deutscher Klassischer Philologe und Pädagoge
- Wagner, Johann Christian (1747–1825), deutscher Jurist
- Wagner, Johann Christian August (1777–1854), preußischer Generalmajor, Militärschriftsteller
- Wagner, Johann David († 1721), deutscher Räuber und Dieb
- Wagner, Johann Ehrenfried (1724–1807), deutscher Konsistorialrat
- Wagner, Johann Ernst (1769–1812), deutscher Schriftsteller, Erzähler und Dramatiker
- Wagner, Johann Evangelist (1807–1886), deutscher römisch-katholischer Geistlicher
- Wagner, Johann Franz (1733–1778), deutscher Dichter, Philologe und Hochschullehrer
- Wagner, Johann Friedrich († 1770), kursächsischer Bergbeamter und Kommunalpolitiker
- Wagner, Johann Friedrich (* 1801), deutscher Maler, Lithograf und Verleger
- Wagner, Johann Georg (1744–1767), deutscher Landschaftsmaler und Radierer
- Wagner, Johann Georg (1749–1818), kurhessischer Pfarrer
- Wagner, Johann Georg (1790–1868), kurhessischer Jurist und Historiker
- Wagner, Johann Jacob (1641–1695), Schweizer Naturforscher und Arzt
- Wagner, Johann Jakob (1867–1959), römisch-katholischer Pfarrer und Heimatforscher
- Wagner, Johann Ludwig (1789–1871), deutscher Kaufmann, Gutsbesitzer und Bürgermeister von Alt-Saarbrücken
- Wagner, Johann Martin von (1777–1858), deutscher Maler, Bildhauer und Kunstsammler
- Wagner, Johann Michael (1723–1801), deutscher Orgelbauer
- Wagner, Johann Peter (1730–1809), deutscher Bildhauer des Rokoko und der Frühklassik
- Wagner, Johann Peter (1802–1847), deutscher Maler, Lithograf und Verleger
- Wagner, Johann Philipp (1799–1879), Kaufmann, Mechaniker und später Beamte
- Wagner, Johann Thomas (1691–1769), deutscher Bildhauer des Barock
- Wagner, Johann Tobias (1689–1733), deutscher Pädagoge, Bibliothekar, Schriftsteller und General-Fiscal
- Wagner, Johann Ulrich (* 1819), Schweizer evangelischer Geistlicher
- Wagner, Johann von (1815–1894), k.u.k. General
- Wagner, Johann Wilhelm (1681–1745), deutscher Astronom
- Wägner, Johann Wilhelm Ernst (1800–1886), deutscher Schriftsteller und Theologe
- Wagner, Johanna (1828–1894), deutsche Opernsängerin (Sopran) und Nichte des Komponisten Richard Wagner
- Wagner, Johanna Rosine (1774–1848), Mutter von Richard Wagner
- Wagner, Johannes († 1541), deutscher Benediktinerabt
- Wagner, Johannes (1908–1999), deutscher Prälat, Theologe und Liturgiewissenschaftler
- Wagner, Johannes (1914–1980), deutscher Maler und Kunsthandwerker
- Wagner, Johannes (* 1982), deutscher politischer Beamter
- Wagner, Johannes (* 1991), deutscher Politiker (Bündnis 90/Die Grünen)Johannes Wagner (* 1991)

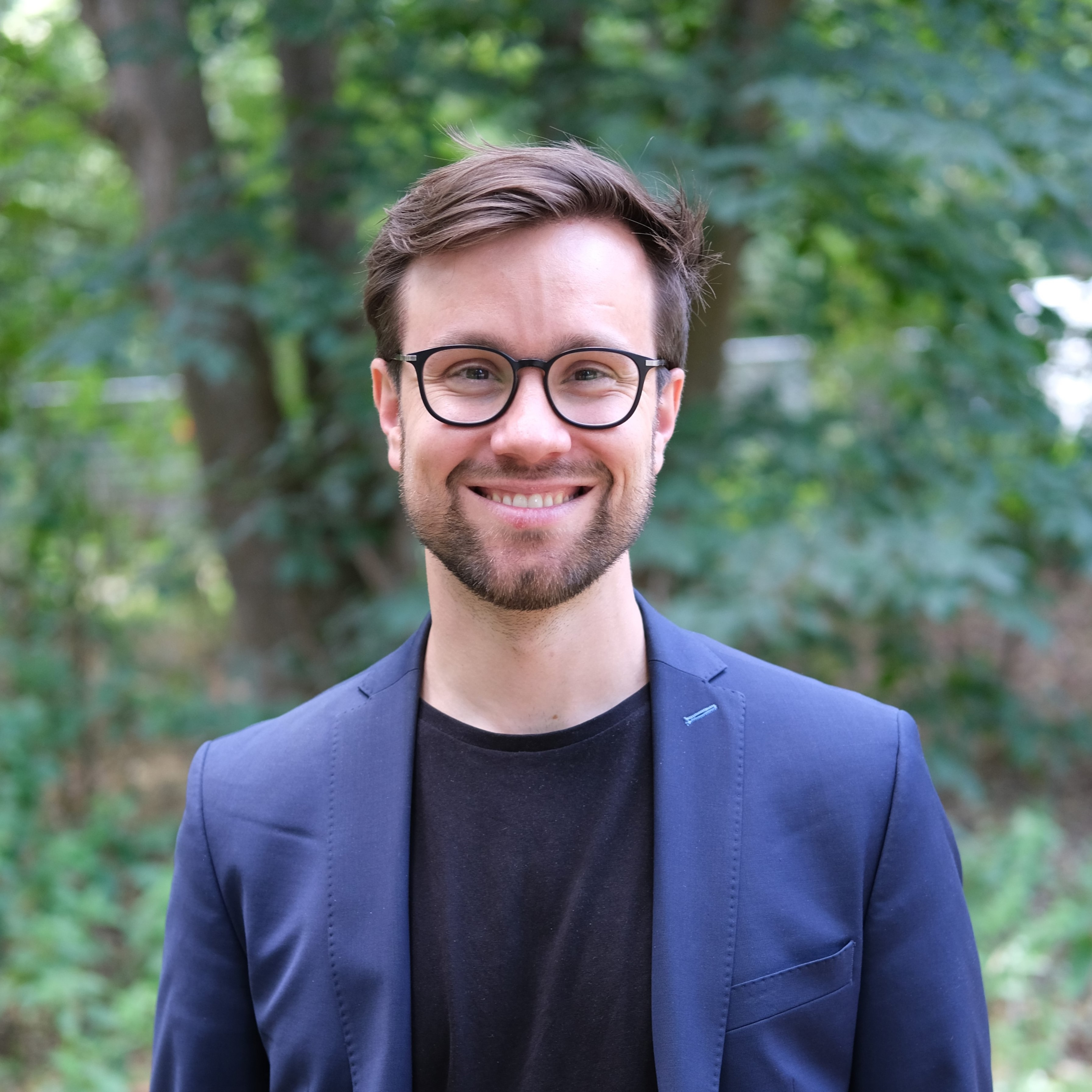
Johannes Wagner (* 1991)

- Wagner, Johannes Andreas von (1833–1912), deutscher Schriftsteller und Mundartdichter
- Wagner, Johannes Martin (1815–1902), Mitglied des Kurhessischen Kommunallandtages
- Wagner, Johnson (* 1980), US-amerikanischer Berufsgolfer
- Wagner, Jolanta (* 1950), polnische Künstlerin und Hochschullehrerin
- Wagner, Jonas (* 1997), deutscher Hochspringer
- Wagner, Jörg (* 1969), deutscher Betriebswirt und Hochschullehrer
- Wagner, Jorge (* 1978), brasilianischer Fußballspieler
- Wagner, Jorge Luis (* 1967), argentinischer Geistlicher, römisch-katholischer Bischof von Comodoro Rivadavia
- Wagner, Josef (1764–1816), deutscher römisch-katholischer Geistlicher
- Wagner, Josef (1796–1854), deutscher Orgelbauer
- Wagner, Josef (1819–1900), deutscher Gaststätten- und Brauereibesitzer
- Wagner, Josef (1873–1936), österreichischer Politiker, Abgeordneter der Sozialdemokratischen Arbeiterpartei (SDAP) im niederösterreichischen Landtag und Landeskulturrat
- Wagner, Josef (1874–1938), österreichischer Politiker (CSP), Abgeordneter zum Nationalrat
- Wagner, Josef (1877–1945), deutscher Landwirt, Bürgermeister und Abgeordneter
- Wagner, Josef (1880–1942), deutscher Verwaltungsjurist und Bezirksoberamtmann in Bad Aibling
- Wagner, Josef (* 1886), österreichischer Wasserballspieler
- Wagner, Josef (1888–1948), österreichischer Politiker (CSP), Abgeordneter zum Nationalrat
- Wagner, Josef (1892–1979), deutscher Politiker (SPD), MdB
- Wagner, Josef (1896–1946), deutscher Widerstandskämpfer und KPD-Funktionär
- Wagner, Josef (1899–1945), deutscher Politiker, MdR, Gauleiter der NSDAPJosef Wagner (1899–1945)

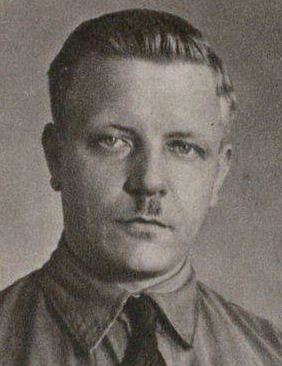
Josef Wagner (1899–1945)

- Wagner, Josef (1908–1986), österreichischer Komponist
- Wagner, Josef (1916–2003), Schweizer Radsportler
- Wagner, Josef (1940–2002), österreichischer Politiker (LIF), Landtagsabgeordneter
- Wagner, Josef Franz (1856–1908), österreichischer Militär-Kapellmeister und Komponist
- Wagner, Josef P. (* 1985), österreichischer Filmproduzent
- Wagner, Joseph (1706–1780), deutscher Kupferstecher
- Wagner, Joseph (1891–1965), deutscher Kirchenmusiker
- Wagner, Joseph Frederick (1900–1974), US-amerikanischer Komponist, Dirigent und Musikpädagoge
- Wagner, Joseph Johann (1813–1890), deutscher Landwirt und Politiker (LRP), MdR
- Wagner, Judith (* 1987), deutsche Sommerbiathletin
- Wagner, Julia Sophie (* 1979), deutsche Opernsängerin und Konzertsängerin im Stimmfach Sopran und Schauspielerin
- Wagner, Julian (* 1998), deutscher Leichtathlet
- Wagner, Juliette (1868–1937), deutsche Porträtmalerin der Düsseldorfer Schule
- Wagner, Julius (1818–1879), deutscher Genremaler
- Wagner, Julius (1882–1952), deutsch-schweizerischer Leichtathlet
- Wagner, Julius (1886–1970), deutscher Geograph und Pädagoge
- Wagner, Julius Eugen (1857–1924), deutscher Chemiker
- Wagner, Jürgen (1901–1947), deutscher SS-Brigadeführer, Generalmajor der Waffen-SS und KriegsverbrecherJürgen Wagner (1901–1947)

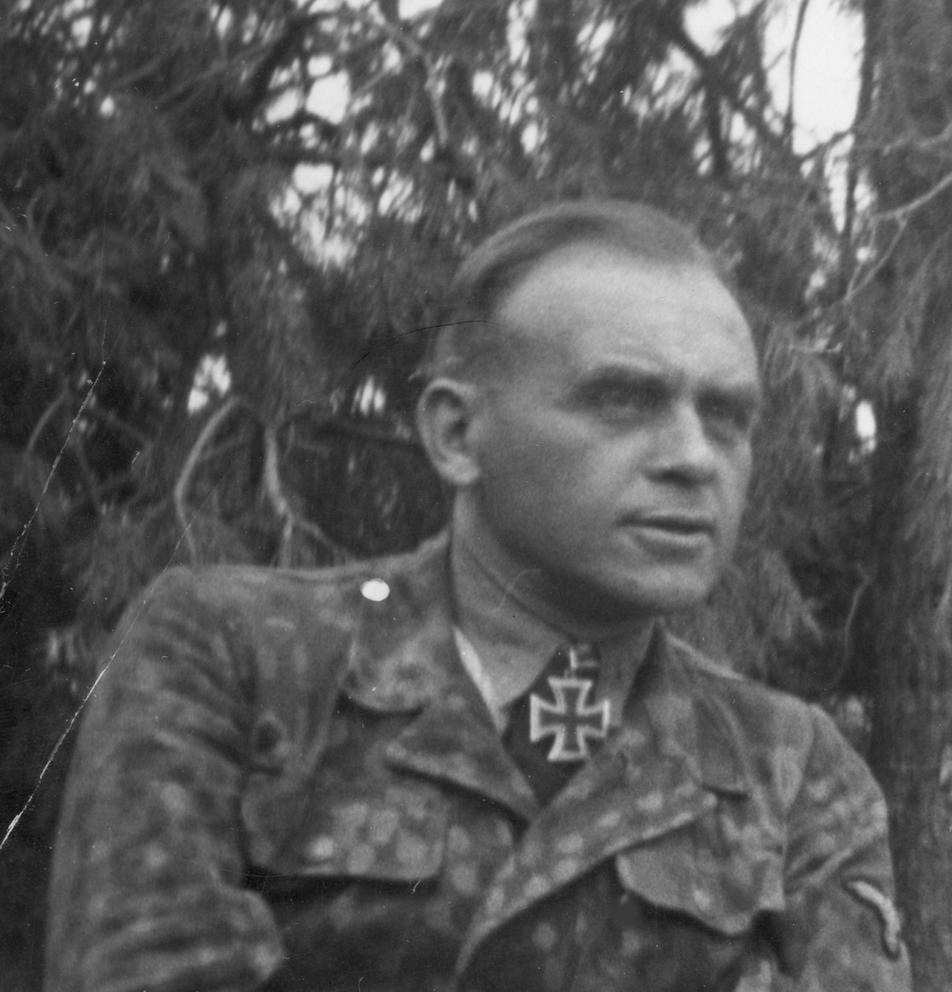
Jürgen Wagner (1901–1947)

- Wagner, Jürgen (1934–2023), deutscher Politiker (SPD), Mitglied des Abgeordnetenhauses von Berlin
- Wagner, Jürgen (* 1964), deutscher AussteigerJürgen Wagner (* 1964)

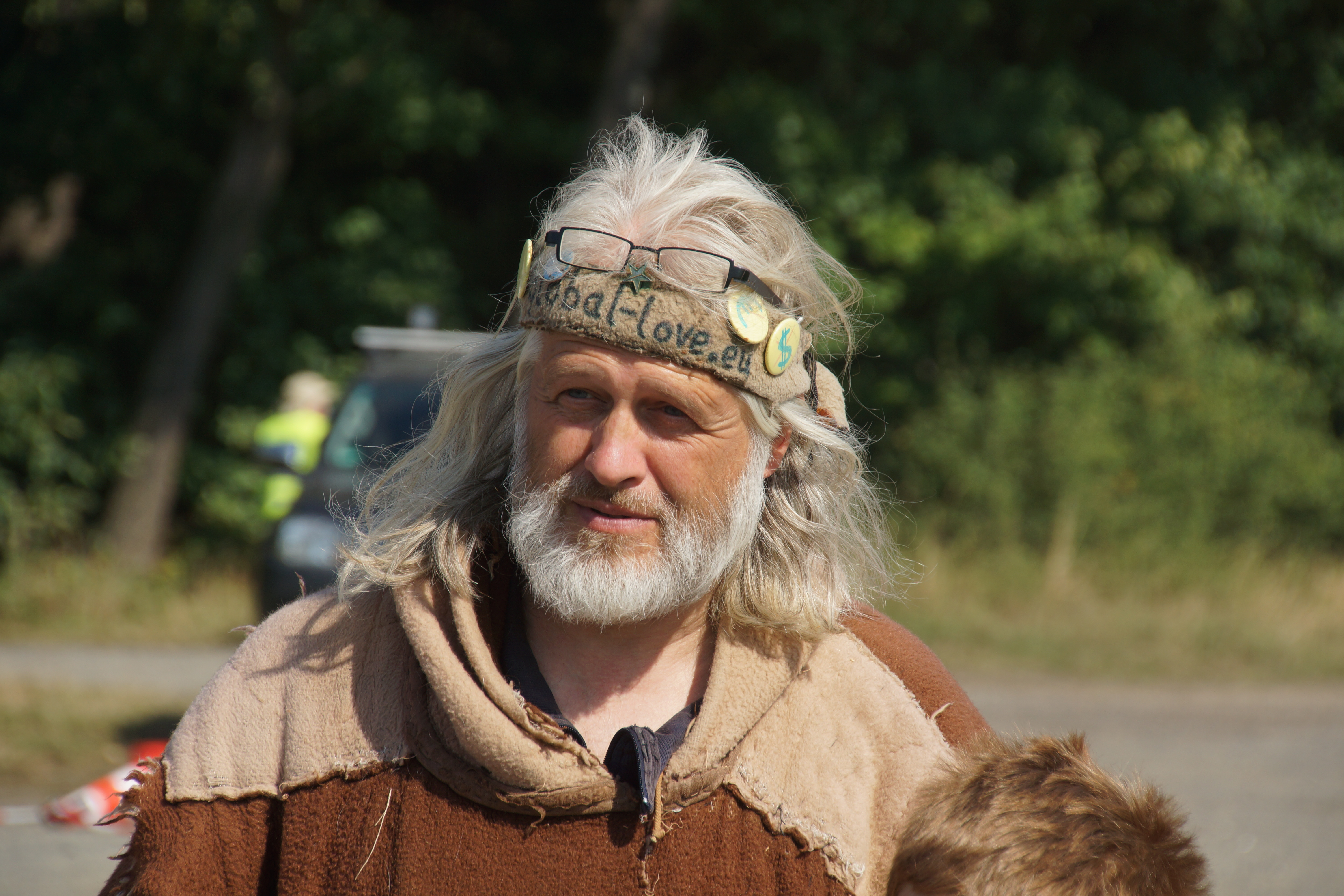
Jürgen Wagner (* 1964)

- Wagner, Jutta (* 1949), deutsche Juristin, DJB-Präsidentin

###### Wagner, K
- Wagner, Kai (* 1997), deutscher Fußballspieler
- Wagner, Karin (* 1951), deutsche Handballspielerin
- Wagner, Karin (* 1969), österreichische Musikwissenschaftlerin, Pianistin und Autorin
- Wagner, Karl (1821–1869), deutscher Jesuitenpater und Architekt
- Wagner, Karl (1828–1880), Mitglied des Preußischen Abgeordnetenhauses
- Wagner, Karl (1838–1916), Schweizer Politiker
- Wagner, Karl (1839–1923), deutscher Maler
- Wagner, Karl (1870–1946), deutscher evangelischer Theologe und Superintendent
- Wagner, Karl (1877–1951), deutscher Maler
- Wagner, Karl (1884–1958), deutscher Zoologe
- Wagner, Karl (1886–1966), deutscher Bildhauer
- Wagner, Karl (1887–1966), deutsch-böhmischer Maler
- Wagner, Karl (1891–1965), deutscher Kommunist und Gegner des Nationalsozialismus
- Wagner, Karl (1893–1963), deutscher Statistiker
- Wagner, Karl (1898–1982), deutscher Politiker (CSU), Mitglied der Verfassunggebenden Landesversammlung in Bayern
- Wagner, Karl (1909–1983), deutscher kommunistischer Widerstandskämpfer gegen den Nationalsozialismus
- Wagner, Karl (1914–1996), deutscher Reformpädagoge
- Wagner, Karl (1927–2008), deutscher Turnfunktionär
- Wagner, Karl (* 1950), österreichischer Literaturwissenschaftler und Germanist
- Wagner, Karl Edward (1945–1994), US-amerikanischer Schriftsteller und VerlegerKarl Edward Wagner (1945–1994)

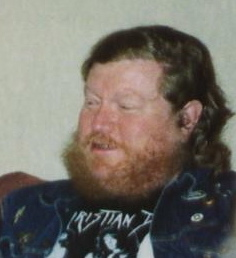
Karl Edward Wagner (1945–1994)

- Wagner, Karl Franz Christian (1760–1847), deutscher Philologe
- Wagner, Karl Friedrich Richard (1848–1915), deutscher Kommunalpolitiker und Verbandsfunktionär
- Wagner, Karl Heinz (1907–1944), deutscher Prähistoriker
- Wagner, Karl Heinz (* 1938), deutscher Linguist
- Wagner, Karl W. (* 1966), österreichischer Unternehmensberater
- Wagner, Karl Willy (1883–1953), deutscher Physiker
- Wagner, Karl-Heinz (1928–2011), deutscher Polizeioffizier und General der Volkspolizei
- Wagner, Karlheinz († 1985), deutscher Kartograf
- Wagner, Karlheinz (1938–2019), deutscher Endurosportler
- Wagner, Katharina (* 1969), deutsche Juristin, Richterin am Bundesfinanzhof
- Wagner, Katharina (* 1978), deutsche OpernregisseurinKatharina Wagner (* 1978)

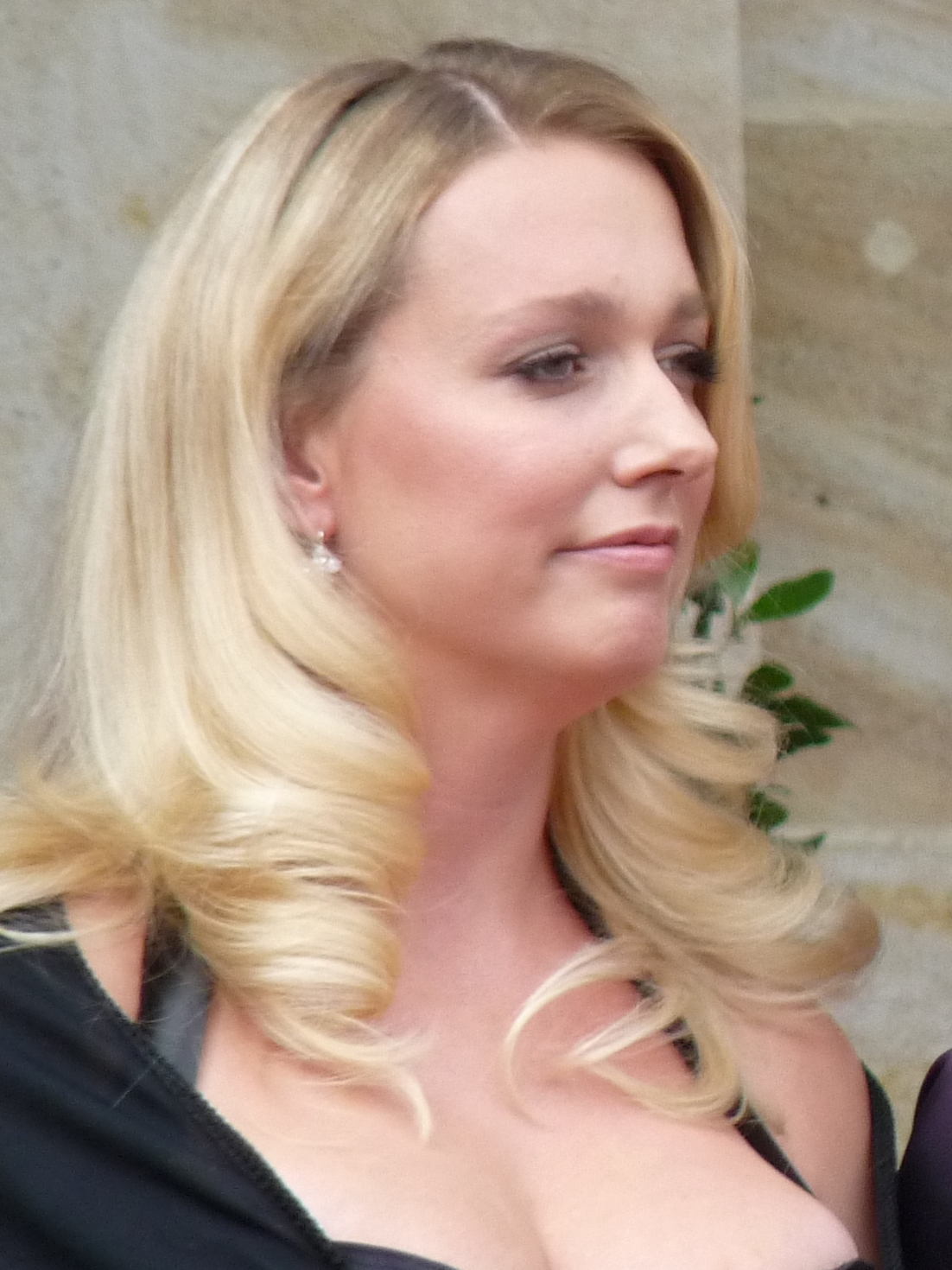
Katharina Wagner (* 1978)

- Wagner, Katia (* 1988), österreichische Kolumnistin und Moderatorin
- Wagner, Katja (* 1978), deutsche Schauspielerin
- Wagner, Klaus (1910–2000), deutscher Mathematiker und Hochschullehrer
- Wagner, Klaus (1922–2001), deutscher Vielseitigkeitsreiter
- Wagner, Klaus (1930–2011), deutscher Theaterschauspieler, Regisseur und Intendant
- Wagner, Klaus (1937–2005), deutscher Hispanist in Sevilla
- Wagner, Klaus F. (1921–2004), deutscher Verleger, Herausgeber des Usinger Anzeigers, Autor und Pressefunktionär
- Wagner, Klaus-Peter (1943–2024), deutscher Rundfunkmoderator
- Wagner, Klaus-Werner (* 1953), deutscher Koch
- Wagner, Knut (* 1945), deutscher Schriftsteller
- Wagner, Konrad (1902–1974), deutscher Theater- und Filmschauspieler, Regisseur und Synchronsprecher
- Wagner, Konrad (1930–2021), deutscher Kirchenmusiker
- Wagner, Konrad (1932–1996), deutscher Fußballspieler
- Wagner, Kristina (* 1993), US-amerikanische Ruderin
- Wagner, Kurt (1885–1962), deutscher Jurist und Politiker
- Wagner, Kurt (1890–1973), deutscher Germanist und Volkskundler
- Wagner, Kurt (1904–1989), deutscher Militär, Verfolgter des Nationalsozialismus und Stellvertreter des Ministers für Nationale Verteidigung der DDR
- Wagner, Kurt (1911–2006), deutscher Lehrer, technischer Direktor der Hohen Schule der NSDAP und Leiter des DRK-Suchdienstes (1946–1976)
- Wagner, Kurt (1915–1986), deutscher Politiker (SPD), MdL Baden-Württemberg
- Wagner, Kurt (1953–2023), deutscher Drehbuchautor und Schauspieler
- Wagner, Kurt (* 1957), österreichischer Politiker (SPÖ), Landtagsabgeordneter und Gemeinderat
- Wagner, Kurt (* 1962), österreichischer Offizier, Militärkommandant von Wien

###### Wagner, L
- Wagner, Lara (* 2002), österreichische Biathletin
- Wagner, Laurean (* 1990), deutscher Schauspieler
- Wagner, Laurent (* 1960), französischer Dirigent
- Wagner, Lea (* 1994), deutsche Journalistin und Sportmoderatorin
- Wagner, Lena (* 1986), deutsche Fußballspielerin
- Wagner, Leo (1919–2006), deutscher Politiker (CSU), MdB
- Wagner, Leon (* 2005), deutscher Volleyballspieler
- Wagner, Leonhard (1453–1522), Kalligraph der späten deutschen Renaissance
- Wagner, Leopold (1927–2008), österreichischer Politiker (SPÖ), Landeshauptmann von Kärnten, Mitglied des Bundesrates
- Wagner, Liborius (1593–1631), katholischer Priester; wurde 1974 seliggesprochen
- Wagner, Lindsay (* 1949), amerikanische Schauspielerin
- Wagner, Lisa (* 1979), deutsche Schauspielerin und Hörbuch- sowie HörspielsprecherinLisa Wagner (* 1979)

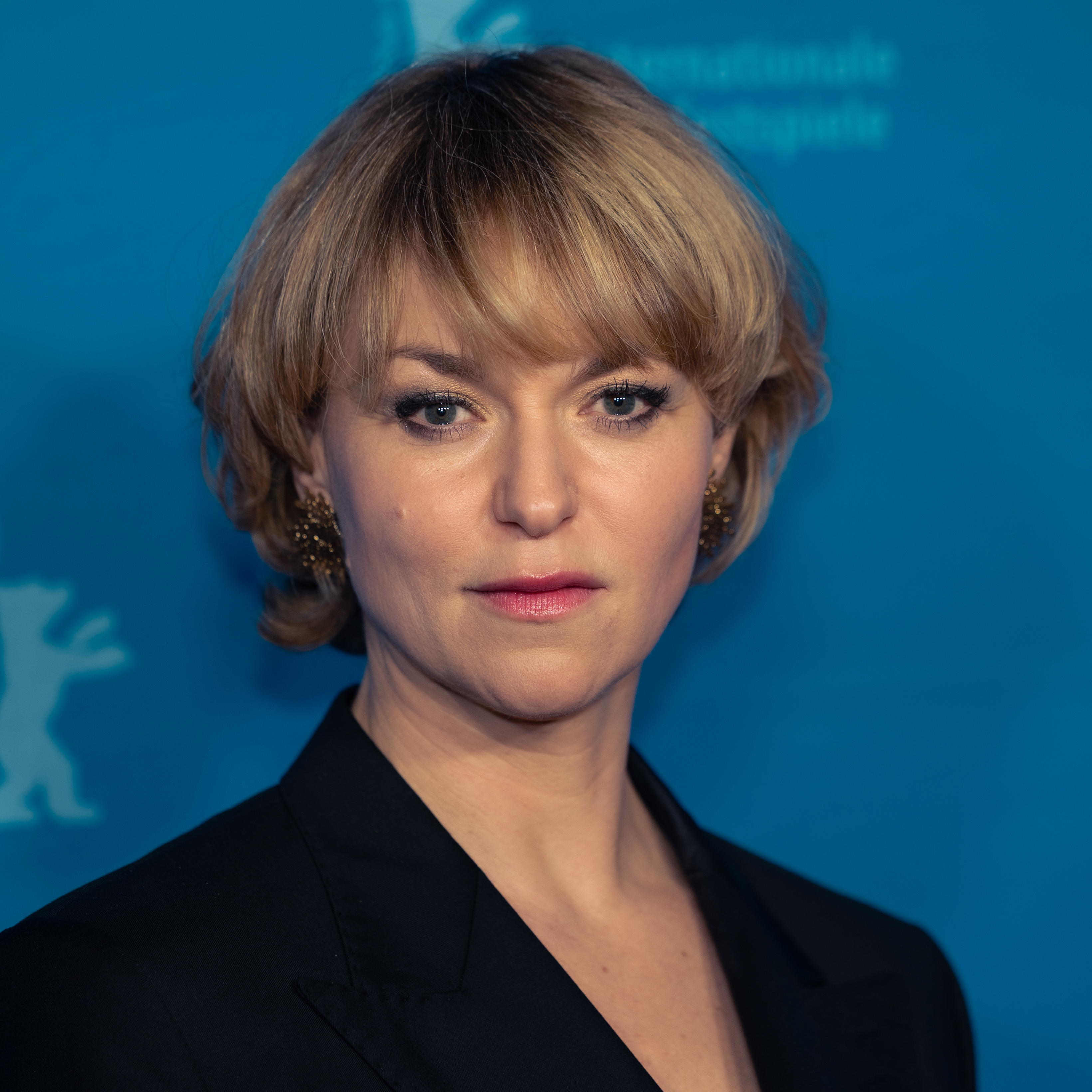
Lisa Wagner (* 1979)

- Wagner, Lisbeth, deutsche Fußballspielerin
- Wagner, Lothar (* 1941), deutscher Fußballspieler
- Wagner, Lou (* 1940), US-amerikanischer Schauspieler
- Wagner, Louis (1882–1960), französischer Automobilrennfahrer
- Wagner, Louis C. Jr. (1932–2025), US-amerikanischer Offizier, General der US Army
- Wagner, Louise (1875–1950), deutsche Malerin und Grafikerin
- Wagner, Louise (* 1981), deutsch-französische Choreografin und Tänzerin
- Wagner, Lúcio (* 1976), brasilianisch-bulgarischer Fußballspieler
- Wagner, Ludwig (1854–1926), österreichischer Politiker (CSP), Landtagsabgeordneter
- Wagner, Ludwig (1889–1980), deutscher Erzieher und Heimatforscher
- Wagner, Ludwig (1899–1967), tschechoslowakischer Politiker (Bund des Landwirte, SdP)
- Wagner, Lukas (* 1993), österreichischer Slam-Poet und Kulturveranstalter
- Wagner, Lukas (* 2004), dänischer Fußballspieler
- Wagner, Lutz (* 1963), deutscher FußballschiedsrichterLutz Wagner (* 1963)

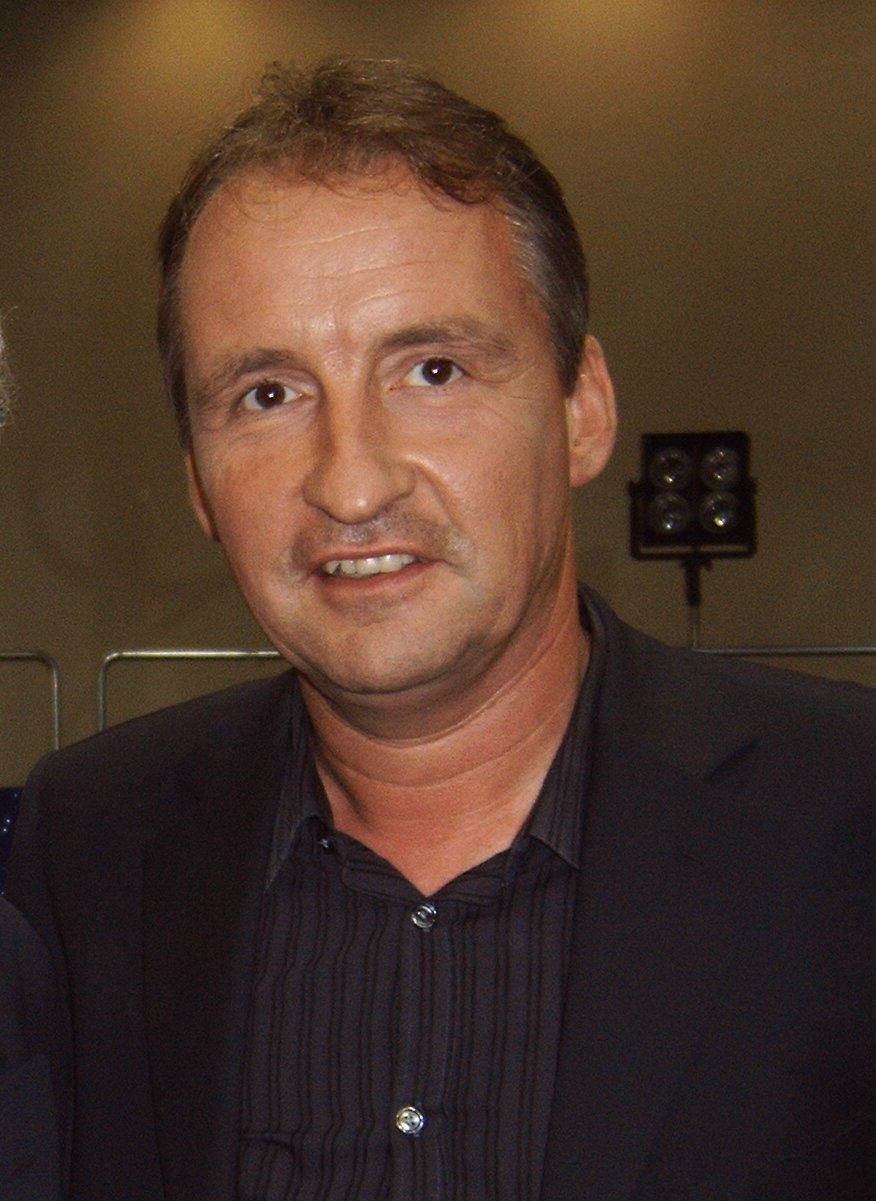
Lutz Wagner (* 1963)

- Wagner, Lutz (* 1964), deutscher Kommunalpolitiker (Königswinterer Wählerinitiative, Bündnis 90/Die Grünen)

###### Wagner, M
- Wagner, Malika (* 1960), französische Journalistin und Schriftstellerin
- Wagner, Manfred (* 1934), deutscher Politiker (SPD)
- Wagner, Manfred (1934–2023), deutscher Zeichner, Architekt und Hochschullehrer
- Wagner, Manfred (1935–1997), deutscher Schauspieler, Synchron- und Hörspielsprecher
- Wagner, Manfred (1938–2015), deutscher Fußballspieler
- Wagner, Manfred (* 1944), österreichischer Kultur- und Musikwissenschaftler
- Wagner, Manfred (* 1959), deutscher Politiker (SPD)
- Wagner, Marc (* 1968), deutsch-österreichischer Fernseh- und Radiomoderator sowie TV-Produzent
- Wagner, Marcel (* 1982), deutscher Hörfunk- und Fernsehmoderator
- Wagner, Marco (* 2003), österreichischer Fußballspieler
- Wagner, Marcus (* 1973), deutscher Wirtschaftswissenschaftler
- Wagner, Mareike (* 1983), deutsche Ägyptologin
- Wagner, Margret, österreichische Tischtennisspielerin
- Wagner, Maria Dorothea (1719–1792), deutsche Malerin und Zeichnerin
- Wagner, Maria Theresia, deutsche Filmregisseurin und Drehbuchautorin
- Wagner, Marie (1883–1975), US-amerikanische Tennisspielerin
- Wagner, Mario (* 1974), deutscher Illustrator
- Wagner, Marion (* 1968), deutsche Fußballtorhüterin
- Wagner, Marion (* 1978), deutsche Sprinterin
- Wagner, Marita (* 1952), deutsche Politikerin (Grüne; Die Linke), MdB
- Wagner, Markus (* 1964), deutscher Politiker (CDU, Partei Rechtsstaatlicher Offensive, Rechte Mitte HeimatHamburg, AfD), MdLMarkus Wagner (* 1964)

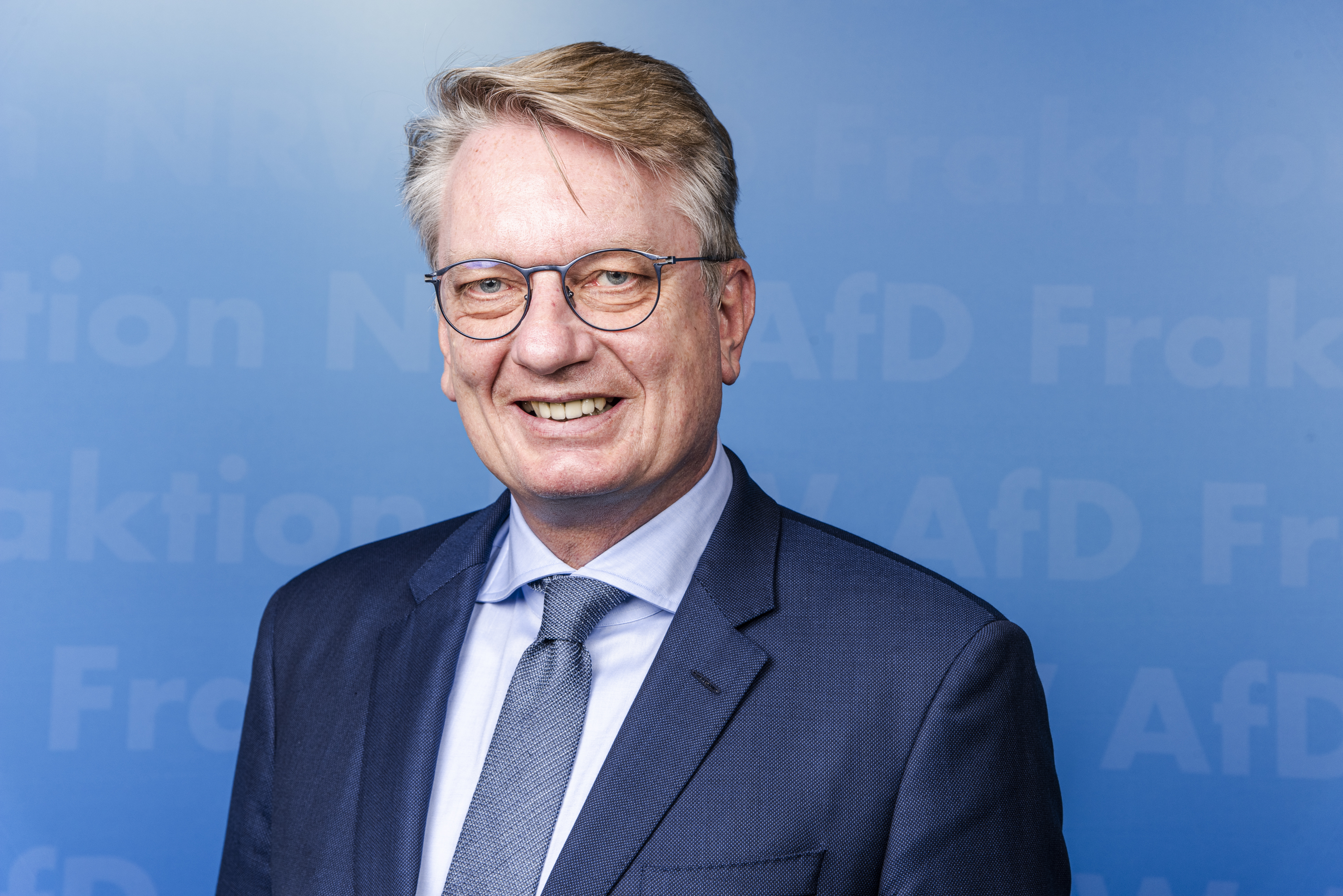
Markus Wagner (* 1964)

- Wagner, Marlies (* 1983), österreichische Naturbahnrodlerin
- Wagner, Martin (1885–1957), deutsch-US-amerikanischer Architekt und Stadtplaner
- Wagner, Martin (* 1919), deutscher DBD-Funktionär, MdV
- Wagner, Martin (* 1962), österreichischer Tiermediziner
- Wagner, Martin (* 1968), deutscher FußballspielerMartin Wagner (* 1968)

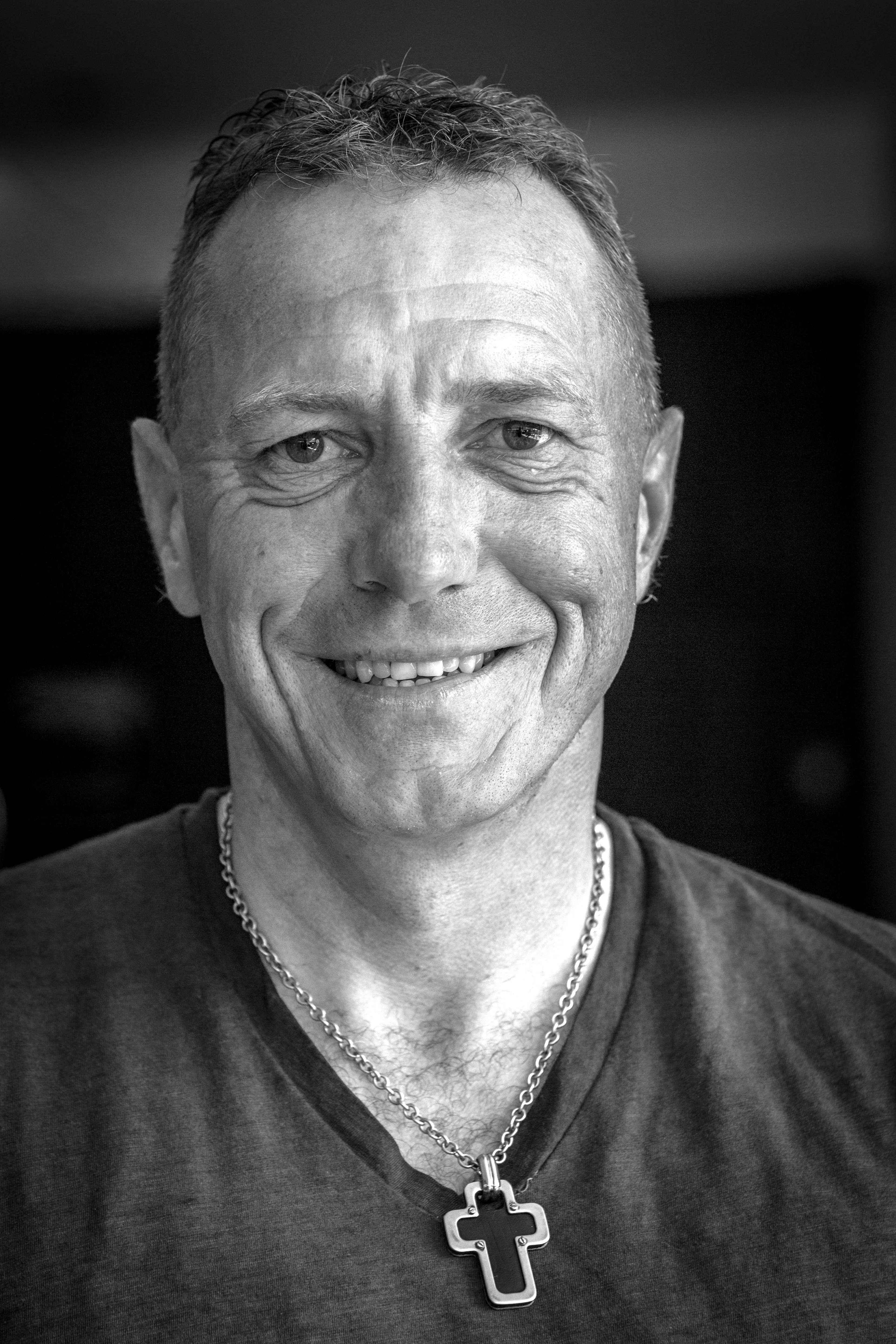
Martin Wagner (* 1968)

- Wagner, Martin (* 1978), deutscher Wissenschaftler im Bereich der Materialforschung
- Wagner, Martin (* 1986), deutscher Fußballspieler
- Wagner, Mary (* 1961), deutsche Leichtathletin
- Wagner, Mathias (* 1974), deutscher Politiker (Bündnis 90/Die Grünen), MdL
- Wagner, Mathilde (1866–1940), deutsche Medizinerin
- Wagner, Matt (* 1961), US-amerikanischer Comicautor und -zeichner
- Wagner, Matti (* 2005), deutscher Fußballspieler
- Wagner, Maud (1877–1961), amerikanische Artistin und Tätowiererin
- Wagner, Max (1865–1944), deutscher Komponist
- Wagner, Max (* 1969), deutscher Kulturmanager
- Wagner, Max (* 1984), deutscher Schauspieler
- Wagner, Max Leopold (1880–1962), deutscher Romanist
- Wagner, Maximilian (* 1991), österreichischer Handballspieler
- Wagner, Mayke, deutsche Sinologin und Orientarchäologin
- Wagner, Meike (* 1971), deutsche Theaterwissenschaftlerin
- Wagner, Melanie (* 1974), deutsche Handballspielerin
- Wagner, Melinda (* 1957), US-amerikanische Komponistin
- Wagner, Mia (* 1977), dänische Anwältin, Unternehmerin und Politikerin der Venstre-Partei
- Wagner, Michael (* 1960), deutscher Politiker (CDU), MdL
- Wagner, Michael (* 1965), deutscher Biologe
- Wagner, Michael (* 1975), österreichischer Fußballspieler
- Wagner, Michael (* 1981), deutscher Skispringer
- Wagner, Michael (* 1992), österreichischer Politiker der FPÖ
- Wagner, Michael (* 2000), deutscher Fußballspieler
- Wagner, Michael G. (* 1967), österreichischer Medienpädagoge
- Wagner, Michael Johann (1788–1842), österreichischer katholischer Geistlicher und Bischof von St. Pölten
- Wagner, Michel (1893–1965), deutscher Maler und Bildhauer
- Wagner, Milt (* 1963), US-amerikanischer Basketballspieler
- Wagner, Minna (1809–1866), deutsche Schauspielerin, erste Ehefrau Richard Wagners
- Wagner, Minna (1840–1910), deutsche Theaterschauspielerin und Operettensängerin
- Wagner, Miriam (* 1989), deutsche Bobsportlerin
- Wagner, Monika (* 1944), deutsche Kunsthistorikerin
- Wagner, Monika (* 1965), deutsche Curlerin
- Wagner, Moritz (1813–1887), deutscher Reisender, Geograph und Naturforscher
- Wagner, Moritz (* 1997), deutscher BasketballspielerMoritz Wagner (* 1997)

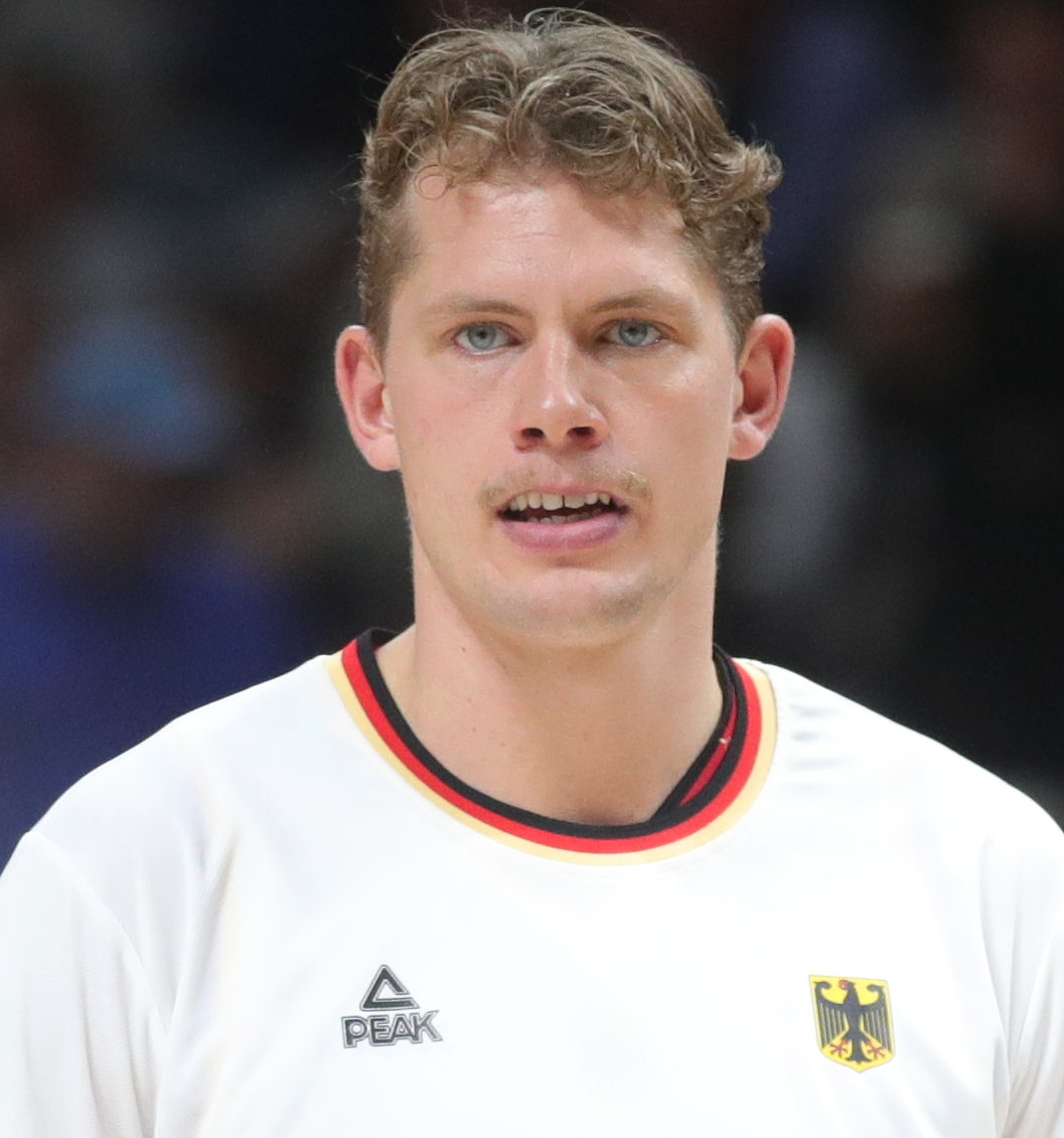
Moritz Wagner (* 1997)

###### Wagner, N
- Wagner, Natasha Gregson (* 1970), US-amerikanische Schauspielerin
- Wagner, Neil (* 1986), neuseeländischer Cricketspieler
- Wagner, Nicky (* 1953), neuseeländische Politikerin (National Party)
- Wagner, Nicole von (* 1974), deutsche Moderatorin, Buchautorin und Beraterin
- Wagner, Nike (* 1945), deutsche Publizistin und Dramaturgin
- Wagner, Niki (* 1977), deutscher Fußballspieler und jetziger Trainer
- Wagner, Nikolaus (1936–2024), österreichischer Benediktinermönch, Abt von Michaelbeuern
- Wagner, Noah (* 2005), deutscher Fußballspieler
- Wagner, Norbert (1929–2023), deutscher germanistischer und skandinavistischer Mediävist
- Wagner, Norbert (1936–1994), deutscher Politiker (FDP), MdL
- Wagner, Norbert (* 1939), deutscher Fußballtrainer
- Wagner, Norbert (* 1961), deutscher Fußballspieler
- Wagner, Norbert (* 1962), deutscher General

###### Wagner, O
- Wagner, Ortrud, Schauspielerin in deutschen Stummfilmen und Theaterschauspielerin
- Wagner, Oscar (1851–1916), deutscher Dramatiker, Regisseur, Schauspieler, Schriftsteller und Zeichner
- Wagner, Oskar (1897–1971), deutscher Kaufmann und Senator (Bayern)
- Wagner, Oskar (1901–1972), österreichischer Kapellmeister, Komponist und Filmkomponist
- Wagner, Oskar (1906–1989), deutscher evangelischer Theologe und Kirchenhistoriker
- Wagner, Oswald (* 1962), österreichischer Mediziner
- Wagner, Otto (Fußballspieler, Arminia Bielefeld), deutscher Fußballspieler
- Wagner, Otto (Fußballspieler, FC Bayern München), deutscher Fußballspieler
- Wagner, Otto (1803–1861), deutscher Landschafts- und Architekturmaler
- Wagner, Otto (1831–1881), Ingenieur, Unternehmer und Abgeordneter
- Wagner, Otto (1841–1918), österreichischer ArchitektOtto Wagner (1841–1918)

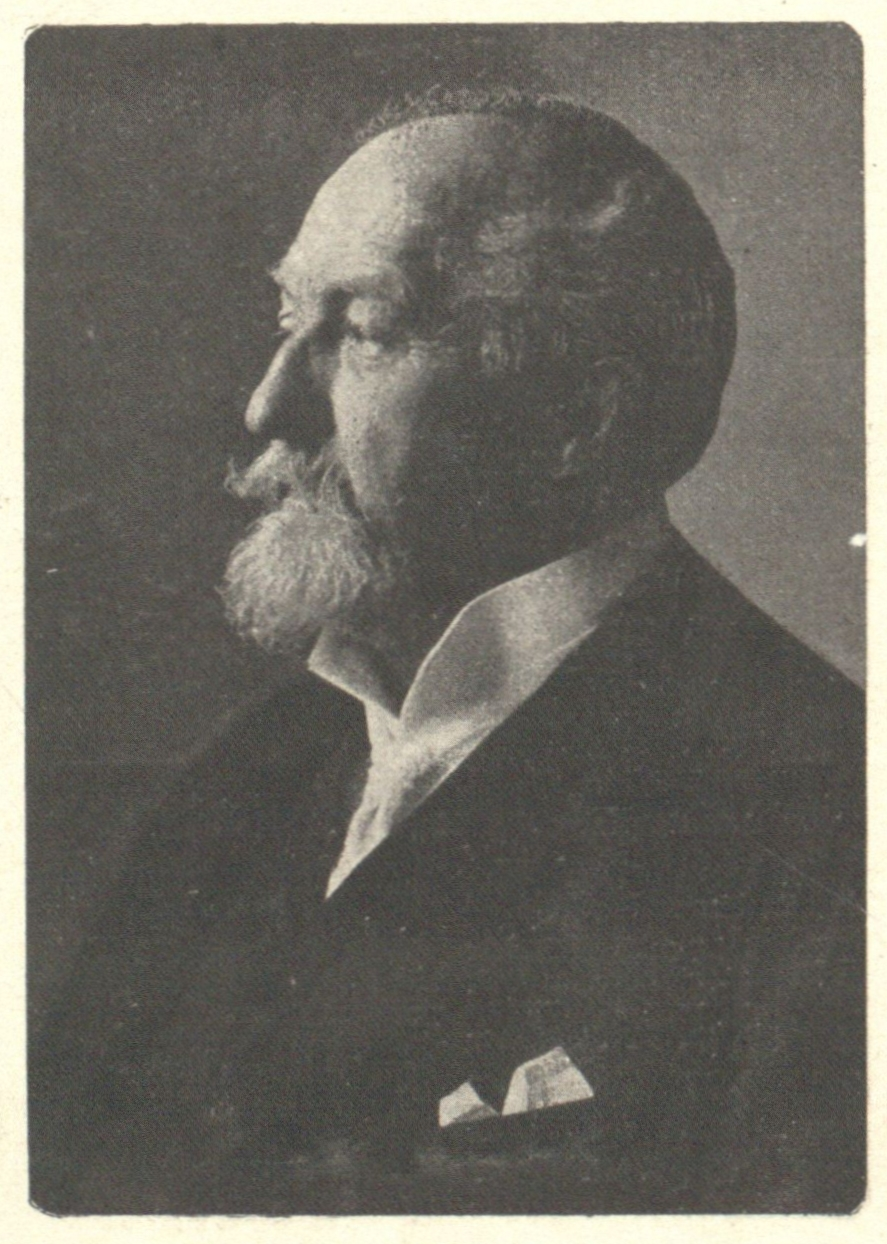
Otto Wagner (1841–1918)

- Wagner, Otto (1877–1962), deutscher Politiker (LDPD)
- Wagner, Otto (1882–1958), österreichischer Politiker (GdP), Abgeordneter zum Nationalrat
- Wagner, Otto Erich (1895–1979), österreichischer Kunstmaler und Gebrauchsgrafiker
- Wagner, Otto junior (1864–1945), österreichischer Architekt

###### Wagner, P
- Wagner, Pankraz († 1584), deutscher Bildhauer
- Wagner, Patrick (* 1961), deutscher Historiker und Hochschullehrer
- Wagner, Paul (1617–1697), sächsischer Jurist und Bürgermeister von Leipzig
- Wagner, Paul (1843–1930), deutscher Agrikulturchemiker
- Wagner, Paul (1852–1941), deutscher Archivar und Historiker
- Wagner, Paul (1899–1970), deutscher Film- und Theaterschauspieler und Synchronsprecher
- Wagner, Paul (1900–1983), deutscher Kommunalpolitiker und Vertriebenenfunktionär
- Wagner, Paul (* 1948), US-amerikanischer Filmregisseur, Filmproduzent, Drehbuchautor und Filmeditor
- Wagner, Paul Adolf (1868–1951), deutscher Lehrer, Geologe und Geografiedidaktiker
- Wagner, Paul Werner (* 1948), deutscher Literaturwissenschaftler
- Wagner, Paula (* 1946), US-amerikanische Filmproduzentin und Schauspielerin
- Wagner, Paulina (* 1997), deutsche Schlagersängerin und DSDS-Teilnehmerin
- Wagner, Pauline (1910–2014), US-amerikanische Schauspielerin und Tänzerin
- Wagner, Peter (1865–1931), deutscher Musikwissenschaftler und Sänger
- Wagner, Peter (1942–2022), deutscher Musikproduzent
- Wagner, Peter (1946–2009), deutscher Arzt und Politiker (DDR-CDU, CDU), MdL
- Wagner, Peter (* 1956), österreichischer Schriftsteller und Regisseur
- Wagner, Peter (* 1956), deutscher Sozialwissenschaftler
- Wagner, Peter (* 1964), deutscher MusikerPeter Wagner (* 1964)

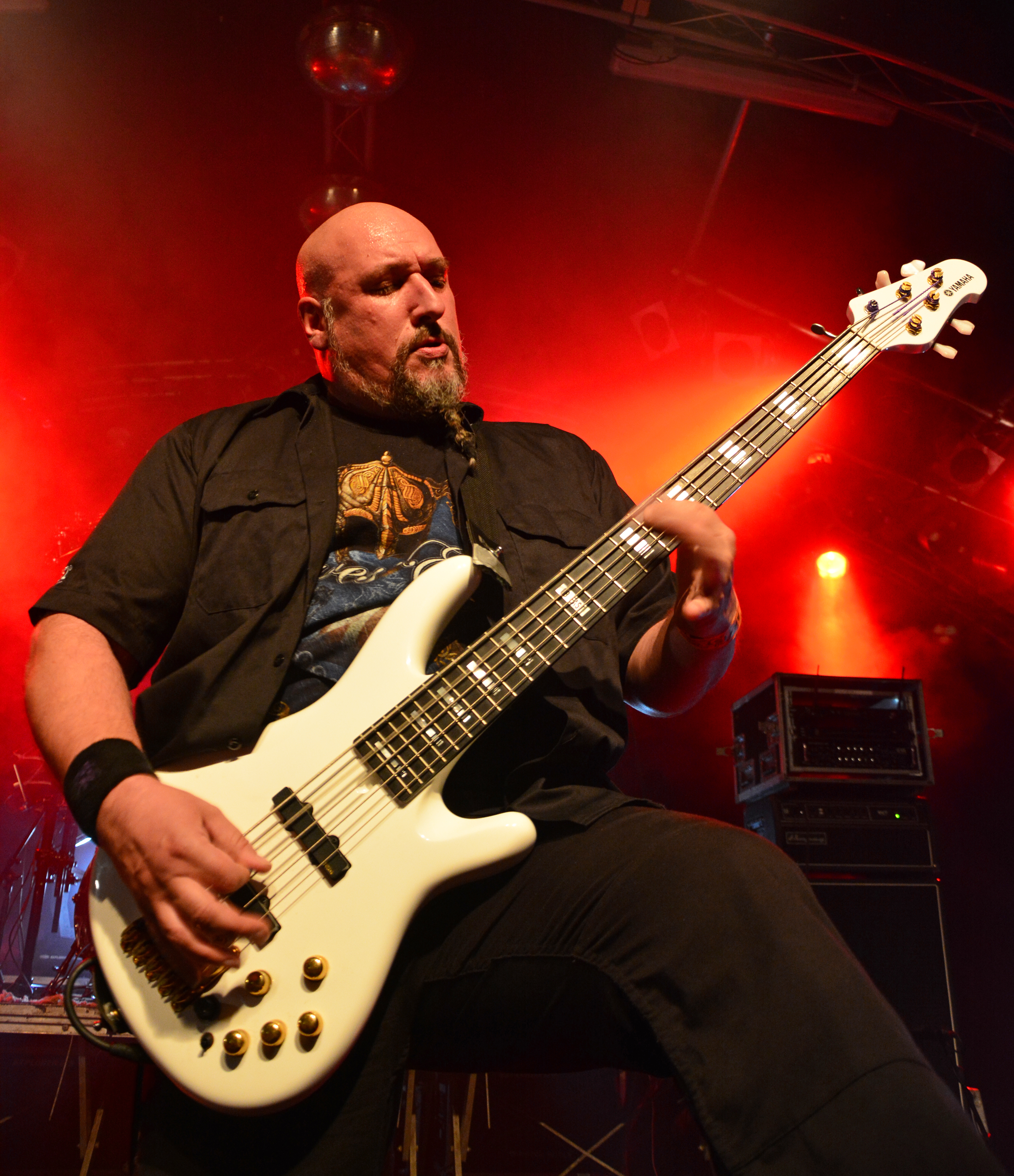
Peter Wagner (* 1964)

- Wagner, Peter, deutscher Snookerspieler
- Wagner, Peter Christian (1703–1764), deutscher Mediziner und Naturforscher
- Wagner, Peter J. (* 1964), US-amerikanischer Paläontologe und Geologe
- Wagner, Peter Joseph (1795–1884), US-amerikanischer Jurist und Politiker
- Wagner, Peter K. (* 1986), österreichischer Journalist
- Wagner, Petra (* 1967), deutsche Sportwissenschaftlerin und Hochschullehrerin
- Wagner, Petra (* 1968), österreichische Politikerin (FPÖ), Abgeordnete zum Nationalrat
- Wagner, Petra Katharina (* 1958), deutsche Autorin und RegisseurinPetra Katharina Wagner (* 1958)

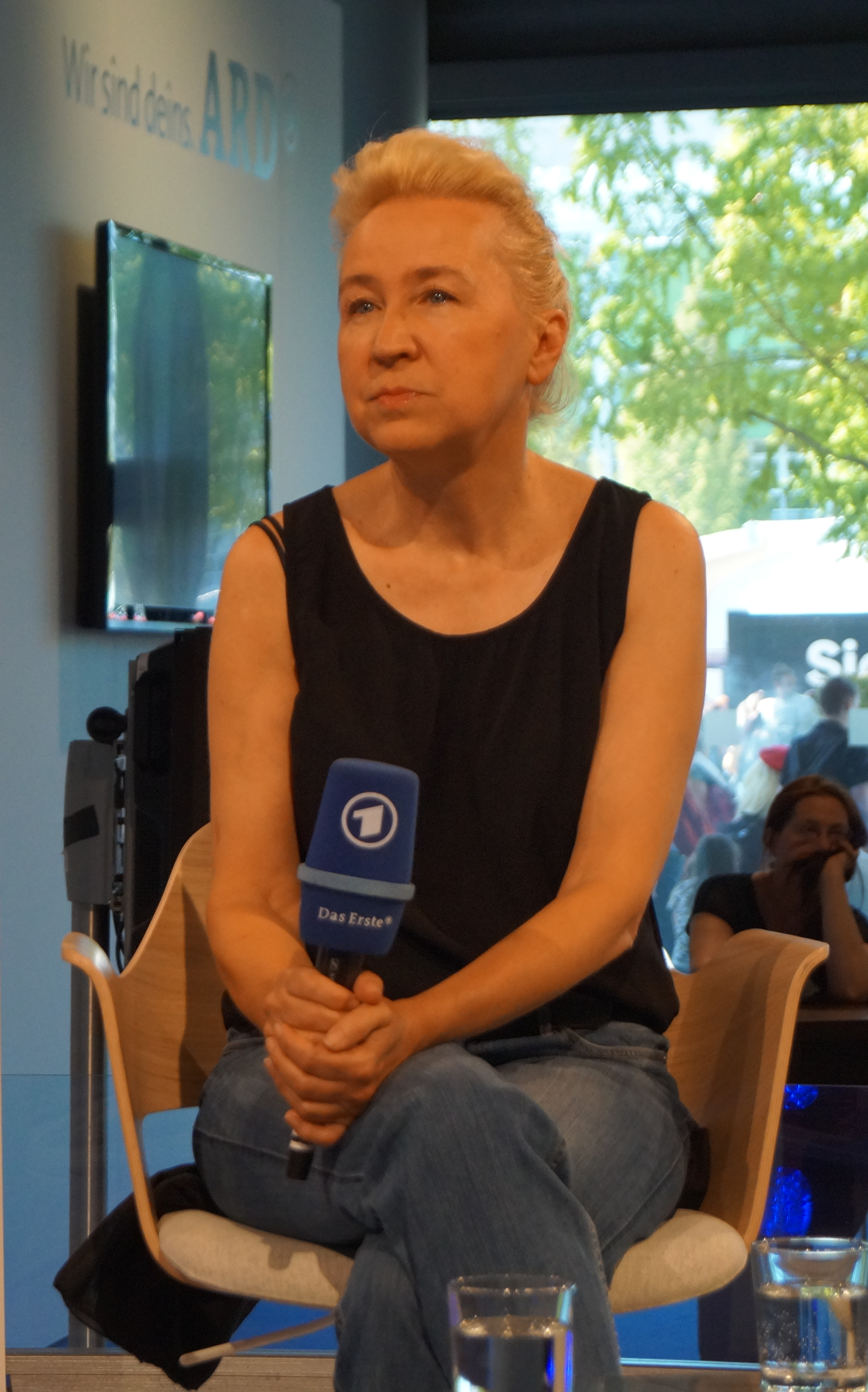
Petra Katharina Wagner (* 1958)

- Wagner, Philipp (1794–1873), deutscher Klassischer Philologe und Gymnasiallehrer
- Wagner, Philipp (1829–1906), deutscher Mediziner
- Wagner, Philipp (* 1973), deutscher Biologe und Herpetologe am Naturmuseum UIZ Lindenhof
- Wagner, Pierre (1897–1943), französischer Maler

###### Wagner, R
- Wagner, R. J., US-amerikanischer Schauspieler
- Wagner, Rainer (* 1948), deutscher Journalist und Musikkritiker
- Wagner, Rainer (* 1951), deutscher Bundesvorsitzender der UOKG
- Wagner, Rainer (1951–2021), Leiter des Stadtmuseum Weimar (1983–1990)
- Wagner, Ralf (* 1958), deutscher Fußballspieler
- Wagner, Ralf (* 1968), deutscher Ökonom und Hochschullehrer
- Wagner, Reinhard (* 1948), deutscher Manager
- Wagner, Reinhard (* 1963), deutscher Fotograf, Journalist, Filmproduzent, Verleger und Autor
- Wagner, Reinhardt (* 1956), französischer Komponist
- Wagner, Renan (* 1991), deutsch-brasilianischer Fußballspieler
- Wagner, Renate (* 1946), österreichische Theaterwissenschaftlerin, Kulturjournalistin und Biografie-Autorin
- Wagner, Renate (* 1974), deutsche Managerin
- Wagner, René (* 1972), tschechischer Fußballspieler
- Wagner, Riccardo, deutscher Kommunikationswissenschaftler und Autor
- Wagner, Richard, deutscher Politiker
- Wagner, Richard (1813–1883), deutscher Komponist, Dramatiker, Schriftsteller, Theaterregisseur und DirigentRichard Wagner (1813–1883)

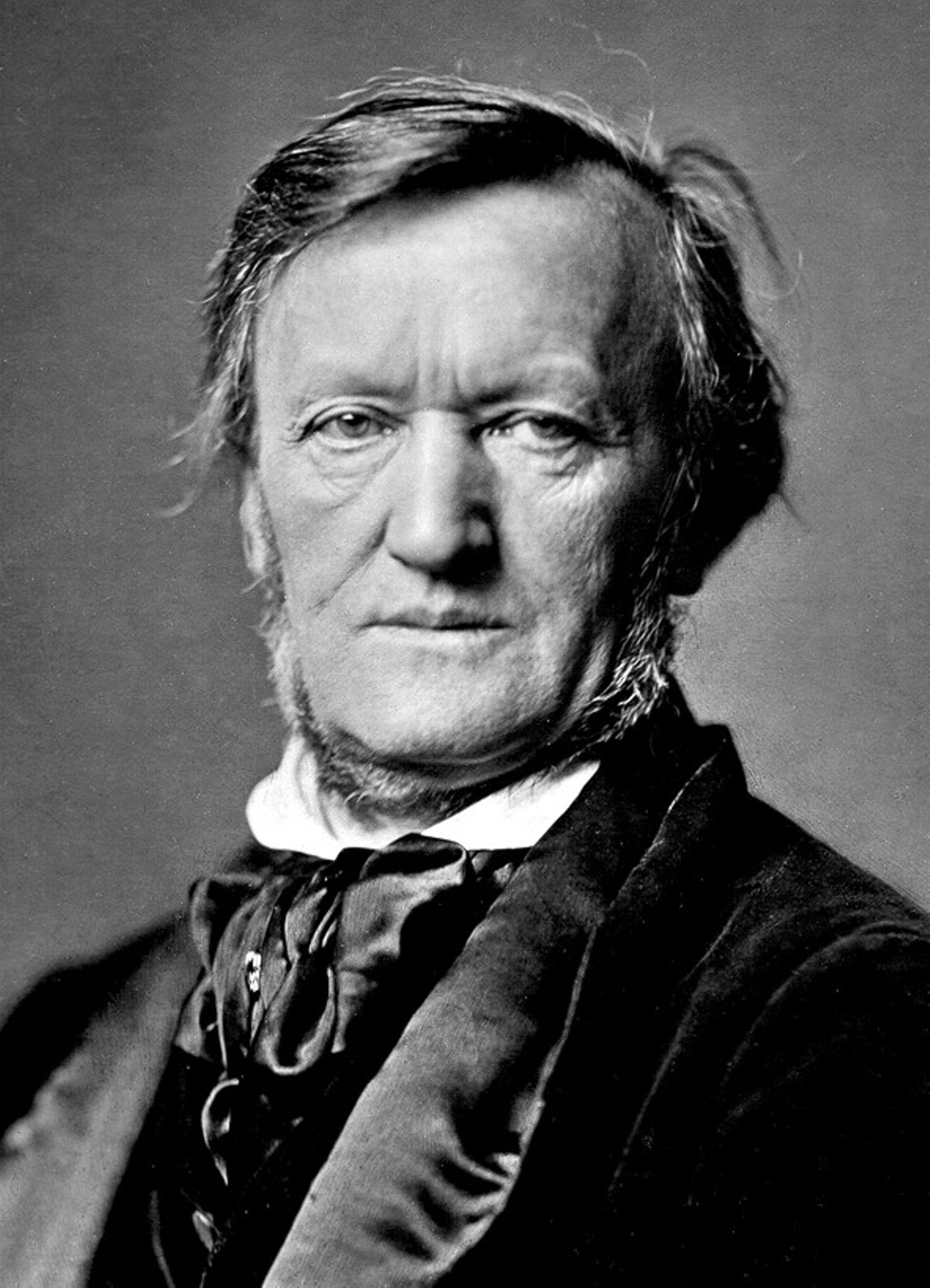
Richard Wagner (1813–1883)

- Wagner, Richard (1847–1932), deutscher Lehrer, Geologe und Paläontologe
- Wagner, Richard (1860–1937), deutscher Klassischer Philologe und Gymnasiallehrer
- Wagner, Richard (1860–1928), deutscher Klassischer Philologe und Landeshistoriker
- Wagner, Richard (1861–1925), deutscher Bürgermeister und Politiker (FVP), MdR
- Wagner, Richard (1868–1927), deutscher Journalist und Schriftsteller
- Wagner, Richard (1887–1974), österreichisch-amerikanischer Kinderarzt
- Wagner, Richard (1893–1935), deutscher Pilot, Flugkapitän von Flugbooten und Chefeinflieger bei Dornier
- Wagner, Richard (1893–1970), deutscher Physiologe
- Wagner, Richard (1902–1973), deutscher Agraringenieur und Politiker (NSDAP), MdR
- Wagner, Richard (1914–1979), deutscher Hochschullehrer und Politiker (CSU), MdL
- Wagner, Richard (* 1947), deutscher Werkstoffwissenschaftler und Physiker
- Wagner, Richard (1952–2023), rumänisch-deutscher Schriftsteller
- Wagner, Richard (* 1957), kanadischer Jurist, Richter am Obersten Gerichtshof von Kanada
- Wagner, Richard Paul (1882–1953), deutscher Maschinenbauingenieur und Eisenbahn-Baubeamter, Bauart-Dezernent der Deutschen Reichsbahn
- Wagner, Richard Robert (* 1888), österreichischer Volksbildner, Gewerkschafter, Redakteur und Schriftsteller
- Wagner, Rita (* 1958), deutsche Politikerin (FDP), MdL
- Wagner, Robert (1847–1926), Schweizer Politiker
- Wagner, Robert (1895–1946), deutscher Politiker (NSDAP), MdR, Reichsstatthalter in Baden und Gauleiter
- Wagner, Robert (1915–2008), österreichischer Dirigent und Komponist
- Wagner, Robert (1928–2014), deutscher Politiker (CDU), MdL Saarland
- Wagner, Robert (* 1930), US-amerikanischer Film- und FernsehschauspielerRobert Wagner (* 1930)

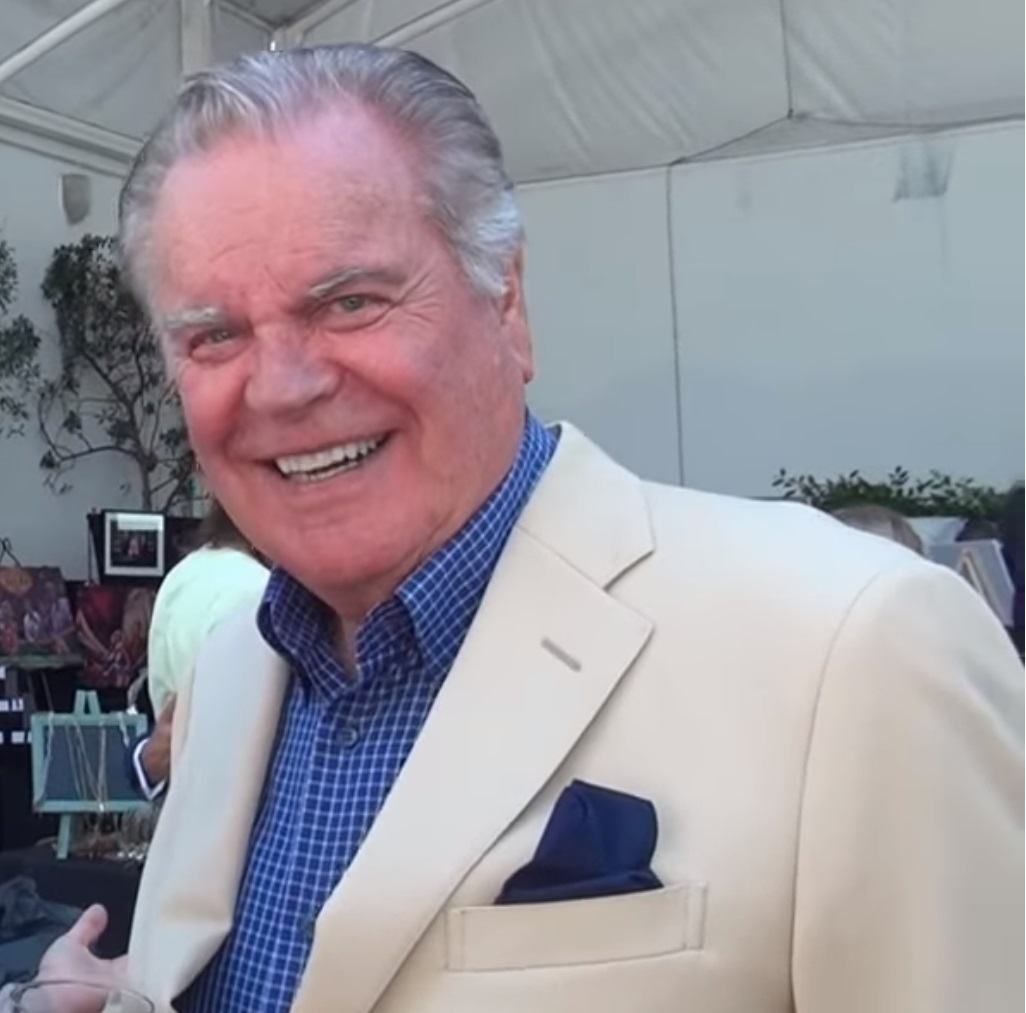
Robert Wagner (* 1930)

- Wagner, Robert (* 1965), norwegischer Dartspieler
- Wagner, Robert (* 1983), deutscher Radrennfahrer
- Wagner, Robert (* 2003), deutscher FußballspielerRobert Wagner (* 2003)

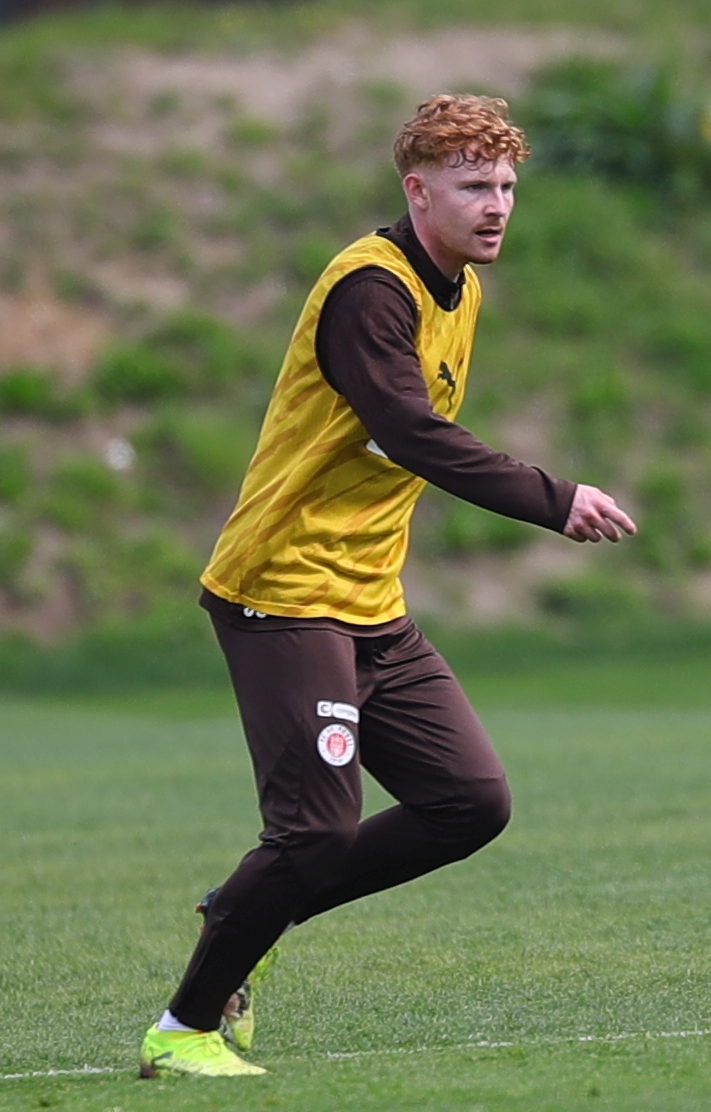
Robert Wagner (* 2003)

- Wagner, Robert F. (1877–1953), deutschamerikanischer Politiker
- Wagner, Robert F. Jr. (1910–1991), US-amerikanischer Politiker, Jurist und Diplomat
- Wagner, Robert Joe, australischer Serienmörder
- Wagner, Robert W., US-amerikanischer Offizier, Generalleutnant der US-Army
- Wagner, Robert Werner (1936–2021), deutscher Maler, Grafiker und Buchillustrator
- Wagner, Robert-Léon (1905–1982), französischer Romanist
- Wagner, Robin (* 1993), tschechischer Radsportler
- Wagner, Rochus (* 1932), deutscher Skirennläufer
- Wagner, Rodney (* 1955), australischer Bogenschütze
- Wagner, Roland (1952–2020), österreichischer Informatiker und Hochschullehrer
- Wagner, Roland (* 1955), französischer Fußballspieler
- Wagner, Roland (* 1964), deutscher Kameramann
- Wagner, Roland C. (1960–2012), französischer Science-Fiction-Autor
- Wagner, Rolf (1914–2003), deutscher Maler und Wandgestalter
- Wagner, Rolf (* 1959), deutscher Brigadegeneral
- Wagner, Rolf Clemens (1944–2014), deutscher Terrorist der Rote Armee FraktionRolf Clemens Wagner (1944–2014)

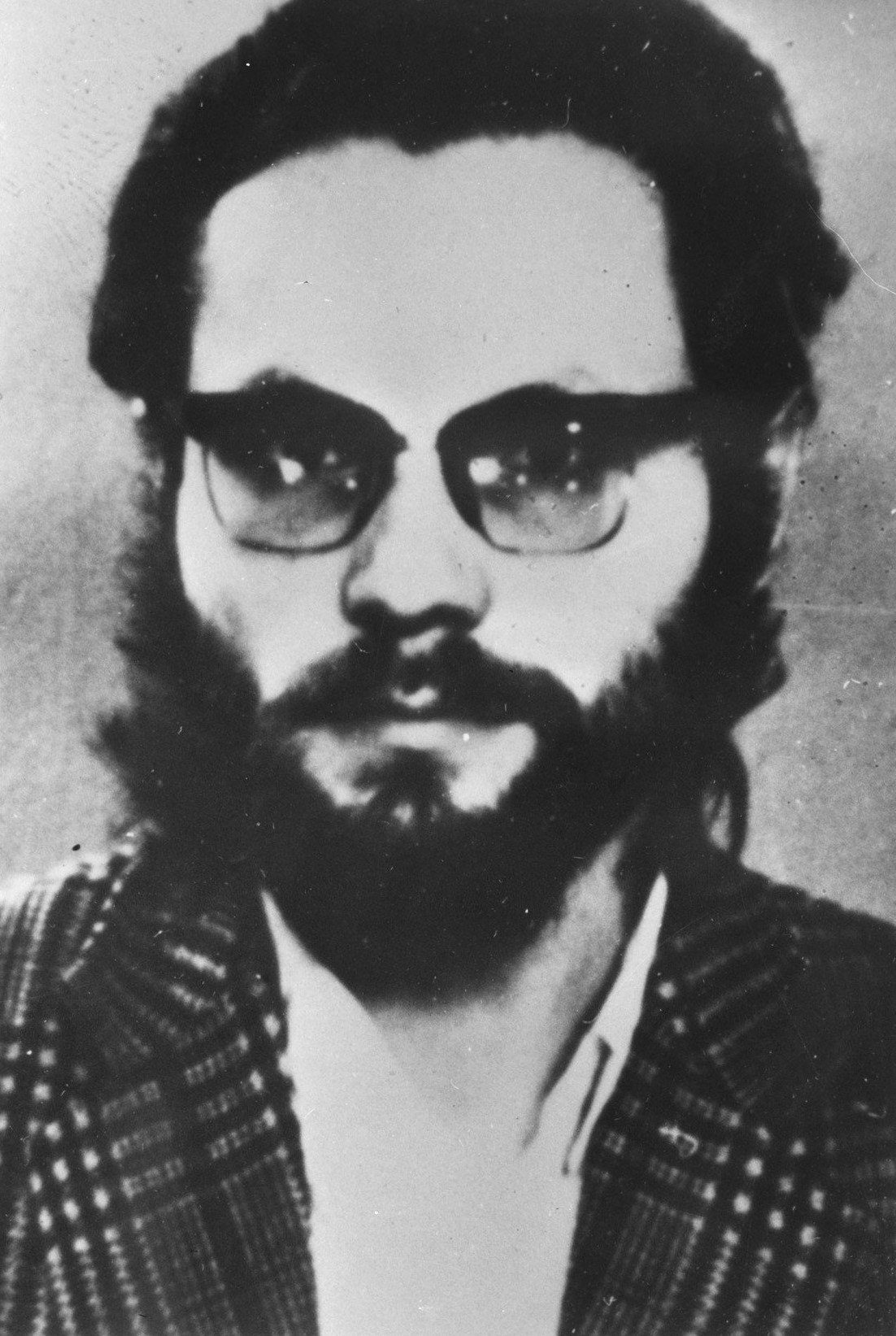
Rolf Clemens Wagner (1944–2014)

- Wagner, Rosalie (1803–1837), deutsche Schauspielerin
- Wagner, Roy (* 1973), israelischer Mathematiker und Wissenschaftsforscher
- Wagner, Roy H. (* 1947), US-amerikanischer Kameramann
- Wagner, Rüdiger (1939–2007), deutscher Schriftsteller, Dichter, Lehrbuchautor und Lehrer
- Wagner, Rudolf (1805–1864), deutscher Anatom und Physiologe
- Wagner, Rudolf (1884–1959), österreichischer Violinist und Musikpädagoge
- Wagner, Rudolf (1911–2004), deutscher Historiker; Vertriebenenfunktionär und Politiker (BHE), MdL in Bayern
- Wagner, Rudolf (1913–1943), deutscher SS-Hauptsturmführer und Verwaltungsführer in Konzentrationslagern
- Wagner, Rudolf (1937–2012), deutscher Lehrer, Heimatforscher und Archivar
- Wagner, Rudolf Christian (1671–1741), deutscher Mathematiker, Physiker und Hochschullehrer
- Wagner, Rudolf G. (1941–2019), deutscher Sinologe
- Wagner, Rudolf Karl (* 1904), deutscher Landrat des Landkreises Guttentag
- Wagner, Rudolf-Günter (1912–1980), deutscher Hörfunksprecher und -Moderator sowie Schauspieler bei Bühne, Film und Fernsehen
- Wagner, Rupert (* 1980), deutscher Kanute
- Wagner, Ruth (* 1940), deutsche Politikerin (FDP), MdL
- Wagner, Ruth Maria (1915–1989), deutsche Rundfunksprecherin und Redakteurin

###### Wagner, S
- Wagner, S. O. (1902–1975), deutscher Schauspieler, Regisseur, Hörspielsprecher und Autor
- Wagner, Sabine (* 1966), deutsche Handballspielerin
- Wagner, Samuel August (1734–1788), sächsischer Mediziner
- Wagner, Sándor (1838–1919), deutscher Maler ungarischer Herkunft
- Wagner, Sandro (* 1987), deutscher Fußballspieler und TrainerSandro Wagner (* 1987)

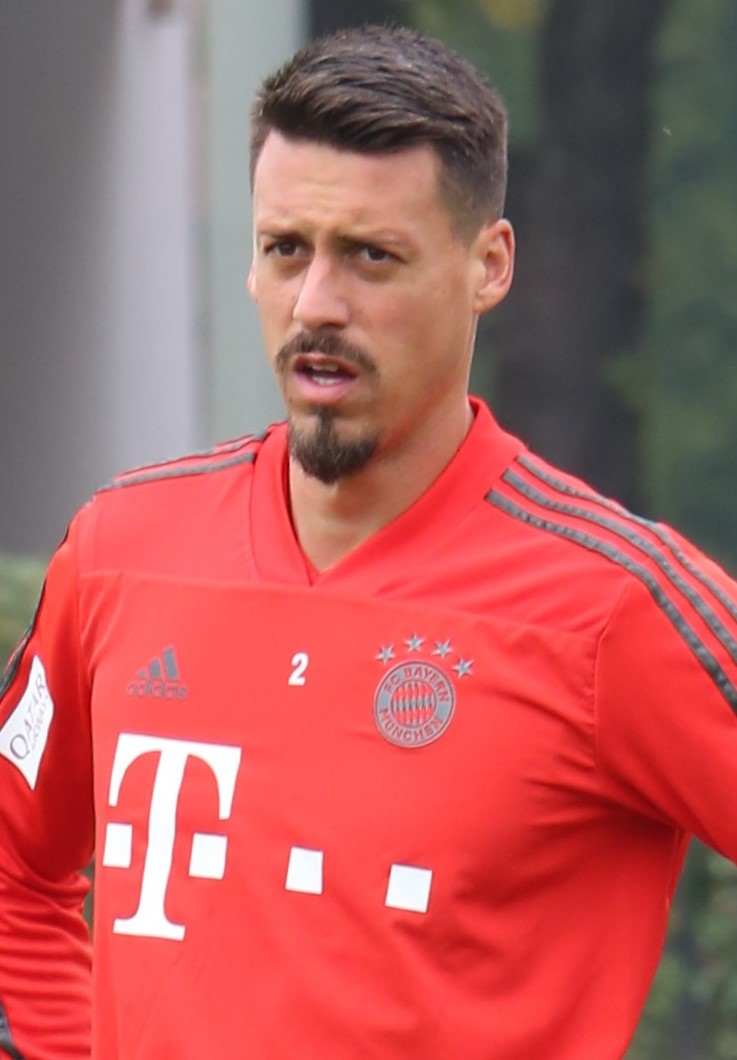
Sandro Wagner (* 1987)

- Wagner, Sandy (* 1965), deutscher Schlagersänger, Komponist und Fernsehmoderator
- Wagner, Sascha (* 1972), deutscher Neonazi-Skinhead
- Wagner, Sascha H. (* 1980), deutscher Politiker (Die Linke), MdB
- Wagner, Savita Diana (1987–2024), deutsche Freiwillige
- Wagner, Scott (* 1955), US-amerikanischer Unternehmer und Politiker
- Wagner, Sebastian (* 1963), deutscher Architekt
- Wagner, Selina (* 1990), deutsche Fußballspielerin
- Wagner, Sibylle (* 1952), deutsche Malerin, Performance- und Installations-Künstlerin
- Wagner, Sidney (1900–1947), US-amerikanischer Kameramann
- Wagner, Siegfried (1869–1930), deutscher Komponist und Leiter der Bayreuther FestspieleSiegfried Wagner (1869–1930)

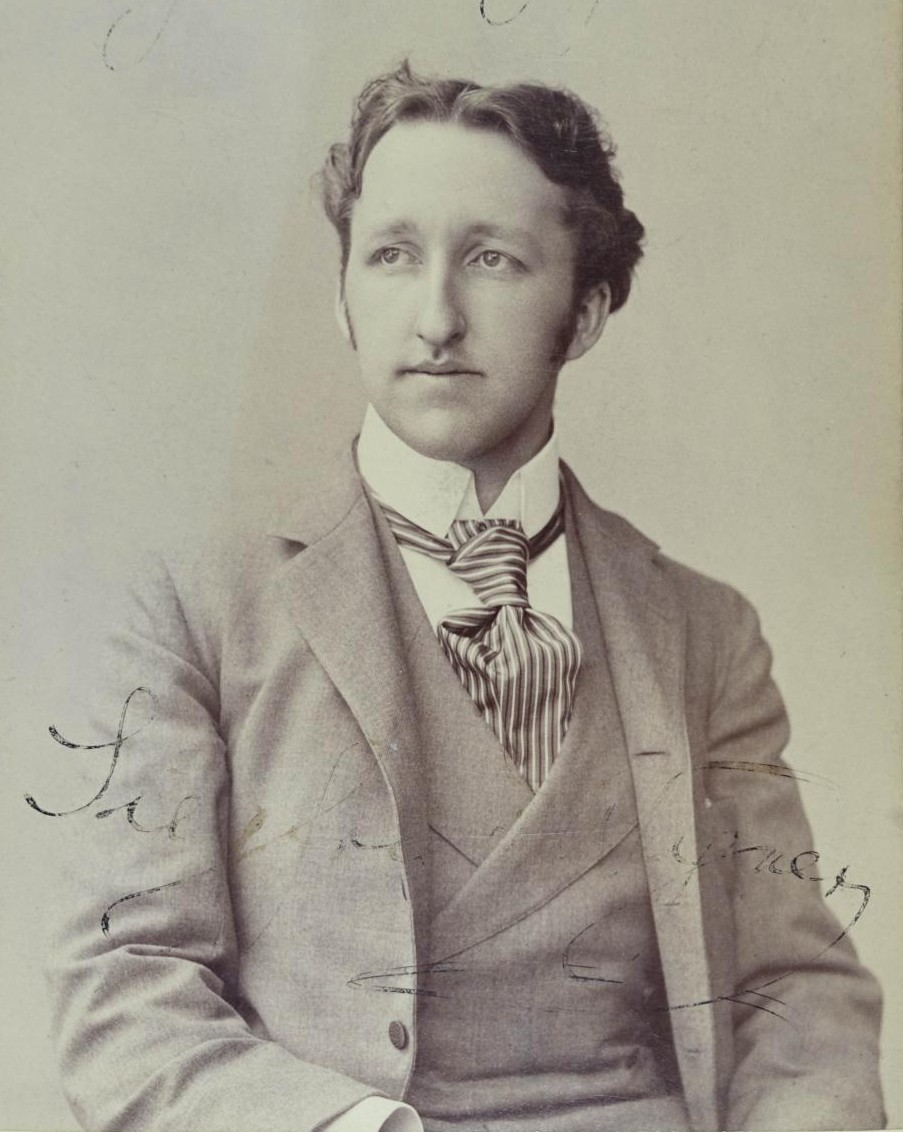
Siegfried Wagner (1869–1930)

- Wagner, Siegfried (1881–1944), deutscher Offizier und Widerstandskämpfer gegen den Nationalsozialismus
- Wagner, Siegfried (1925–2002), deutscher Kulturpolitiker und SED-Funktionär
- Wagner, Siegfried (1930–2000), deutscher evangelischer Alttestamentler
- Wagner, Siegfried (1931–2024), deutscher Architekt
- Wagner, Siegfried (* 1936), deutscher Fußballspieler
- Wagner, Sieglinde (1921–2003), österreichische Opernsängerin (Alt)
- Wagner, Sigmund von (1759–1835), Schweizer Zeichner, Kupferstecher und Kunstfreund
- Wagner, Silke (* 1968), deutsche Künstlerin
- Wagner, Simon (1799–1829), deutscher Genremaler
- Wagner, Simon-Paul (* 1984), deutscher Schauspieler und Moderator
- Wagner, Simone (* 1975), deutsche Schauspielerin
- Wagner, Stan (1908–2002), kanadischer Eishockeytorwart
- Wagner, Stanisław (* 1947), polnischer Sprinter
- Wagner, Stefan (1913–2002), österreichischer Fußballspieler
- Wagner, Stefan-Thomas (* 1951), deutscher Maler und Grafiker
- Wagner, Stephan (* 1968), deutscher Regisseur und DrehbuchautorStephan Wagner (* 1968)

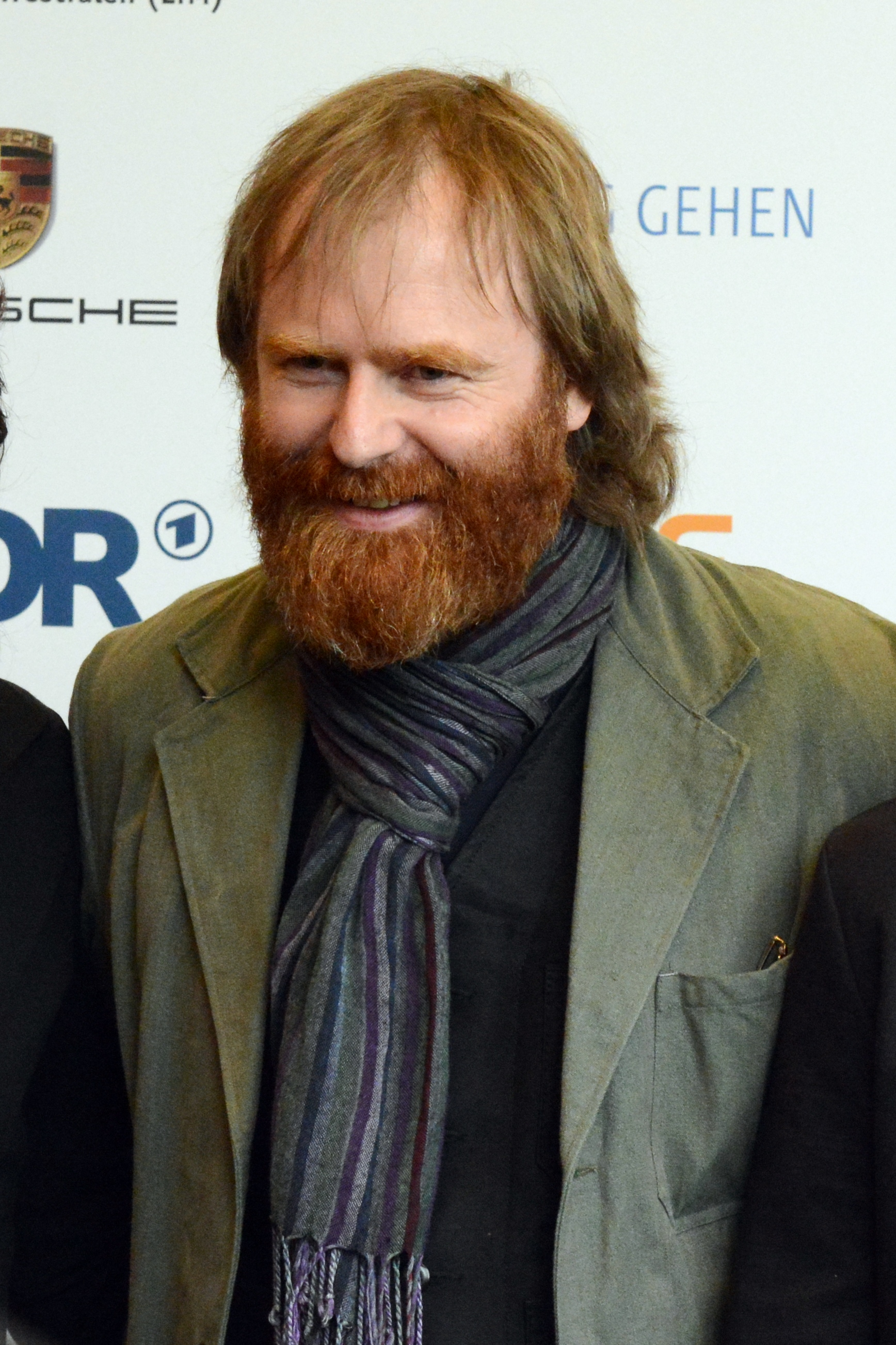
Stephan Wagner (* 1968)

- Wagner, Stephan (* 1971), deutscher Rechtswissenschaftler
- Wagner, Stephan M. (* 1969), deutscher Logistikwissenschaftler
- Wagner, Stephanie (* 1967), deutsche Flötistin (Jazz, Klassik)
- Wagner, Stephanie (* 1990), deutsche Basketball-Nationalspielerin
- Wagner, Stephanie (* 1994), deutsche Tennisspielerin
- Wagner, Steve (* 1984), US-amerikanischer Eishockeyspieler
- Wagner, Sue (* 1940), US-amerikanische Politikerin
- Wagner, Susan (* 1961), US-amerikanische Finanzmanagerin
- Wagner, Susann Toni (* 1968), deutsche Schauspielerin und Synchronsprecherin
- Wagner, Susanne (* 1975), deutsche Anglistin
- Wagner, Sven (* 1974), deutscher Kommunalpolitiker (SPD), Oberbürgermeister von Staßfurt

###### Wagner, T
- Wagner, Theodor (1800–1880), deutscher klassizistischer Bildhauer und Hochschullehrer
- Wagner, Theodor (1829–1878), deutscher Bergbauingenieur und Bergwerksdirektor
- Wagner, Theodor (1927–2020), österreichischer Fußballspieler
- Wagner, Theresa (* 1995), deutsche Eishockeyspielerin
- Wagner, Therese (1797–1858), bayerische Bierbrauerin und Unternehmerin
- Wagner, Thilo (* 1965), deutscher Jazzmusiker
- Wagner, Thomas, österreichischer Mediziner
- Wagner, Thomas (1904–1993), österreichischer Politiker (SPÖ), Landtagsabgeordneter im Burgenland sowie Bundesrat
- Wagner, Thomas (* 1943), Schweizer Politiker (FDP)
- Wagner, Thomas (* 1955), deutscher Kunstautor und Hochschullehrer
- Wagner, Thomas (* 1966), deutscher Jurist
- Wagner, Thomas (* 1967), deutscher Kultursoziologe und AutorThomas Wagner (* 1967)

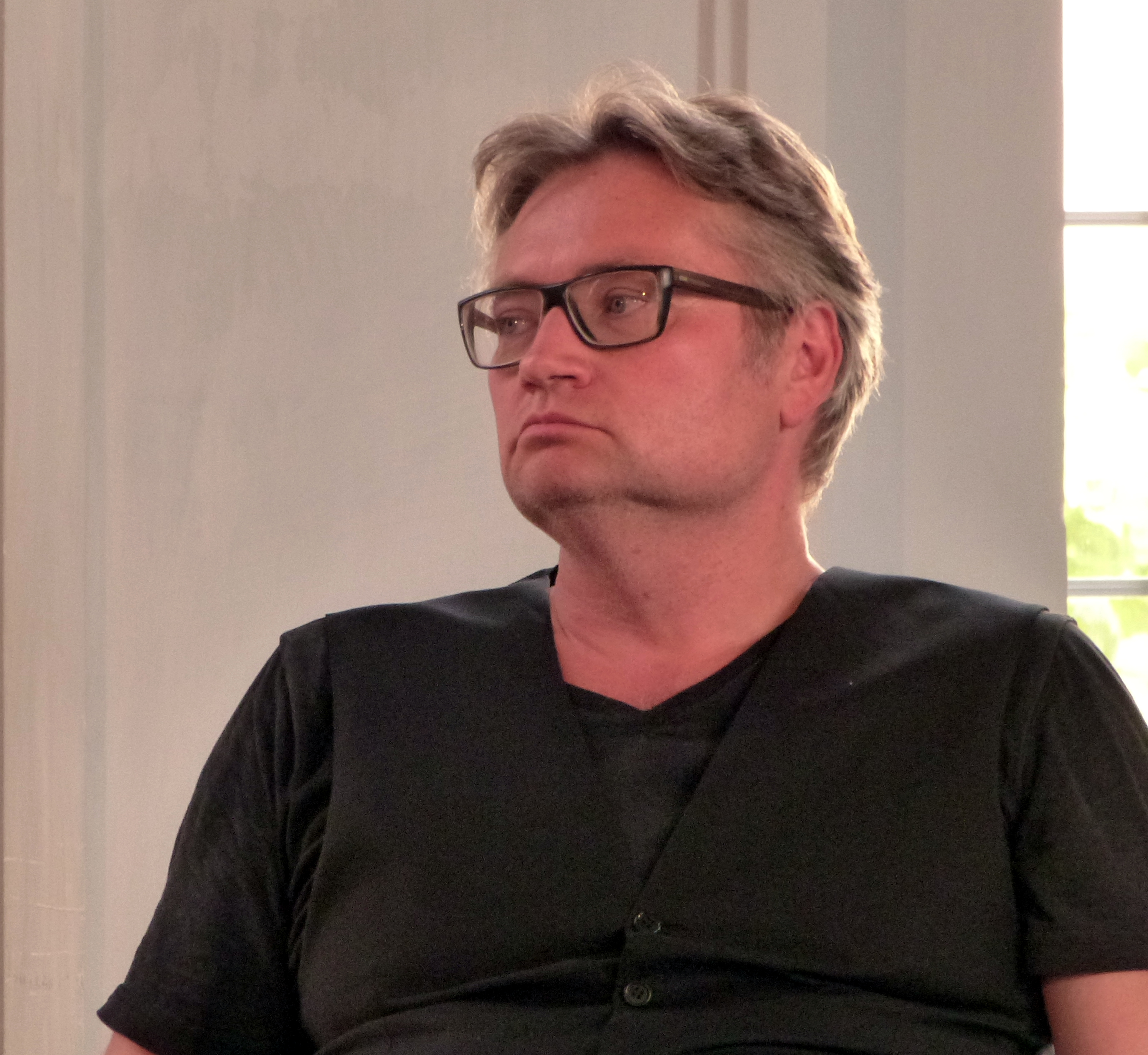
Thomas Wagner (* 1967)

- Wagner, Thomas (* 1971), deutscher Sportmoderator
- Wagner, Thomas (1976–2023), österreichischer Fußballspieler
- Wagner, Thomas (* 1977), deutscher Mediendesigner und Hochschullehrer
- Wagner, Thomas (1978–2016), deutscher Internetunternehmer
- Wagner, Thomas von (1759–1817), sächsischer Beamter
- Wagner, Tim (* 1970), deutscher Philosoph
- Wagner, Tim (* 1981), deutscher Politiker (FDP), MdB
- Wagner, Timo (* 1993), luxemburgischer Schauspieler
- Wagner, Tini (1919–2004), niederländische Schwimmerin
- Wagner, Tobias (1598–1680), württembergischer lutherischer Theologe
- Wagner, Tobias (* 1995), österreichischer HandballspielerTobias Wagner (* 1995)

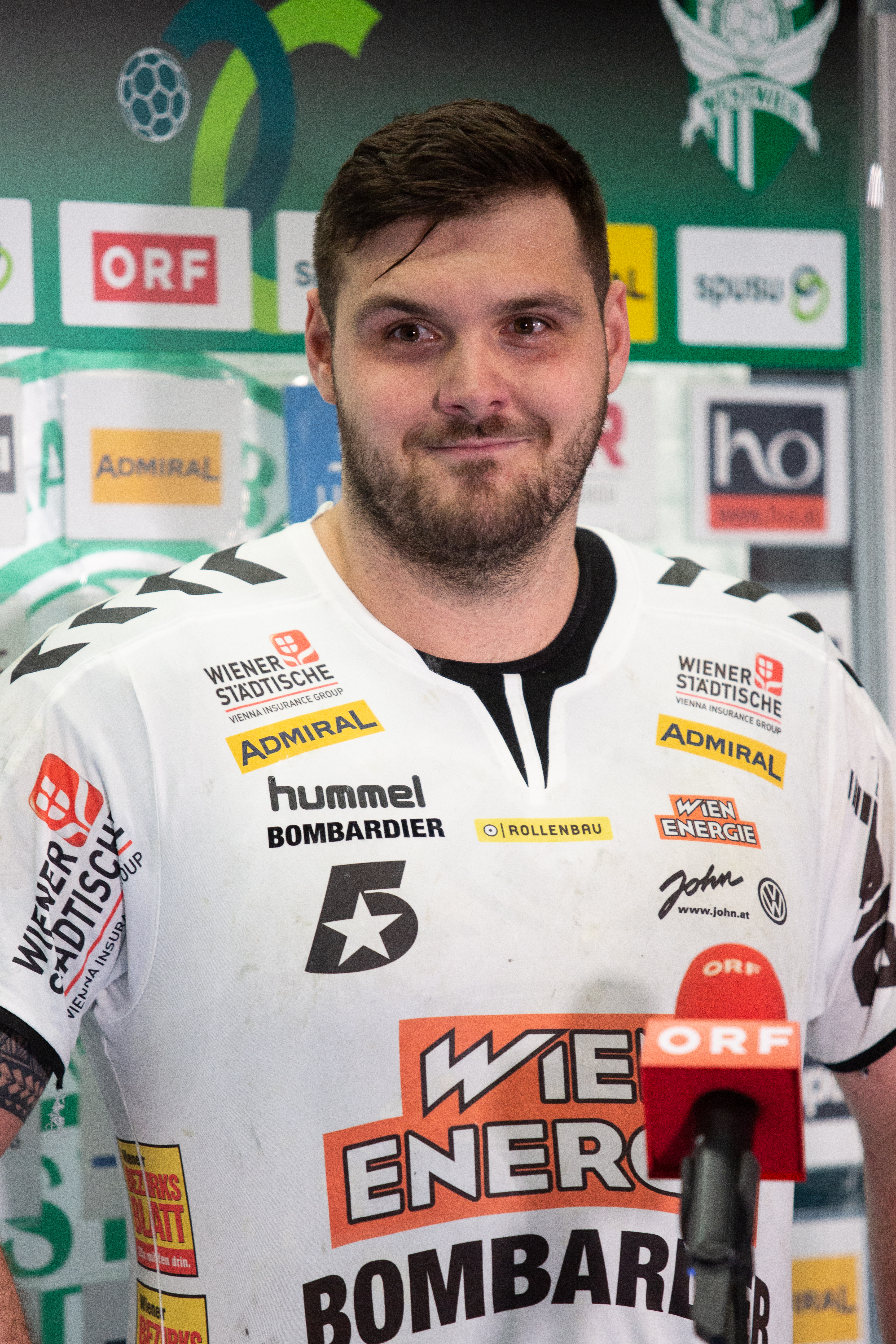
Tobias Wagner (* 1995)

- Wagner, Torsten (* 1964), deutscher Ringer

###### Wagner, U
- Wagner, Udo (* 1963), deutscher Fechter
- Wagner, Ulf-Jürgen (1944–2021), deutscher Filmschauspieler und Synchronsprecher
- Wagner, Ulla, deutsche Regisseurin und Autorin
- Wagner, Ulrich († 1485), schweizerischer Uhrmacher und Kunstschlosser
- Wagner, Ulrich, deutscher Rechenmeister
- Wagner, Ulrich (* 1948), deutscher Archivar und Historiker
- Wagner, Ulrich (* 1951), deutscher Sozialpsychologe
- Wagner, Ulrich (* 1955), deutscher Wissenschaftler
- Wagner, Ulrich (* 1959), deutscher Bildender Künstler, Bildhauer und Grafiker
- Wagner, Uwe (* 1963), deutscher Gynäkologe

###### Wagner, V
- Wagner, Valentin († 1557), siebenbürgischer Gelehrter, Reformator und Humanist
- Wagner, Valentin († 1655), deutscher Zeichner
- Wagner, Valérie (* 1965), deutsche Fotografin und Künstlerin
- Wagner, Vanessa (* 1973), französische Pianistin
- Wagner, Vanessa (* 2002), deutsche Para-Judoka
- Wagner, Veit Dietrich (1600–1668), kursächsischer Oberstleutnant, Amtshauptmann und Rittergutsbesitzer
- Wagner, Vincent (* 1986), deutscher Fußballspieler und Fußballtrainer
- Wagner, Vincenz August (1790–1833), österreichischer Jurist und Hochschullehrer
- Wagner, Vinzenz (* 1990), österreichischer Schauspieler und TänzerVinzenz Wagner (* 1990)

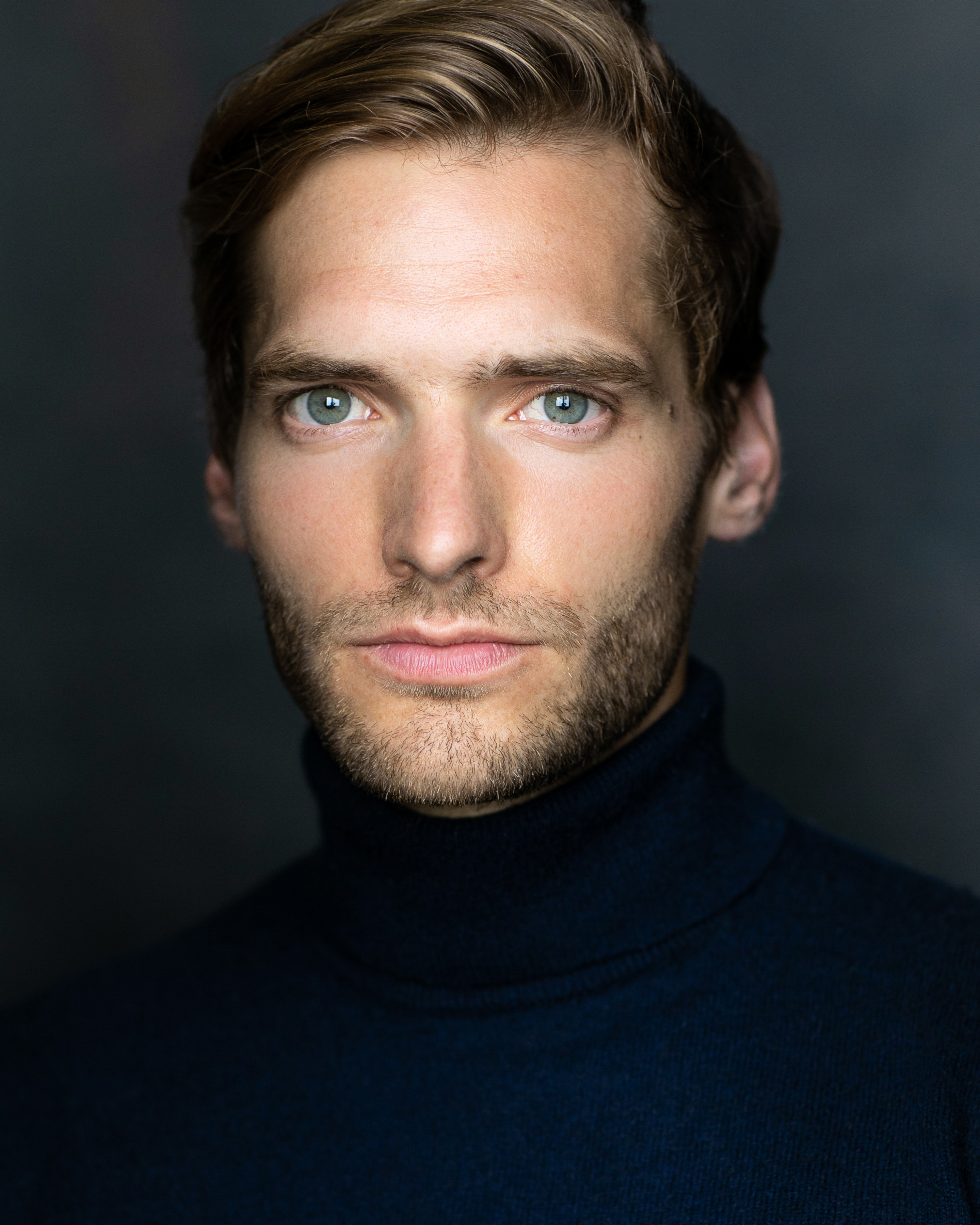
Vinzenz Wagner (* 1990)

- Wagner, Vivien (* 1997), deutsche Fußballspielerin
- Wagner, Volker (* 1949), deutscher Lehrer sowie Leichtathletikmanager und -trainer

###### Wagner, W
- Wagner, Walter (1901–1991), deutscher Jurist
- Wagner, Walter (1923–1989), österreichischer Historiker
- Wagner, Walter (* 1949), deutscher Fußballspieler
- Wagner, Walter (* 1951), deutscher Arzt und Boxsportfunktionär
- Wagner, Waltraud (* 1960), österreichische Serienmörderin
- Wagner, Warren L. (* 1950), US-amerikanischer Botaniker
- Wagner, Webster (1817–1882), US-amerikanischer Eisenbahnunternehmer und Politiker
- Wagner, Wende (1941–1997), US-amerikanische Schauspielerin
- Wagner, Wendy (* 1973), US-amerikanische Skilangläuferin
- Wagner, Werner, deutscher Fußballtrainer
- Wagner, Werner (1904–1956), deutscher Psychiater und Hochschullehrer
- Wagner, Wieland (1917–1966), deutscher Opernregisseur und Bühnenbildner
- Wagner, Wieland (* 1959), deutscher Journalist
- Wagner, Wiktor Wladimirowitsch (1908–1981), sowjetischer Mathematiker
- Wagner, Wilfried (* 1942), deutscher Jurist und Vizepräsident des Bundesfinanzhofs
- Wagner, Wilhelm (1793–1846), deutscher Mediziner und Hochschullehrer
- Wagner, Wilhelm (1801–1883), deutscher Jurist und Politiker
- Wagner, Wilhelm (1847–1903), deutscher Konditor, Bürgermeister und Abgeordneter
- Wagner, Wilhelm (1848–1900), deutscher Arzt (Chirurgie, Orthopädie) und Botaniker in Hessen und Schlesien
- Wagner, Wilhelm (1859–1926), deutscher Landwirt und Abgeordneter
- Wagner, Wilhelm (1875–1953), deutscher Architekt, kommunaler Baubeamter und Fachschullehrer
- Wagner, Wilhelm (1884–1949), deutscher Jurist und Diplomat
- Wagner, Wilhelm (1884–1970), deutscher Geologe
- Wagner, Wilhelm (1886–1976), deutscher Sanitätsoffizier
- Wagner, Wilhelm (1887–1968), deutscher Maler und Grafiker
- Wagner, Wilhelm (1895–1977), deutscher Entomologe und Lehrer
- Wagner, Wilhelm (1899–1976), deutscher Chirurg und Hochschullehrer
- Wagner, Wilhelm (1904–1946), deutscher SS-Hauptscharführer und Kommandoführer in KonzentrationslagernWilhelm Wagner (1904–1946)

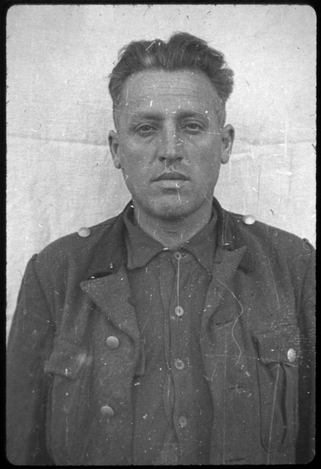
Wilhelm Wagner (1904–1946)

- Wagner, Wilhelm (* 1936), deutscher Kommunalpolitiker
- Wagner, Wilhelm (Philologe) (1843–1880), deutscher Klassischer Philologe und Neugräzist
- Wagner, Willi (* 1941), deutscher Hindernisläufer
- Wagner, Willi (* 1951), deutscher Fußballspieler und Politiker (AfD)
- Wagner, Willy (* 1909), französischer Fußballtorwart deutscher Herkunft
- Wagner, Winfried (1937–2018), deutscher Schauspieler
- Wagner, Winfried (* 1949), deutscher Schauspieler, Theaterregisseur und Dramatiker
- Wagner, Winifred (1897–1980), englisch-deutsche Festspielleiterin und die Schwiegertochter Richard Wagners (geboren erst nach seinem Tod)Winifred Wagner (1897–1980)

Winifred Wagner (1897–1980)

- Wagner, Wladimir (* 2001), deutscher Fußballspieler
- Wagner, Wolf (1944–2024), deutscher Sozialwissenschaftler
- Wagner, Wolf (* 1975), deutscher Produzent pornografischer Filme
- Wagner, Wolf Siegfried (* 1943), deutscher Bühnenbildner, Opernregisseur und Architekt
- Wagner, Wolf-Helmut (1914–1993), deutscher Mediziner
- Wagner, Wolfgang (1834–1902), deutscher Posthalter und Politiker (Zentrum), MdR
- Wagner, Wolfgang (1919–2010), deutscher Opernregisseur und Bühnenbildner
- Wagner, Wolfgang (* 1938), deutscher Schwimmer
- Wagner, Wolfgang (* 1959), deutscher Elektrotechniker und Medienmanager
- Wagner, Wolfgang (* 1963), deutscher Schauspieler und Synchronsprecher
- Wagner, Wolfgang Eric (* 1966), deutscher Historiker
- Wagner, Wolfram (* 1943), deutscher Chemieingenieur
- Wagner, Wolfram (* 1962), österreichischer Komponist
- Wagner, Wolfram (* 1972), deutscher Fußballspieler
- Wagner, Wulf D. (* 1969), deutscher Architekturhistoriker

###### Wagner, Z
- Wagner, Zacharias (1614–1668), deutscher Schreiber, Zeichner, Kaufmann, Angestellter der Niederländischen Westindien-Kompanie und der Ostindien-Kompanie
- Wagner, Zeta (1907–1943), deutsche römisch-katholische Ordensfrau, Missionsschwester und Märtyrin

##### Wagner-

###### Wagner-A
- Wagner-Andersson, Ingrid (1905–1970), deutsche Künstlerin und Malerin sowie Zeichnerin
- Wagner-Ascher, Hilde (1901–1999), österreichische Malerin, Designerin und Textilkünstlerin
- Wagner-Augustin, Katrin (* 1977), deutsche Kanutin

###### Wagner-B
- Wagner-Bacher, Lisl (* 1953), österreichische KöchinLisl Wagner-Bacher (* 1953)

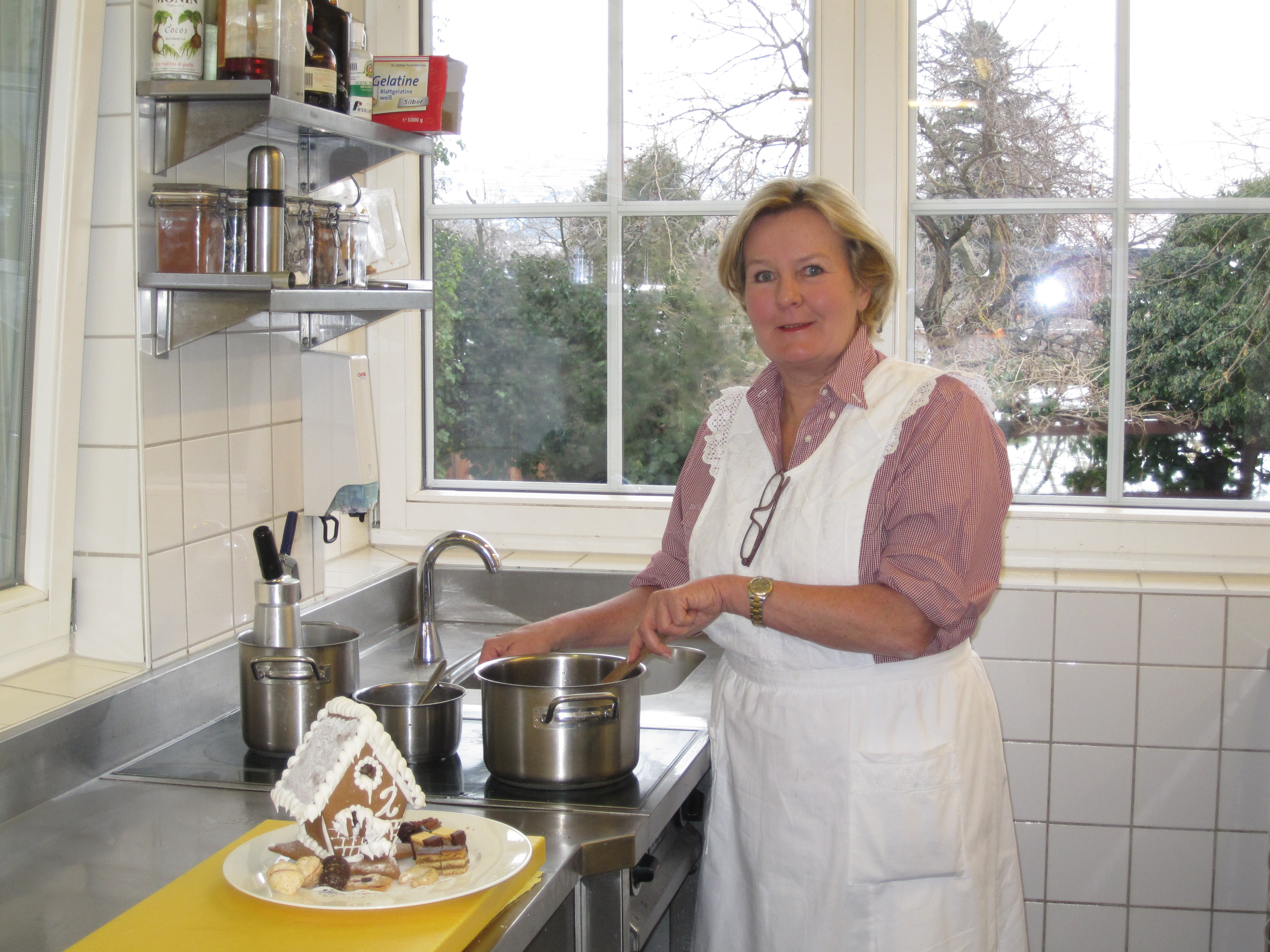
Lisl Wagner-Bacher (* 1953)

- Wagner-Bergelt, Bettina (* 1958), deutsche Tanzmanagerin und Kuratorin
- Wagner-Binder, Christoph (* 1991), österreichischer Fußballspieler
- Wagner-Bockey, Kathrin (* 1968), deutsche Politikerin (SPD), MdL
- Wagner-Braun, Margarete (* 1957), deutsche Historikerin

###### Wagner-D
- Wagner-Deines, Johann (1803–1880), deutscher Landschaftsmaler
- Wagner-Döbler, Irene, deutsche Mikrobiologin
- Wagner-Döbler, Roland (* 1954), deutscher Bibliothekar

###### Wagner-E
- Wagner-Egelhaaf, Martina (* 1957), deutsche Germanistin

###### Wagner-F
- Wagner-Frommenhausen, Rudolf von (1822–1891), württembergischer Generalleutnant, Kriegsminister und Politiker, MdR

###### Wagner-G
- Wagner-Gyürkés, Viktória (* 1992), ungarische Mittelstrecken- und Hindernisläuferin

###### Wagner-H
- Wagner-Hasel, Beate (* 1950), deutsche Althistorikerin und Hochschullehrer
- Wagner-Hehmke, Erna (1905–1992), deutsche Fotografin
- Wagner-Hohenlobbese, Ernst (1866–1935), deutscher Sportschütze
- Wagner-Hohenlobbese, Julika (* 1980), deutsche Schauspielerin

###### Wagner-J
- Wagner-Jauregg, Julius (1857–1940), österreichischer Psychiater, NobelpreisträgerJulius Wagner-Jauregg (1857–1940)

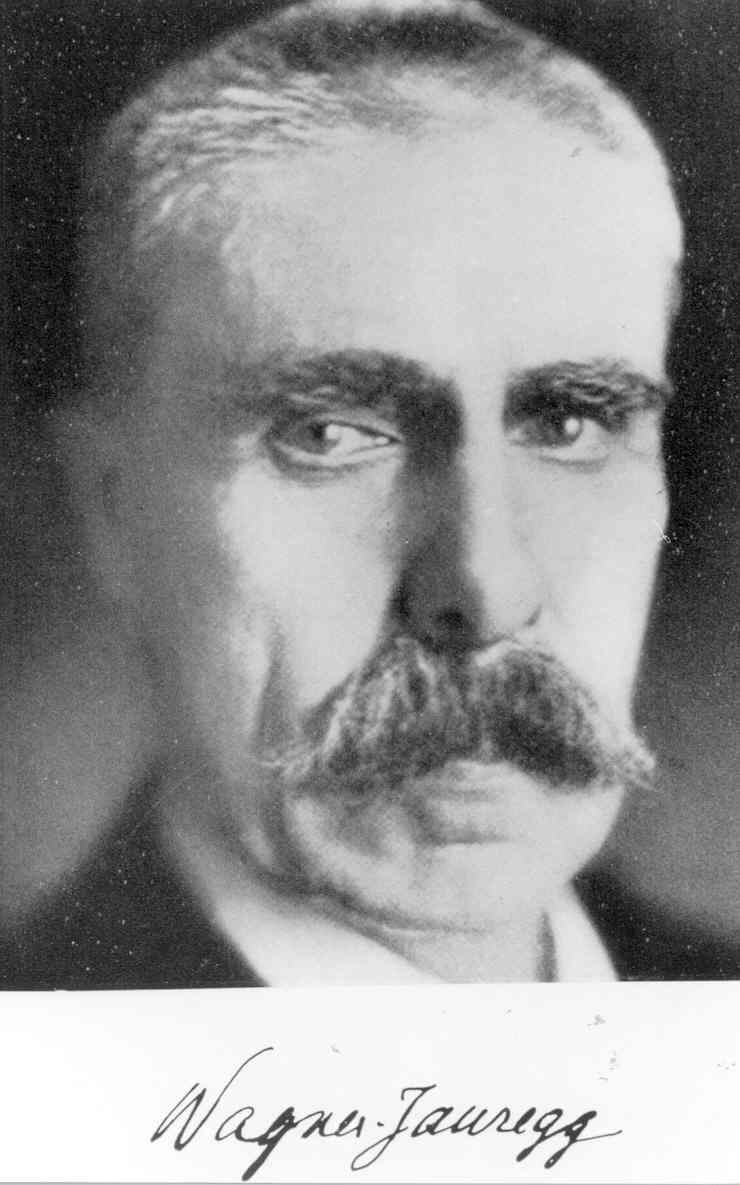
Julius Wagner-Jauregg (1857–1940)

- Wagner-Jauregg, Theodor (1903–1992), österreichischer Chemiker

###### Wagner-K
- Wagner-Kerkhof, Heidi (* 1945), deutsche Bildhauerin, Medailleurin und Grafikerin

###### Wagner-L
- Wagner-Lindheimer, Gottfried Jacob Alexander (1796–1874), deutscher Politiker, Mitglied des Gesetzgebenden Körpers der Freien Stadt Frankfurt

###### Wagner-M
- Wagner-Meyer, Milly (1925–1976), Schweizer Schriftstellerin und Radio Mitarbeiterin
- Wagner-Michel, Annett (* 1955), deutsche Schachmeisterin und Diplom-Ökonomin
- Wagner-Mitchell, Anne (* 1971), deutsche Diplomatin

###### Wagner-N
- Wagner-Nagy, Beáta Boglárka (* 1970), ungarische Finnougristin

###### Wagner-P
- Wagner-Pasquier, Eva (* 1945), deutsche TheatermanagerinEva Wagner-Pasquier (* 1945)

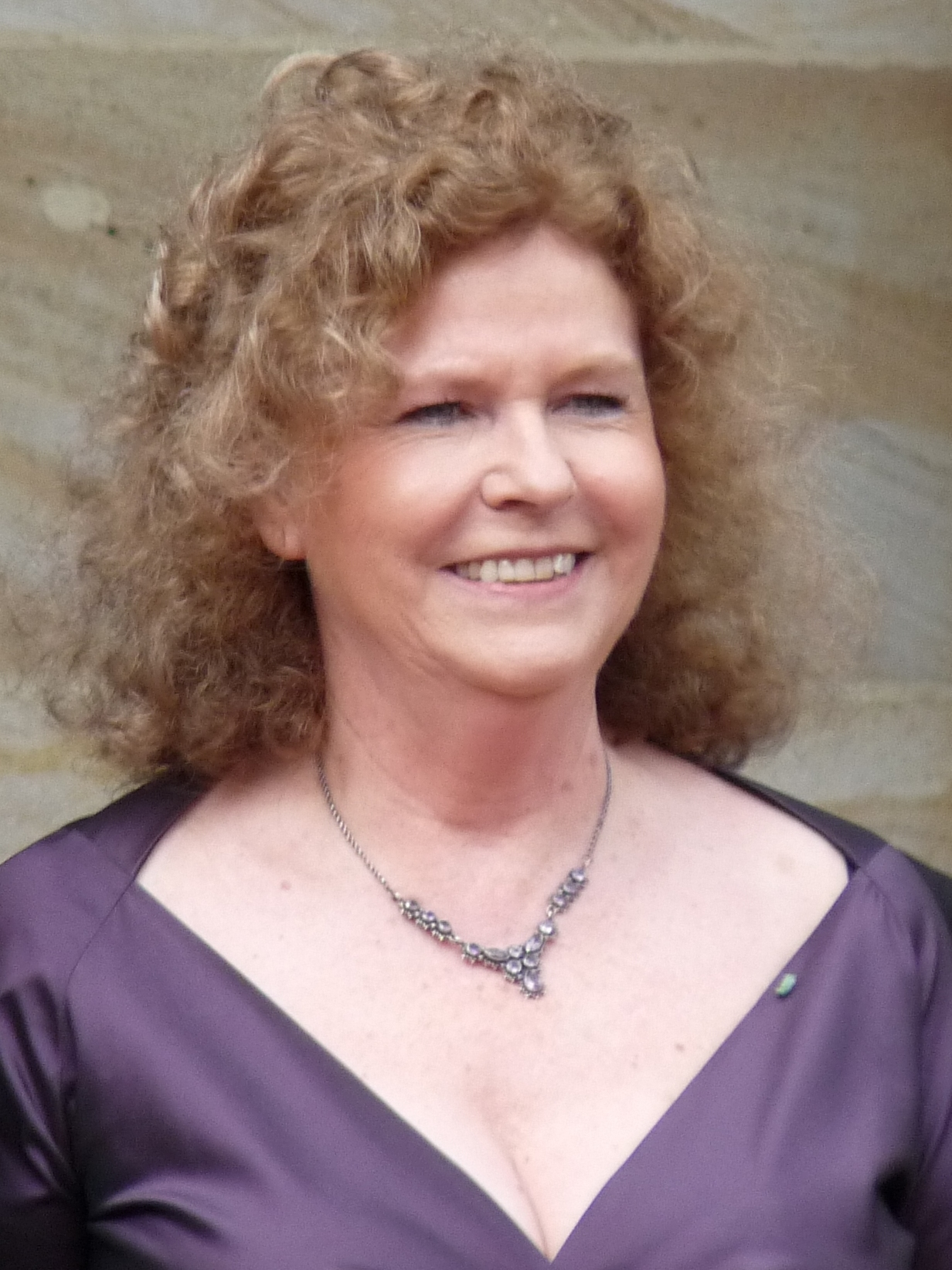
Eva Wagner-Pasquier (* 1945)

- Wagner-Poltrock, Friedrich (1883–1961), deutscher Architekt, Baubeamter, Zeichner, Grafiker und Dichter

###### Wagner-R
- Wagner-Rau, Ulrike (* 1952), deutsche praktische Theologin
- Wagner-Redding, Renate (* 1946), Vorsitzende der Jüdischen Gemeinde in Braunschweig
- Wagner-Régeny, Rudolf (1903–1969), deutscher Komponist rumänischer Herkunft
- Wagner-Rieger, Renate (1921–1980), österreichische Kunsthistorikerin
- Wagner-Robertz, Dagmar (1944–1991), deutsche Ethnologin und Afrikanistin

###### Wagner-S
- Wagner-Scheid, Anja (* 1974), deutsche Politikerin (CDU), MdL
- Wagner-Schönkirch, Hans (1872–1940), österreichischer Musikpädagoge und -schriftsteller, Komponist und Chorleiter
- Wagner-Speyer, Ludwig (1882–1939), deutscher Architekt, Baubeamter und Hochschullehrer

###### Wagner-T
- Wagner-Trenkwitz, Christoph (* 1962), österreichischer Dramaturg und Musikwissenschaftler

###### Wagner-V
- Wagner-von Papp, Florian (* 1973), deutscher Rechtswissenschaftler

###### Wagner-W
- Wagner-Watzlawski, Christel (1933–2025), deutsche Politikerin (CDU), MdL
- Wagner-Wittula, Renate (* 1956), österreichische Sachbuchautorin und Journalistin

##### Wagnerb
- Wagnerberger, Fritz (1937–2010), deutscher Skirennläufer und Sportfunktionär

##### Wagnere
- Wagnereck, Heinrich († 1683), deutscher Alchemist

##### Wagnero
- Wagnerová, Alena (* 1936), deutsch-tschechische Autorin
- Wagnerová, Magdalena (* 1960), tschechische Schriftstellerin, Drehbuchautorin und Redakteurin

#### Wagnes
- Wagnes, Eduard (1863–1936), österreichischer Kapellmeister der k.u.k. Armee, Komponist von Marschmusik
- Wagnes, Josef (1891–1979), österreichischer Komponist, Violoncellist und Lehrer

### Wagni
- Wagnière, Georges H. (1933–2013), Schweizer Chemiker
- Wagnière, Jean-Louis (1739–1802), Sekretär des französischen Philosophen Voltaire
- Wagnières, Yanik (* 1997), Schweizer Unihockeyspieler
- Wagnitz, Heinrich Balthasar (1755–1838), deutscher evangelischer Theologe, Hochschullehrer und Gefängnisprediger

### Wagnl
- Wagnleithner, Georg (1861–1930), österreichischer Priester, Autor, Musiker und Maler
- Wagnleitner, Reinhold (* 1949), österreichischer Neuzeithistoriker